# Roma

Ubicación de Roma (en rojo) dentro de la Ciudad Metropolitana de Roma Capital.

Roma es una ciudad, capital de la región del Lacio y de Italia. Con una población de 2 857 321 habitantes, es el municipio más poblado de Italia y la tercera ciudad más poblada de la Unión Europea. Por antonomasia, se le conoce desde la Antigüedad como la Urbe (Urbs). También es llamada «La Ciudad Eterna» (en italiano: Città Eterna).
En el transcurso de su historia, que abarca tres milenios, llegó a extender sus dominios sobre toda la cuenca del Mediterráneo y gran parte de Europa, Oriente Próximo y África del Norte. Como capital de la República y del Imperio romano, llegó a ser la primera gran metrópolis de la humanidad, centro de una de las civilizaciones antiguas más importantes. Influyó en la sociedad, la cultura, la lengua, la literatura, la música, el arte, la arquitectura, la filosofía, la política, la gastronomía, la religión, el derecho y la moral de los siglos sucesivos.
Es la ciudad con la más alta concentración de bienes históricos y arquitectónicos del mundo; su centro histórico delimitado por el perímetro que marcan las murallas aurelianas, superposición de huellas de tres milenios, es la máxima expresión del patrimonio histórico, artístico y cultural del mundo occidental. En 1980, junto a las propiedades extraterritoriales de la Santa Sede que se encuentran en la ciudad y la basílica de San Pablo Extramuros, fue incluida en la lista del Patrimonio de la Humanidad de la Unesco.
Roma es el corazón geográfico de la religión católica, ciudad santa del catolicismo y destino de peregrinación (vías romeas), y también la única ciudad del mundo que tiene en su interior una entidad estatal autónoma: el enclave de la Ciudad del Vaticano, que se encuentra bajo el poder temporal del papa. Por tal motivo se le ha conocido también como la capital de dos Estados.

## Etimología
Existen varias hipótesis sobre el origen del nombre Roma; el nombre podría venir:
- de Roma, hija de Italio (o de Télefo, hijo de Hércules), esposa de Eneas o de su hijo Ascanio;[16]
- de Romano, hijo de Odiseo y Circe;[16]
- de Romo, hijo de Ematión, al cual Diomedes hace huir de Troya;[16]
- de Romide, tirano de los latinos, que expulsó a los etruscos de la región;[16]
- de Rommylos y Romos (Rómulo y Remo), hermanos gemelos descendientes de Ascanio que fundaron la ciudad.;[17]
- de Rumon o Rumen, nombre arcaico del Tíber, que tenía raíz etimológica análoga a la del verbo griego ῥέω (rhèo) y del verbo latino ruo, que significan "fluir";[18]
- de la palabra etrusca ruma, que significaba ubre, y podría por tanto hacer referencia al mito de Rómulo y Remo, o también a la forma de las colinas del Palatino y del Aventino;[19]
- del griego ῤώμη (rhòme), que significa fuerza;[20]
- de Roma, una joven troyana que conocía el arte de la magia, de la cual existen referencias en los escritos del poeta Estesícoro de Himera.[21]

## Símbolos
La descripción del escudo de Roma está contenida en el primer artículo de los estatutos municipales:

El emblema del municipio está constituido por un escudo de forma puntiaguda, de color púrpura, con cruz griega de oro, colocada arriba a la derecha, seguida de las letras mayúsculas de oro S. P. Q. R. dispuestas en banda y en escalado, coronado por ocho florones de oro, cinco de las cuales son visibles

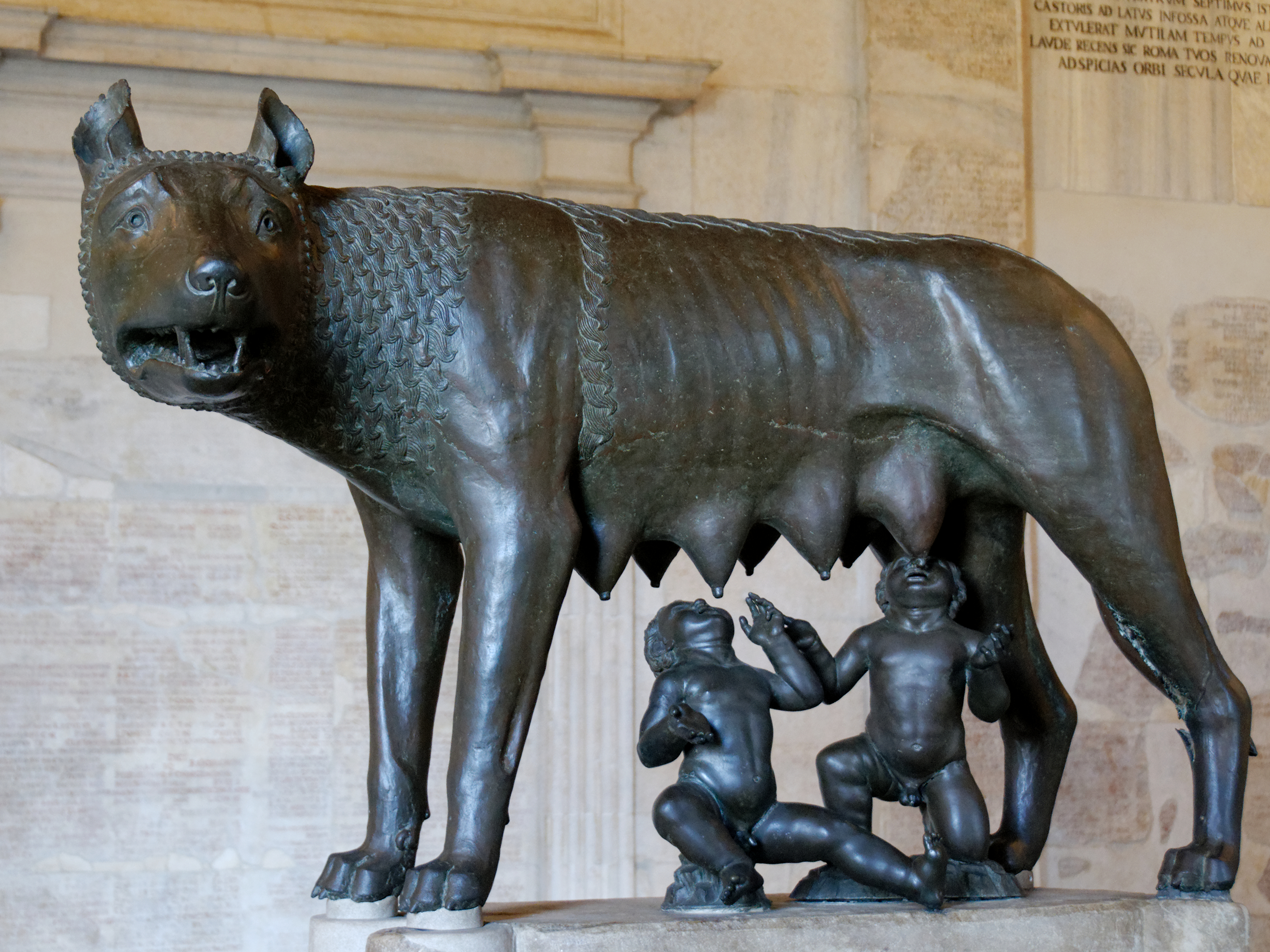
La Loba capitolina

Otros símbolos de Roma, aparte del escudo municipal, son la loba capitolina, estatua de bronce que representa a la legendaria loba que amamantó a los dos gemelos Rómulo y Remo; el Coliseo, el anfiteatro más grande del imperio romano, reconocido, en el 2007, como una de las siete maravillas del mundo moderno (la única en Europa); la Cupulota, la cúpula de la basílica de San Pedro en la Ciudad del Vaticano, que domina toda la ciudad y simboliza también al mundo cristiano. El águila imperial ―efigie militar― fue símbolo de la ciudad durante la antigüedad; también lo fue durante la Edad Media el león, animal emblemático de la supremacía.
El lema de la ciudad es SPQR, en latín Senatus Populusque Romanus (el Senado y el Pueblo de Roma), que en la antigüedad indicaba las dos clases que constituían a la sociedad romana, la de los patricios y la de los plebeyos.

## Geografía

Las siete colinas

Roma se encuentra en las riberas del río Tíber; la aldea originaria se desarrolló sobre las colinas que están frente a la curva de este río en la cual surge un promontorio de tierra.

### Territorio
El territorio del municipio de Roma es amplio, habiendo absorbido áreas que habían estado abandonadas por siglos, en su mayoría plagadas de paludismo y poco aptas para la agricultura, áreas no pertenecientes a ningún municipio: se extiende sobre una superficie de 1287,36 km² y es el territorio ocupado por la ciudad más grande de Italia y uno de los más extensos en contraste con otras capitales de Europa. Roma gobierna un área que por sus dimensiones es tan grande como, aproximadamente, la suma de los territorios de Milán, Nápoles, Turín, Palermo, Génova, Bolonia, Florencia, Bari y Catania, y es superior a las ciudades como la de Nueva York, Moscú, Berlín, Madrid y París.
La densidad poblacional no es muy elevada, por la notable presencia de áreas verdes dispersas en todo su territorio: Roma representa un caso excepcional en el mundo occidental por la vastedad de áreas verdes que sirven de corona a la ciudad lo cual genera una compenetración entre ciudad y campo. Roma, además, es la ciudad italiana con el más alto número de municipios vecinos: 29 municipios italianos más el enclave de la Ciudad del Vaticano, sumando un total de 30 territorios limítrofes.

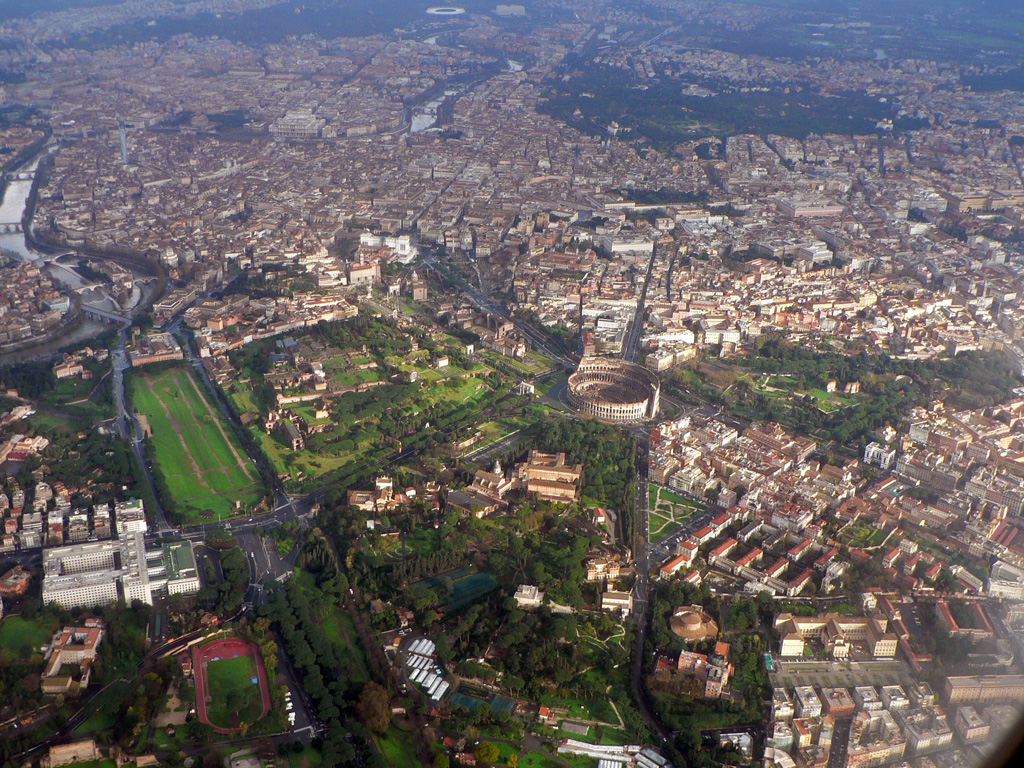
Vista aérea del centro de Roma

El territorio sobre el cual la ciudad ha surgido y sobre el cual se ha desarrollado tiene una historia geológicamente compleja: el substrato reciente está constituido por material piroclástico producido hace de 0.6 a 0.3 millones de años por los volcanes, hoy en día inactivos, ubicados en el área sudeste de la ciudad, el volcán Laziale que se encuentra en las actuales colinas Albanas, y al noreste, los montes Sabatinos. De estos depósitos se forma gran parte de las colinas que abundan en el territorio romano. Sucesivamente la actividad fluvial del Tíber y del Aniene contribuye a la erosión de los relieves y a la sedimentación, caracterizando aún más al terreno. Sísmicamente, Roma está clasificada como una zona 3 (sísmicamente baja), de acuerdo con la Ordenanza PCM n. 3274 del 20/03/2003.
El territorio de Roma, por lo tanto, presenta diversos paisajes naturales y características ambientales: algunos relieves montañosos y colinas (entre ellas las históricas siete colinas), las zonas forestales, el río Tíber y sus afluentes, las marranas o pequeños riachuelos típicos del paisaje urbano, los lagos como el lago de Bracciano y el lago de Martignano así como aquellos artificiales, una isla fluvial (la isla Tiberina), y la costa arenosa del balneario de Ostia, frente al mar Tirreno.

#### Orografía

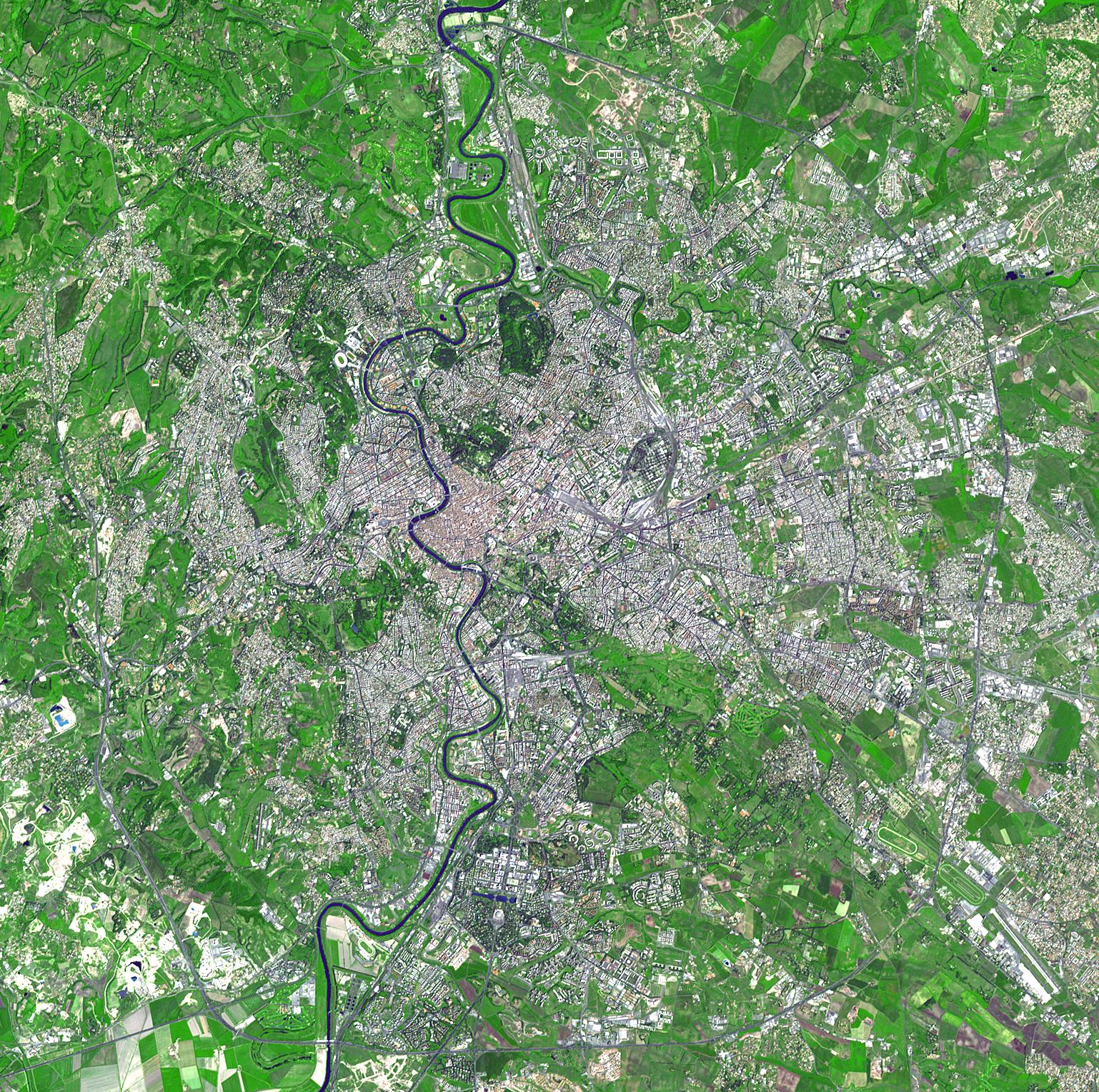
Imagen de satélite de Roma

El núcleo central y antiguo de la ciudad está constituido por las históricas Siete colinas de Roma: la Colina Palatina, el Aventino, el Capitolio, el Quirinal, el Viminal, el Esquilino y el Celio. La ciudad comprende también otros relieves, entre los cuales el monte Mario, el monte Antenne, el monte Brianzo, el monte de las Joyas, el monte Giordano, el Gianicolo, el Pincio, los montes Parioli, el monte Savello, el monte Sacro y el monte Verde.

#### Hidrografía
La ciudad, aparte del Tíber, está atravesada también de otro río, el Aniene, que confluye con el Tíber en la zona septentrional del territorio urbano. El municipio Roma XIII se encuentra frente al mar Tirreno (Roma es el municipio costero más grande de Europa, con alrededor de 20 km de costa), el municipio Roma XX sobre los lagos de Bracciano y de Martignano (con su enclave de Polline Martignano, en el parque natural regional del complejo lacustre Bracciano-Martignano).

### Clima
De acuerdo con la clasificación climática de Köppen, Roma posee un clima mediterráneo ("Csa") es decir: templado de latitudes medias, con veranos cálidos, particularmente suave en primavera y en otoño. Estas son, también, las estaciones más lluviosas, especialmente los meses de noviembre y abril.
El verano, con una temperatura máxima media superior a los 31 °C, es muy caluroso; si bien la influencia del mar, el Tirreno se halla a 25 km al oeste de la ciudad, atenúa esta característica, gracias al llamado "Ponetino", la brisa marina del crepúsculo. Sin embargo, el crecimiento urbano ha creado una isla de calor, por lo cual el centro de la ciudad registra temperaturas de hasta 3 ° / 4 °C más que la campaña circundante.
En verano, la combinación de la humedad y las altas temperaturas, junto con las infiltraciones de aire fresco del noroeste, pueden dar lugar a tormentas raras pero intensas; esta situación se prolonga hasta octubre, cuando las infiltraciones de aire más frío se encuentran con un mar todavía muy cálido. Durante el resto del año se alternan periodos más secos con periodos moderadamente lluviosos, con picos máximos en los meses de noviembre, diciembre y abril. La precipitación media anual ronda los 750 mm.
El invierno es generalmente frío y lluvioso, con notables bajadas de temperatura. La nieve es un fenómeno poco frecuente en la ciudad, aunque se ha incrementado en los últimos años. Generalmente ocurre cuando entra aire frío desde el norte.
Prevalecen los vientos septentrionales, como la tramontana y el grecale, y occidentales; el maestrale, el libeccio y el ya mencionado ponentino.
| Parámetros climáticos promedio de Aeropuerto de Roma-Ciampino, normales 1991-2020, extremos 1944–presente | Parámetros climáticos promedio de Aeropuerto de Roma-Ciampino, normales 1991-2020, extremos 1944–presente | Parámetros climáticos promedio de Aeropuerto de Roma-Ciampino, normales 1991-2020, extremos 1944–presente | Parámetros climáticos promedio de Aeropuerto de Roma-Ciampino, normales 1991-2020, extremos 1944–presente | Parámetros climáticos promedio de Aeropuerto de Roma-Ciampino, normales 1991-2020, extremos 1944–presente | Parámetros climáticos promedio de Aeropuerto de Roma-Ciampino, normales 1991-2020, extremos 1944–presente | Parámetros climáticos promedio de Aeropuerto de Roma-Ciampino, normales 1991-2020, extremos 1944–presente | Parámetros climáticos promedio de Aeropuerto de Roma-Ciampino, normales 1991-2020, extremos 1944–presente | Parámetros climáticos promedio de Aeropuerto de Roma-Ciampino, normales 1991-2020, extremos 1944–presente | Parámetros climáticos promedio de Aeropuerto de Roma-Ciampino, normales 1991-2020, extremos 1944–presente | Parámetros climáticos promedio de Aeropuerto de Roma-Ciampino, normales 1991-2020, extremos 1944–presente | Parámetros climáticos promedio de Aeropuerto de Roma-Ciampino, normales 1991-2020, extremos 1944–presente | Parámetros climáticos promedio de Aeropuerto de Roma-Ciampino, normales 1991-2020, extremos 1944–presente | Parámetros climáticos promedio de Aeropuerto de Roma-Ciampino, normales 1991-2020, extremos 1944–presente |
| Mes | Ene. | Feb. | Mar. | Abr. | May. | Jun. | Jul. | Ago. | Sep. | Oct. | Nov. | Dic. | Anual |
| --- | --- | --- | --- | --- | --- | --- | --- | --- | --- | --- | --- | --- | --- |
| Temp. máx. abs. (°C)                                                                                      | 20.8 | 23.0 | 26.6 | 30.0 | 34.2 | 39.3 | 39.7 | 40.6 | 40.0 | 32.0 | 26.1 | 21.2 | 40.6 |
| Temp. máx. media (°C)                                                                                     | 12.0 | 13.0 | 15.8 | 18.8 | 22.3 | 28.1 | 31.0 | 31.6 | 26.7 | 22.2 | 16.9 | 12.7 | 21.0 |
| Temp. media (°C)                                                                                          | 7.5 | 8.0 | 10.7 | 13.6 | 18.0 | 22.5 | 25.1 | 25.4 | 21.0 | 17.0 | 12.4 | 8.5 | 15.8 |
| Temp. mín. media (°C)                                                                                     | 3.4 | 3.4 | 5.9 | 8.6 | 12.6 | 16.7 | 19.3 | 19.8 | 16.0 | 12.4 | 8.5 | 4.7 | 10.9 |
| Temp. mín. abs. (°C)                                                                                      | -11.0 | -6.9 | -6.5 | -2.4 | 1.8 | 5.6 | 9.1 | 9.3 | 4.3 | 0.8 | -5.2 | -6.6 | -11.0 |
| Precipitación total (mm)                                                                                  | 65.6 | 62.8 | 58.6 | 68.6 | 56.9 | 30.1 | 19.8 | 30.2 | 64.9 | 88.1 | 108.2 | 98.3 | 752.0 |
| Días de precipitaciones (≥ 1.0 mm)                                                                        | 7.40 | 7.48 | 6.85 | 7.42 | 5.54 | 3.38 | 2.16 | 2.20 | 6.00 | 7.32 | 8.84 | 9.44 | 74.03 |
| Horas de sol                                                                                              | 155.9 | 171.9 | 203.1 | 221.1 | 276.5 | 298.8 | 337.6 | 320.2 | 237.9 | 200.6 | 153.3 | 146.9 | 2723.9 |
| Humedad relativa (%)                                                                                      | 75.8 | 71.5 | 70.6 | 70.4 | 69.0 | 65.4 | 63.3 | 64.1 | 69.1 | 74.0 | 77.9 | 77.2 | 70.7 |
| Fuente n.º 1: NOAA                                                                                        | | | | | | | | | | | | | |
| Fuente n.º 2: climaintoscana                                                                              | | | | | | | | | | | | | |

### Altitud
La altitud de Roma es de 13 m sobre el nivel del mar (en la Piazza del Popolo) en lo más bajo hasta los 120 m en el monte Mario.

## Historia

### Antigüedad

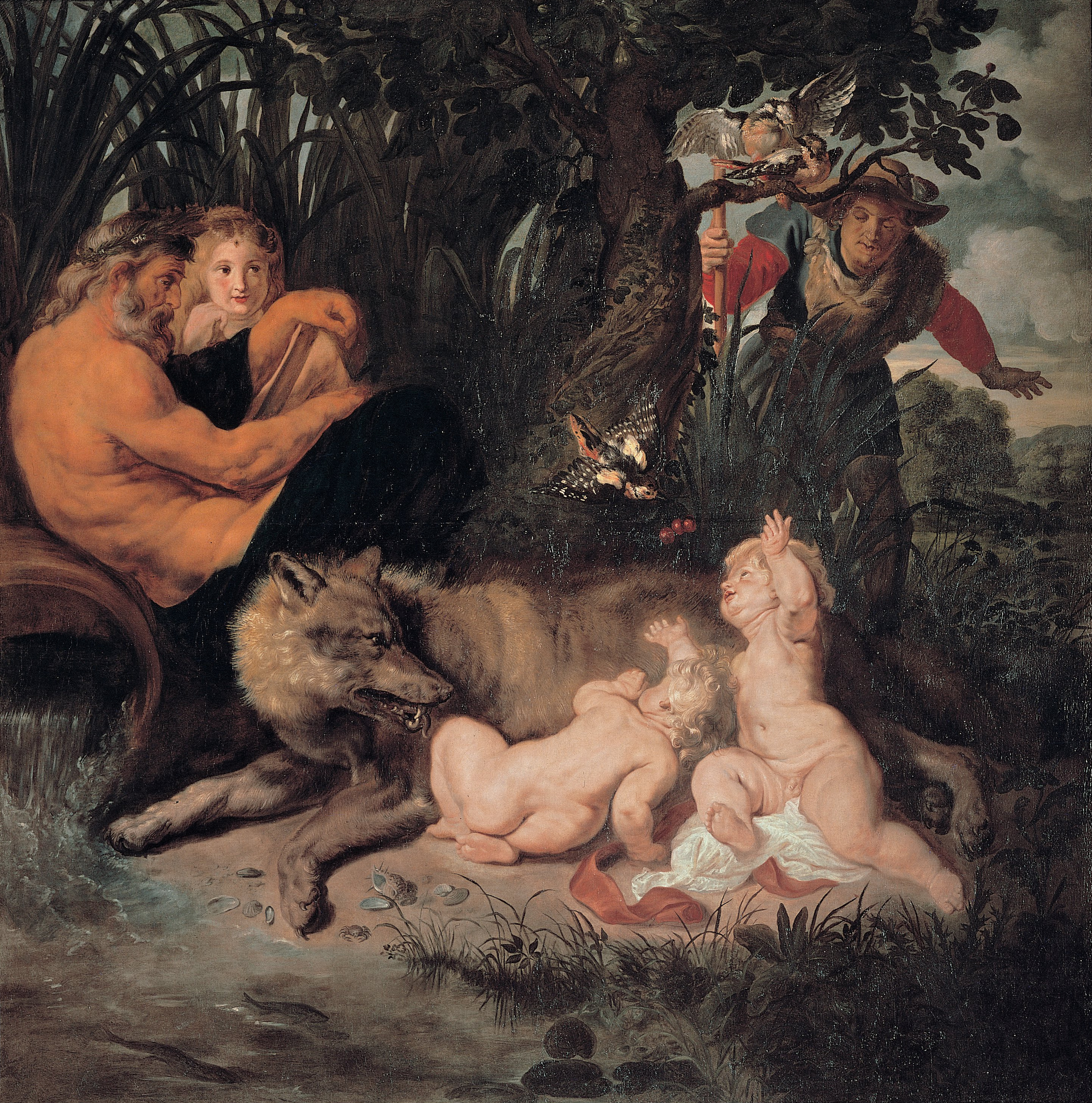
Rómulo y Remo, de Peter Paul Rubens (Museos Capitolinos).

Roma fue fundada, según la tradición, por Rómulo y Remo, ambos amamantados por una loba llamada Luperca, el 21 de abril de 753 a. C.
En latín, la palabra «lupa» hace referencia a una loba y a una prostituta; por eso, se dice también que Rómulo y Remo en realidad fueron amamantados por una prostituta que los encontró en la orilla del Tíber.
Previo a la fundación de la ciudad, y también en forma contemporánea a ella, Italia estaba habitada por distintos pueblos: los latinos, que ocupaban la llanura entre el río Tíber y los montes Albanos; el Tíber separaba a los umbros al sur y los etruscos al norte, al este y sureste del Lacio se encontraba la cadena Apenina que sería el dominio de pastores nómadas emparentados entre sí: los sabinos, samnitas, marsos, volscos, campanos en Nápoles, ausones y oscos. Todavía más al sur, los lucanos y brucios.
Roma tuvo un gobierno monárquico por un período de 244 años, con soberanos inicialmente de origen latino y sabino, y posteriormente etrusco. La tradición cuenta que hubo siete reyes: su fundador Rómulo, Numa Pompilio, Tulio Hostilio, Anco Marcio, Tarquinio Prisco, Servio Tulio y Tarquinio el Soberbio.
Sin embargo, el consenso general es, hoy en día, que Roma fue fundada por Tarquinio Prisco, y que la ciudad no puede haber existido antes del 600 a. C.. Los datos arqueológicos arrojados por la investigación moderna nos hablan de una fundación antes del 625 e incluso del 575 a. C. Este desfase cronológico coincide con la época en que Roma habría sido gobernada por reyes legendarios tales como Rómulo, Numa pompilio, y Anco Marcio, por lo que es muy probable (en el caso de Rómulo no hay duda) que estos reyes no hayan existido y que sean producto de la tradición historiográfica.
Expulsado de la ciudad el último rey etrusco e instaurada una república oligárquica en el 509 a. C, Roma inicia un periodo que se distingue por las luchas internas entre patricios y plebeyos y continuas guerras contra los otros pueblos de la antigua Italia: etruscos, latinos, volscos y ecuos, entre otros. Convertida en la población más poderosa del Latium, Roma lleva a cabo varias guerras (tanto contra los pueblos de la Galia Cisalpina, como contra los demás pueblos itálicos oscos y la polis italiota de Tarento, aliada de Pirro, rey de Epiro) que le permitieron la conquista de toda la Italia peninsular, desde la zona central hasta la Magna Grecia, en el sur.
El siglo III y el II a. C. estuvieron caracterizados por la conquista romana del Mediterráneo y del Oriente, debida a las tres guerras púnicas (264-146 a. C.) en las que se combatió contra la ciudad de Cartago y a las tres guerras macedónicas (212-168 a. C.) contra el Reino de Macedonia. Fueron instituidas las primeras provincias romanas: Sicilia, Cerdeña, Hispania, Macedonia, Grecia (Acaia), África.
En la segunda mitad del siglo II y del I a. C. se registraron numerosas revueltas, conspiraciones, guerras civiles y dictaduras: son los siglos en los que aparecen en el panorama político y social figuras como Tiberio y Cayo Graco, así como Marco Furio Camilo, Catón el Viejo, Escipión el Africano, Apio Claudio, Yugurta, Cayo Mario, Lucio Cornelio Sila, Marco Emilio Lépido, Espartaco, Gneo Pompeyo, Marco Licinio Craso, Lucio Sergio Catilina, Marco Tulio Cicerón, Julio César y Augusto, quien, después de haber sido miembro del segundo triunvirato junto con Marco Antonio y Lépido, en 27 a. C se convierte en princeps civitatis y le fue conferido el título de Augusto o emperador.

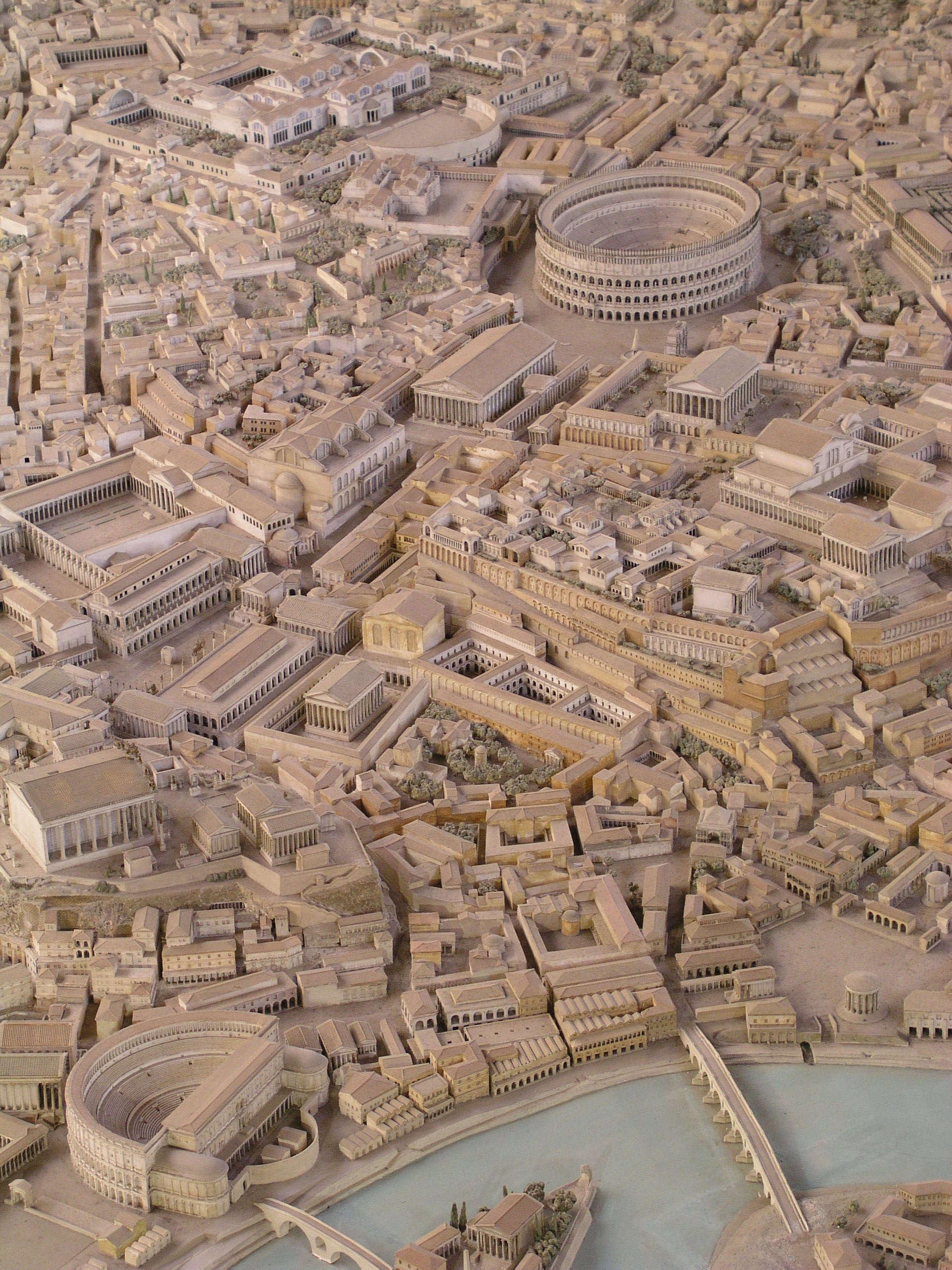
Recreación de la Roma imperial.

Instituido de facto el Imperio, que alcanzará su máxima expansión en el siglo II, bajo el mandato del emperador Trajano, Roma se confirmó como caput mundi, es decir, la capital del mundo, expresión que se le había atribuido ya en el período republicano. El territorio del imperio, en efecto, se extendía desde el océano Atlántico hasta el golfo Pérsico, y desde la parte centro-septentrional de la Britannia (actual Gran Bretaña) hasta Egipto.
Los primeros siglos del Imperio, en los cuales gobernaron, además de Octavio Augusto, los emperadores de las dinastías Julio-Claudia, Flavia (a los que se debe la construcción del Coliseo, realmente llamado anfiteatro Flavio) y los Antoninos, estuvieron caracterizados también por la difusión de la religión cristiana, predicada en Judea por Jesucristo en la primera mitad del siglo I (bajo el mandato de Tiberio) y divulgada por sus apóstoles en gran parte del imperio.
En el siglo III, al acabarse la dinastía de los Severos, comenzó la crisis del principado, a la cual seguiría un período de anarquía militar.

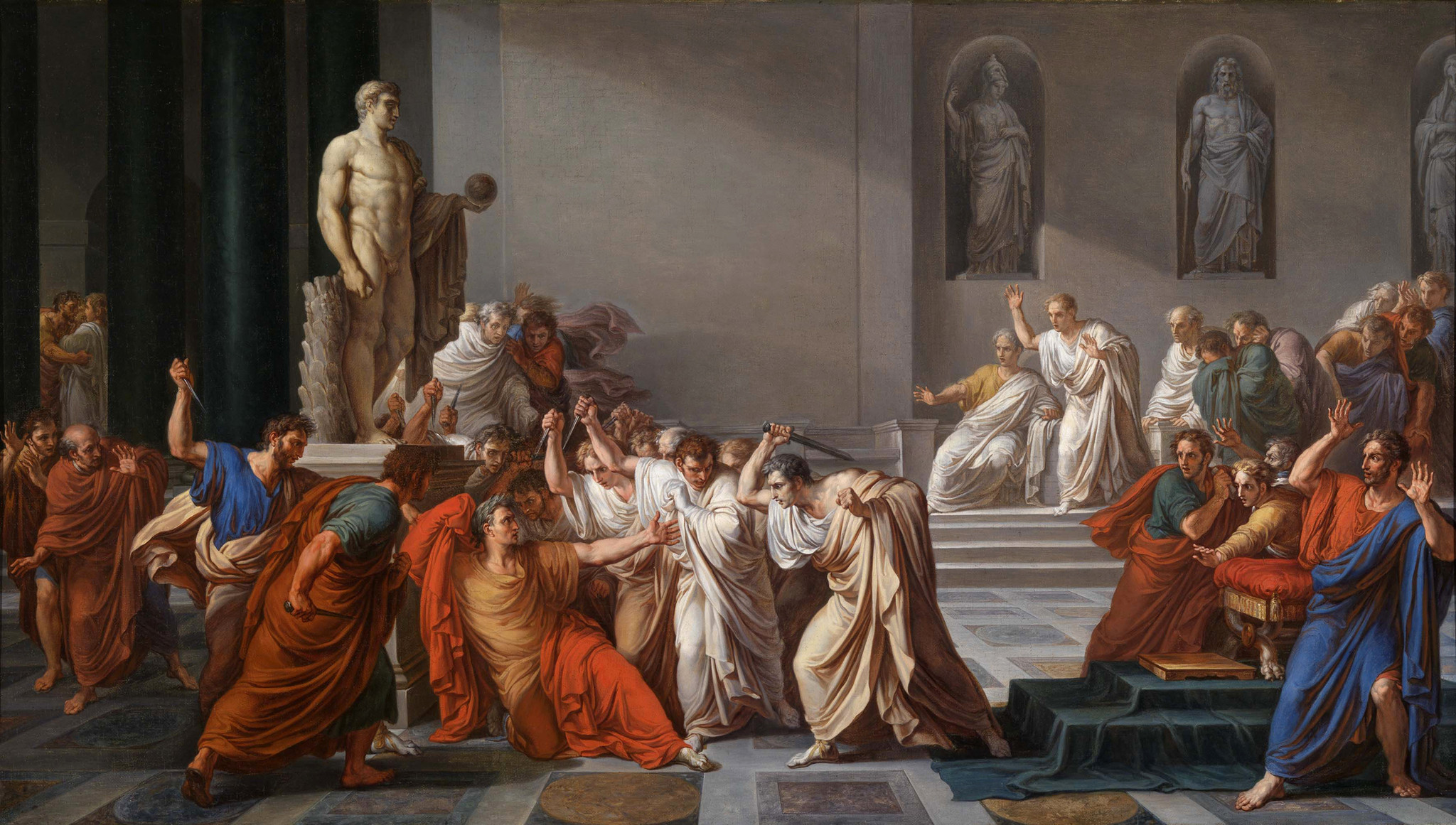
La Muerte de César de Vincenzo Camuccini (Museo de Capodimonte)

Cuando asciende al poder Diocleciano (284), la situación de Roma era grave: los bárbaros asediaban las fronteras desde décadas atrás, las provincias estaban gobernadas por hombres corruptos, zonas enteras de las capitales habían sido destruidas. Para gestionar mejor el imperio, Diocleciano lo divide en dos partes: él se convierte en Augusto o emperador de la parte oriental (con residencia en Nicomedia) y nombra a Maximiano Augusto o emperador de la parte occidental, desplazando la residencia imperial a Mediolanum. El imperio se divide aún más con la creación de tetrarquía: los dos Augustos, de hecho, deberán nombrar dos Césares, a quienes confiaban la parte del territorio y que se convertirían, posteriormente, en los nuevos emperadores.
Un logro decisivo tiene lugar con Constantino, que, luego de numerosas luchas internas, centralizó nuevamente el poder y, con el edicto de Milán del año 313, permitiría la libertad de culto a los cristianos, empeñándose él mismo por darle fortaleza a la nueva religión. Hace que se construyan diversas basílicas, asignó el poder civil sobre Roma al papa Silvestre I y fundó en la parte oriental del Imperio la nueva capital, Constantinopla, la actual Estambul.
El cristianismo se convierte en la religión oficial del Imperio gracias a un edicto emanado en el año 380 por Teodosio, que fue el último emperador del imperio unificado: luego de su muerte, de hecho, sus hijos, Arcadio y Honorio, se dividieron el imperio. La capital del imperio romano de Occidente pasa a ser en el año 395 Milán y, poco después en el año 402 Rávena más fácil de defender ante el acoso visigodo.
Roma, que no jugaba ya un papel central en la administración del Imperio, fue saqueada por los visigodos comandados por Alarico (410). Reconstruida y adornada profusamente con edificios sagrados construidos por los papas (con la colaboración de los emperadores), la ciudad sufrió un nuevo saqueo en el año 455, por parte de Genserico, rey de los vándalos. La reconstrucción de Roma fue dirigida por los papas León Magno (defensor Urbis por haber convencido a Atila, en el año 452, de no atacar Roma) y por su sucesor Hilario, pero en el año 472 la ciudad fue saqueada por tercera vez (por obra de Ricimero y Anicio Olibrio).
La deposición de Rómulo Augústulo el 4 de septiembre de 476 significó el final del Imperio romano de Occidente y, para los historiadores, el comienzo de la Edad Media.

### Edad Media

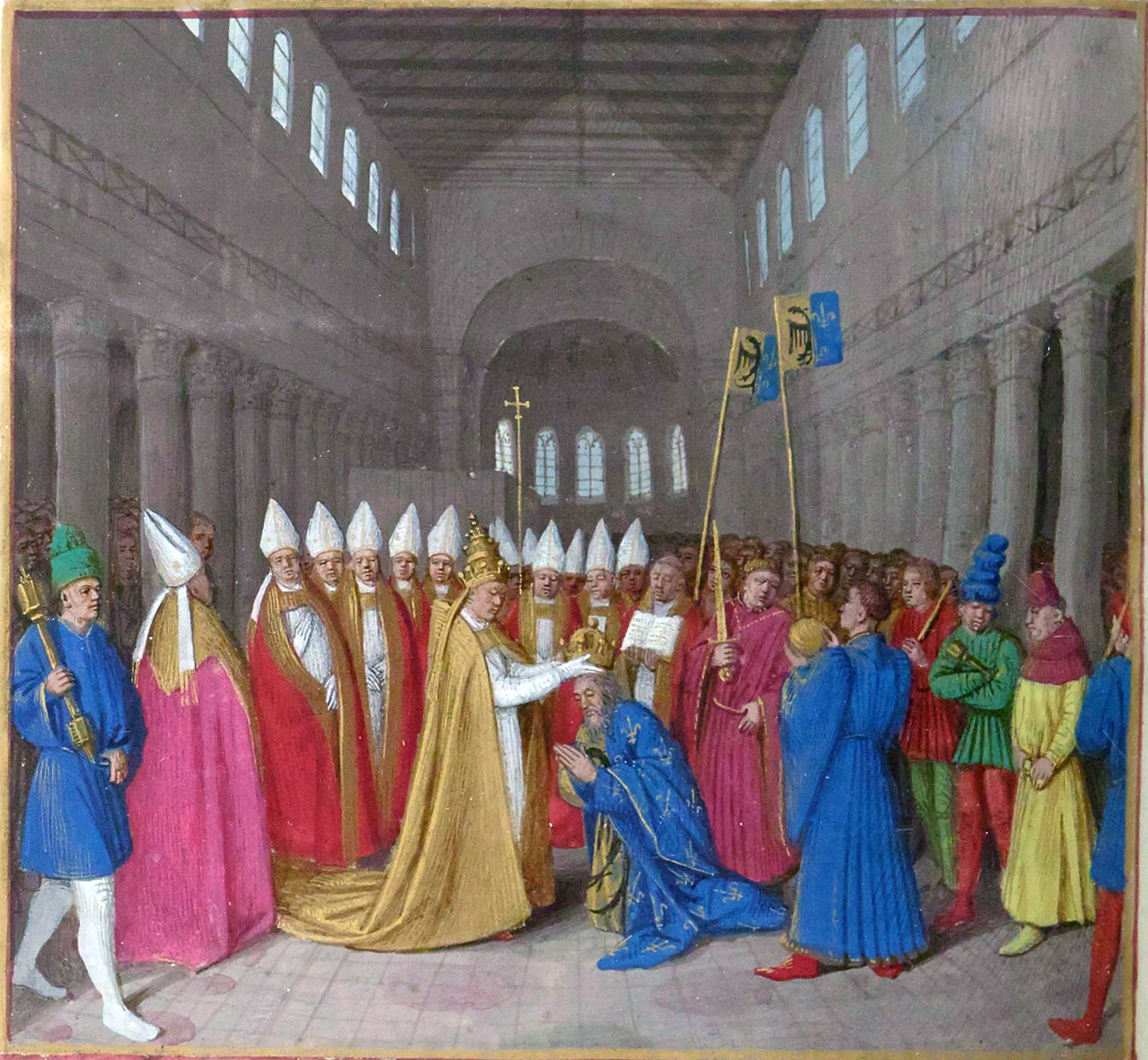
La coronación de Carlomagno en la basílica de San Pedro de Roma el 25 de diciembre del año 800. Miniatura de las Grandes Crónicas de Francia, de Jean Fouquet.

Con el fin del Imperio romano de Occidente, en Roma tiene lugar un período marcado por la presencia bárbara en Italia y, sobre todo, por la afirmación de la Iglesia en el poder (con el papa como jefe), que sustituyó al Imperio y derribó el puente que habría unido a la Antigüedad con el mundo nuevo.
Muchas luchas en el ámbito romano y europeo no permitieron la instauración de una estructura política constante en Roma, que pasó por tanto a través de distintas formas de gobierno: fue dominada primero por los godos y más adelante por los bizantinos. En este período fue llevada a cabo la creación de un ducado romano, cuyos límites correspondían, grosso modo, con la ciudad y el territorio que la rodeaba.
En el año 756, desaparecido definitivamente el rey longobardo Astolfo, Pipino el Breve, rey de los francos, cedió las tierras conquistadas al papa Esteban II, con lo que nace el Patrimonium Sancti Petri, el Estado Pontificio, del que Roma se convierte en capital.
La noche de Navidad del año 800, el papa León III corona emperador a Carlomagno en la antigua Basílica de San Pedro, instituyéndose así el Imperio carolingio: Roma no fue su capital (ubicada en Aquisgrán), pero funcionó como centro religioso del nuevo estado teocrático.

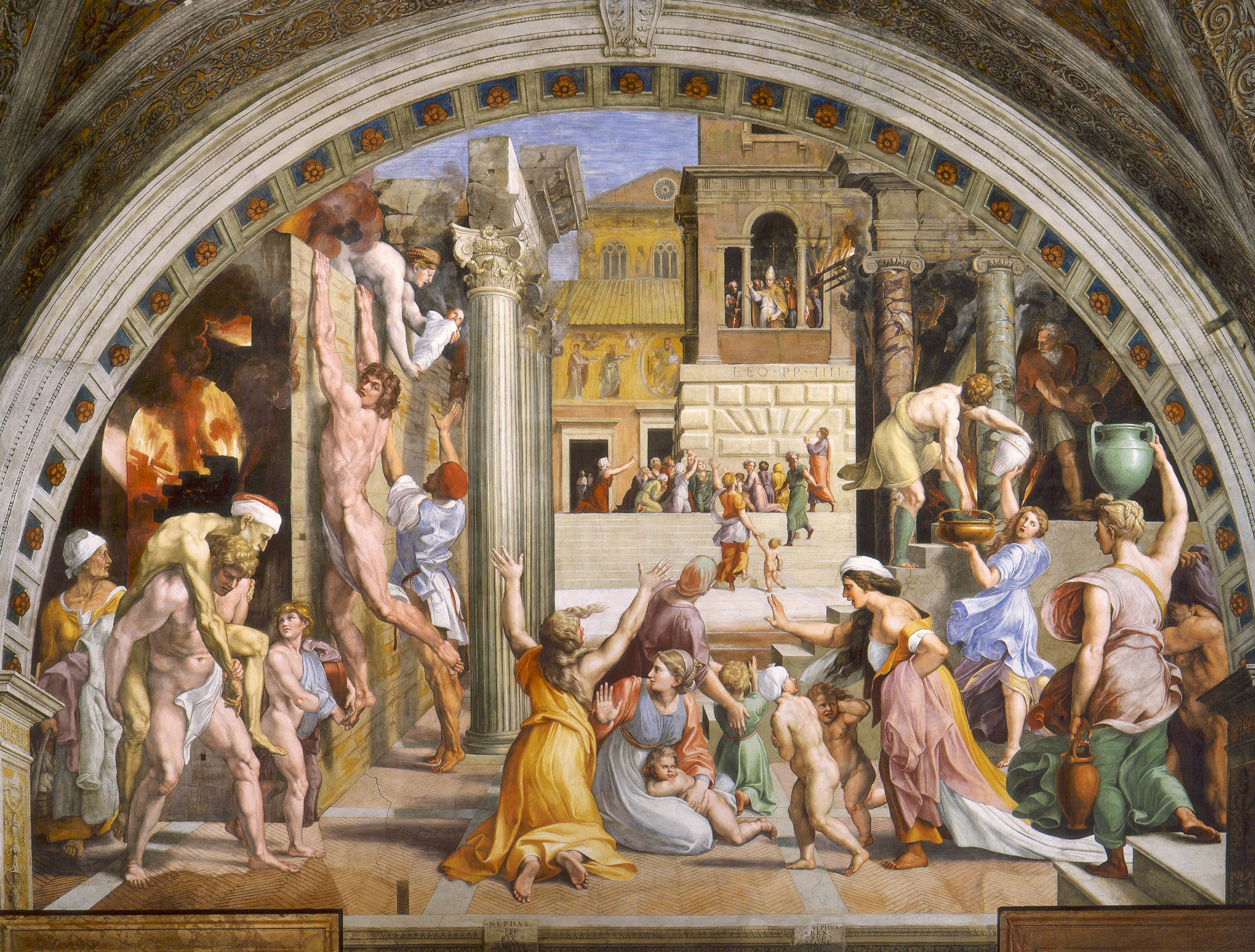
El incendio del Borgo, un fresco de Rafael representado al papa León IV.

Alrededor de la mitad del siglo IX, el papa León IV, después de la incursión sarracena de 846, hace que se fortifique la Civitas Leonina (que correspondía con la actual Ciudad del Vaticano), confirmando el poder político asumido por los pontífices, que eran protegidos por las familias nobles. Familias que también fortificaron sus casas hasta convertirlas en auténticos castillos: es el período comprendido entre los años 1100 y 1200, período en el que Roma estrechó sus relaciones con las comunidades asentadas en sus cercanías.
A mediados del siglo XII los ciudadanos romanos instauraron el Municipio Consular (que se asentó en la cima del Campidoglio), rival de la autoridad papal y de la autonomía de los nobles; en este período Roma se abastece de nuevos y eficientes sistemas de defensa.
La Edad Media, además, se caracterizó por las luchas entre las familias nobles ligadas a los papas y aquellas ligadas al extinto imperio, que frenaron el desarrollo del área central de la ciudad hasta el siglo XVI. Roma, centro político del mundo gracias al poderío de los papas, se confirmó como ciudad pontificia cuando Bonifacio VIII, en 1300, proclamó el primer Jubileo (acontecimiento que reunió en la ciudad alrededor de dos millones de peregrinos que siguieron alguna de las vías romeas); el mismo pontífice, tres años después fundó la Universidad de Roma "La Sapienza".
Pero cuando en 1309 el papa Clemente V se retiró a Aviñón, Roma fue gobernada por las familias nobles en continuas luchas entre ellas: la ciudad sufrió una involución, y en el siglo XV registraba apenas 20 000 habitantes.
La radical transformación de la Roma medieval fue iniciada por el papa Nicolás V, que decidió realizar ex novo el nuevo centro de Roma, el centro de la fe cristiana, distinto del centro pagano de la Roma antigua. Abandonó Letrán y concibió la idea de la construcción de la nueva basílica de San Pedro: desde ese momento, durante casi cuatro siglos, Roma estuvo bajo el completo dominio de los papas.

### Edad Moderna

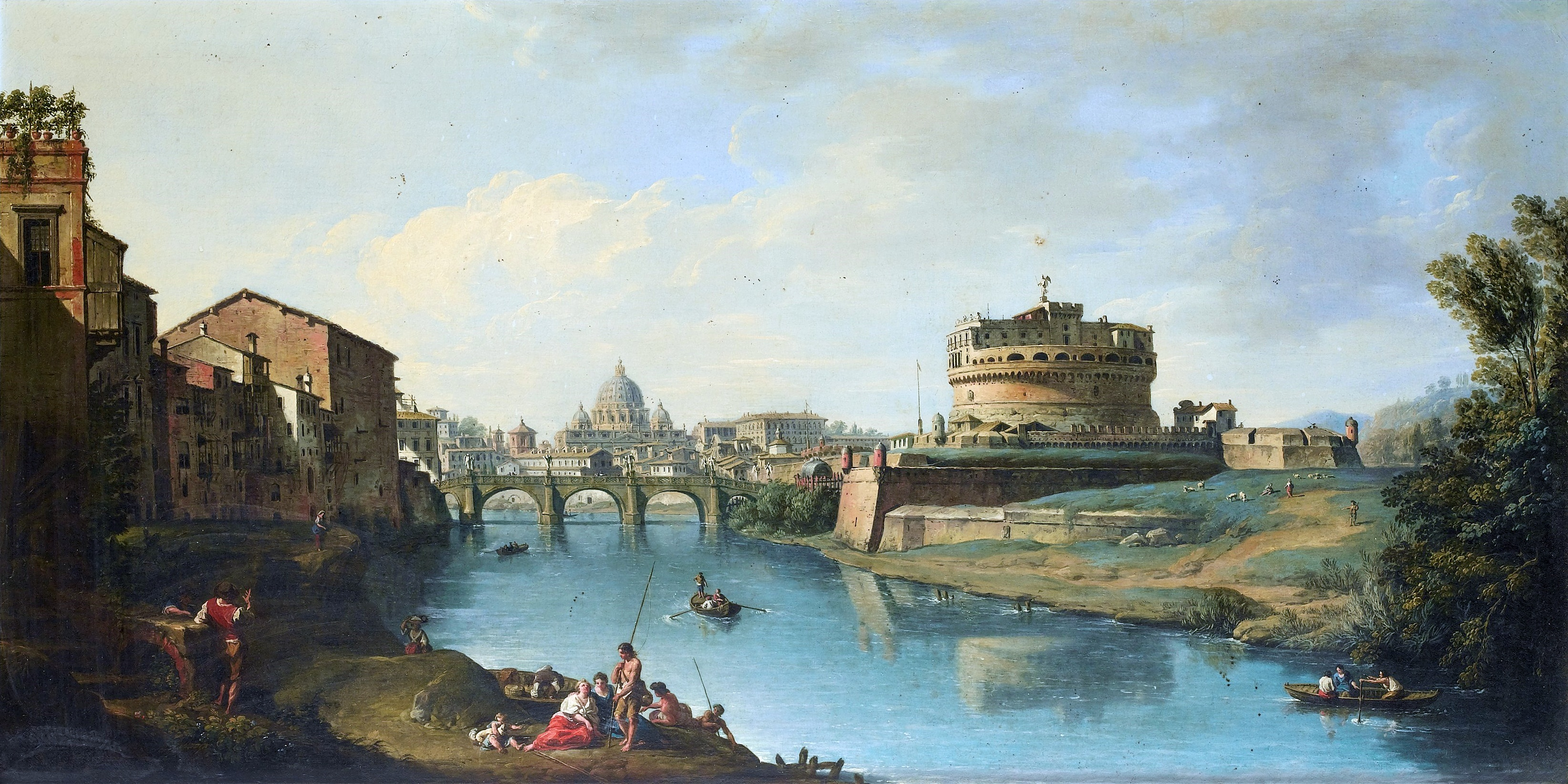
San Pedro y Castel Sant'Angelo, de Giuseppe Zocchi.

Después de la reforma luterana (1517) y el saqueo de Roma por parte de Carlos V (1527), tuvo lugar el Concilio de Trento, culminado en 1563, que confirmó a Roma como capital del Estado Pontificio, aunque desde aquel momento la figura del papa disminuyó sus influencias sobre la política europea.
El período sucesivo al Concilio de Trento estuvo caracterizado por una renovación urbanística de la ciudad: los nobles y las familias cardenalicias poderosas abandonaron sus palacios en el centro para construirse nuevas moradas sobre las colinas; pero el verdadero artífice de la gran obra de modernización arquitectónica, cultural y económica de la ciudad de Roma, fue el papa Sixto V, pontífice solamente por cinco años (1585-1590). En 1626 fue inaugurada la nueva basílica de San Pedro, emblema del dominio papal.

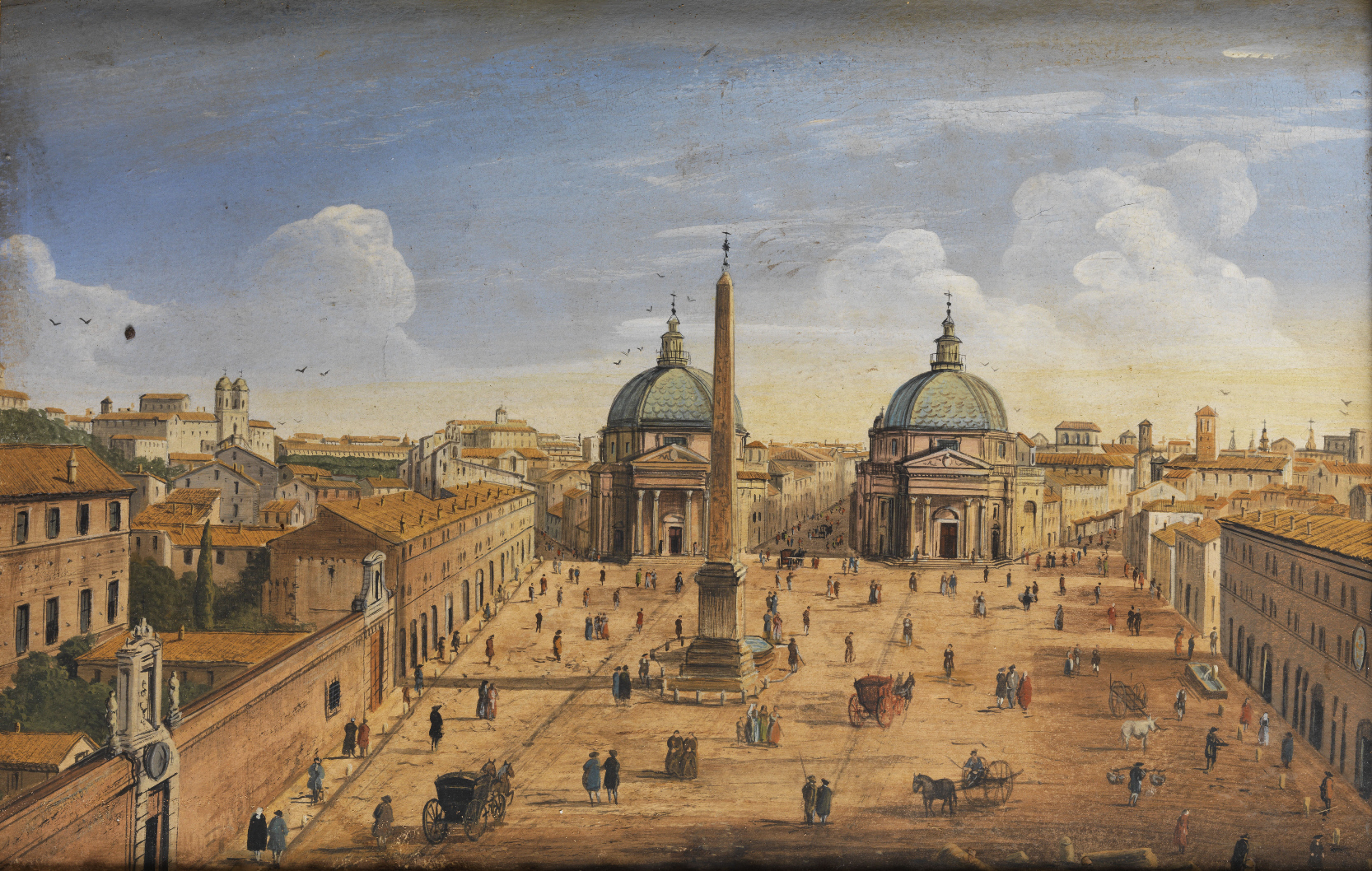
Piazza del Popolo en el

Este dominio papal fue interrumpido solamente un siglo y medio después, cuando el 15 de febrero de 1798 fue proclamada la República Romana y fue depuesto el papa Pío VI. La nueva forma de gobierno duró solamente un año, entre el descontento general del clero y de los romanos, pero con el ascenso al poder de Napoleón Bonaparte, Roma fue ocupada el 2 de febrero de 1808 y pasó a formar parte del Primer Imperio francés en 1809. El mismo Napoleón encargó al artista Antonio Canova que modernizara la antigua capital imperial: bajo las órdenes del emperador francés, además, comenzaron las excavaciones arqueológicas (en particular en el Foro Romano) guiadas por el francés Antoine Chrysostome Quatremère de Quincy.
La era napoleónica se concluyó con una serie de encuentros bélicos decisivos, entre ellos la batalla de Leipzig (1813) y la batalla de Waterloo (1815): Roma fue tomada el 19 de enero de 1814 por su cuñado Murat, que había dejado a Napoleón y se había aliado con Austria, retirándose las últimas tropas francesas del Castillo de Sant'Angelo el 10 de marzo. El 23 de enero Napoleón liberó al papa Pío VII, hasta entonces encerrado en prisión por los franceses: el pontífice regresó a Roma el 24 de mayo, imponiendo de nuevo en la capital el dominio papal y devolviendo el entusiasmo a la gente.

### Historia más reciente
Roma es la única ciudad de Italia que no tiene memorias exclusivamente municipales; toda la historia de Roma, desde el tiempo de los Césares hasta la actualidad, es la historia de una ciudad cuya importancia se extiende infinitamente más allá de su territorio; de una ciudad destinada a ser la capital de un gran Estado.
Cavour, Discurso al Parlamento de Torino, 25 de marzo de 1861

Después del Congreso de Viena y del regreso de Pío VII a Roma, la ciudad vivió un periodo turbulento que culminó con la toma de la ciudad y el final del poder temporal de los papas. En 1849 fue instituida la Segunda República Romana, gobernada por Carlo Armellini, Giuseppe Mazzini y Aurelio Saffi; esta duró poco menos de cinco meses, a causa de la invasión del ejército francés de Napoleón III comandado por el general Oudinot.
En 1861, después de la unificación de Italia dirigida por Cavour, comenzaron las presiones del rey Víctor Manuel II contra el papa Pío IX, invitado repetidamente a dejar el poder temporal. Fueron en vano los intentos de numerosos patriotas de anexionar Roma al Reino de Italia, y la situación permanece igual durante el reinado de Napoleón III, emperador francés que se oponía a la desaparición del Estado Pontificio. Sin embargo, cuando cayó el Segundo Imperio en 1870, Italia no tuvo ya obstáculos y pudo incorporar los territorios de la Iglesia al Estado. El 20 de septiembre, los bersaglieros, dirigidos por el general Raffaele Cadorna, abrieron un boquete en las murallas aurelianas, en los alrededores de Porta Pia, y entraron en Roma: Pío IX fue obligado a retirarse; le fueron concedidos solamente el Palacio Vaticano, el Laterano y la villa pontificia de Castel Gandolfo. El resto de Roma, por lo tanto, fue incorporado al Reino de Italia, del que pasó a ser su capital.

Marcha fascista sobre Roma en 1922

Después de la llamada edad giolittiana, que caracterizó los primeros años del siglo XX (en la cual se alternaron los gobiernos de Giovanni Giolitti), y de la Primera Guerra Mundial, concluida en Roma y en Italia con la «victoria mutilada» denunciada por Gabriele D'Annunzio, la ciudad se encontraba en un clima de desorden e incertidumbre política que, en 1922, favoreció el ascenso al poder de Benito Mussolini (28 de octubre, mediante el golpe de Estado conocido como la Marcha sobre Roma). Durante el ventenio fascista, Roma fue el centro de una drástica revolución urbanística deseada y ejecutada por el mismo Mussolini: el «duque» (o duce en italiano) hizo que se destruyeran varias zonas, numerosos edificios medievales y del siglo XVI, y decretó la apertura de grandes avenidas, como la via dei Fori Imperiali (que pasa al lado del Coliseo romano), el viale Regina Margherita y la via della Conciliazione, que une Roma con la Ciudad del Vaticano, estado independiente instituido el 11 de febrero de 1929 con la firma de los pactos de Letrán.
Nacieron, además, nuevos barrios y nuevos ambientes, como el barrio EUR (construido para albergar la Exposición Universal de Roma de 1942, pero jamás inaugurado a causa de la efervescencia de la Segunda Guerra Mundial), la ciudad-jardín Aniene, la ciudad universitaria de la Sapienza, el foro Mussolini y Cinecittà, una amplia área dedicada a la producción cinematográfica.

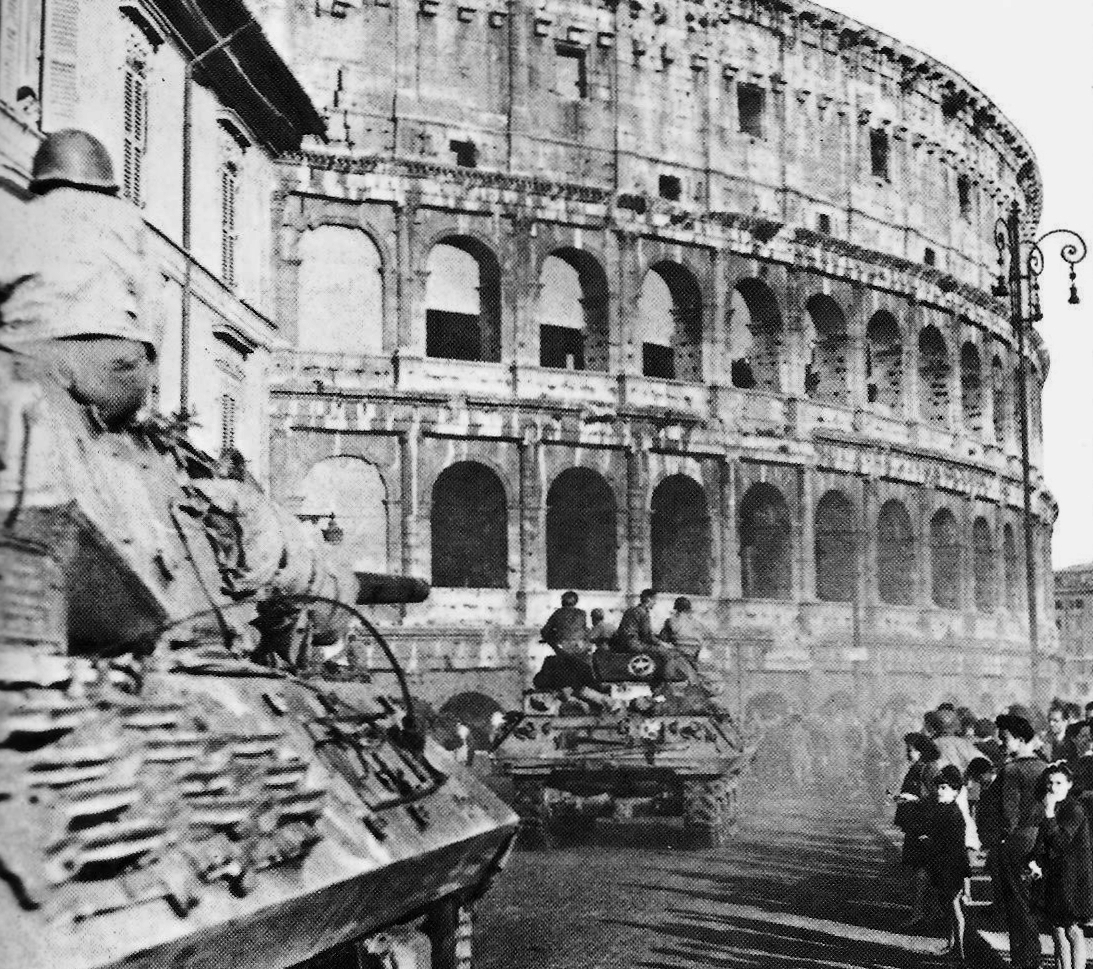
Tanques estadounidenses pasan junto al Coliseo de Roma el 5 de junio de 1944, día de la liberación de la ciudad durante la Segunda Guerra Mundial.

En 1940 Italia entró en la Segunda Guerra Mundial; Roma, escenario de ataques y masacres como la que sucedió en la vía Rasella y en las fosas Ardeatinas, después de haber sido declarada por los alemanes como ciudad abierta, fue liberada por los Aliados el 4 de junio de 1944.
Al terminar la guerra, después del referéndum del 2 y 3 de junio de 1946, Roma pasa a ser de nuevo la capital de la República italiana. En los años cincuenta y sesenta la ciudad se desarrolló urbanística y demográficamente y, a partir del Jubileo de 1950, se convierte en uno de los más anhelados destinos turísticos y se fue transformando, en poco tiempo, en la capital mundial de la diversión y del cine, gracias a las numerosas películas de reconocidos directores cinematográficos, particularmente La Dolce Vita de Federico Fellini.
En este período la ciudad se expandió de modo vertiginoso: se desarrollaron nuevos barrios y las zonas periféricas, hasta ahora en el campo que rodeaba Roma, fueron urbanizadas. Se construyó la estación ferroviaria de Termini y se construyeron nuevas infraestructuras, como el primer tramo del metro y la Autopista Anular A90 así como los complejos deportivos para los juegos olímpicos de los que Roma fue anfitriona en 1960. El 25 de marzo de 1957, además, se firmaron en Roma los dos tratados que supusieron el inicio de la Comunidad Económica Europea y del EURATOM; desde 1962 hasta 1965 se celebró en la basílica de San Pedro el Concilio Vaticano II.
Hoy en día, Roma, la ciudad más poblada y grande de Italia, es el centro de la vida política italiana y de la religión católica; en calidad de ciudad capital, goza de especiales poderes administrativos, pasando de ser municipio a ciudad metropolitana.

## Gobierno

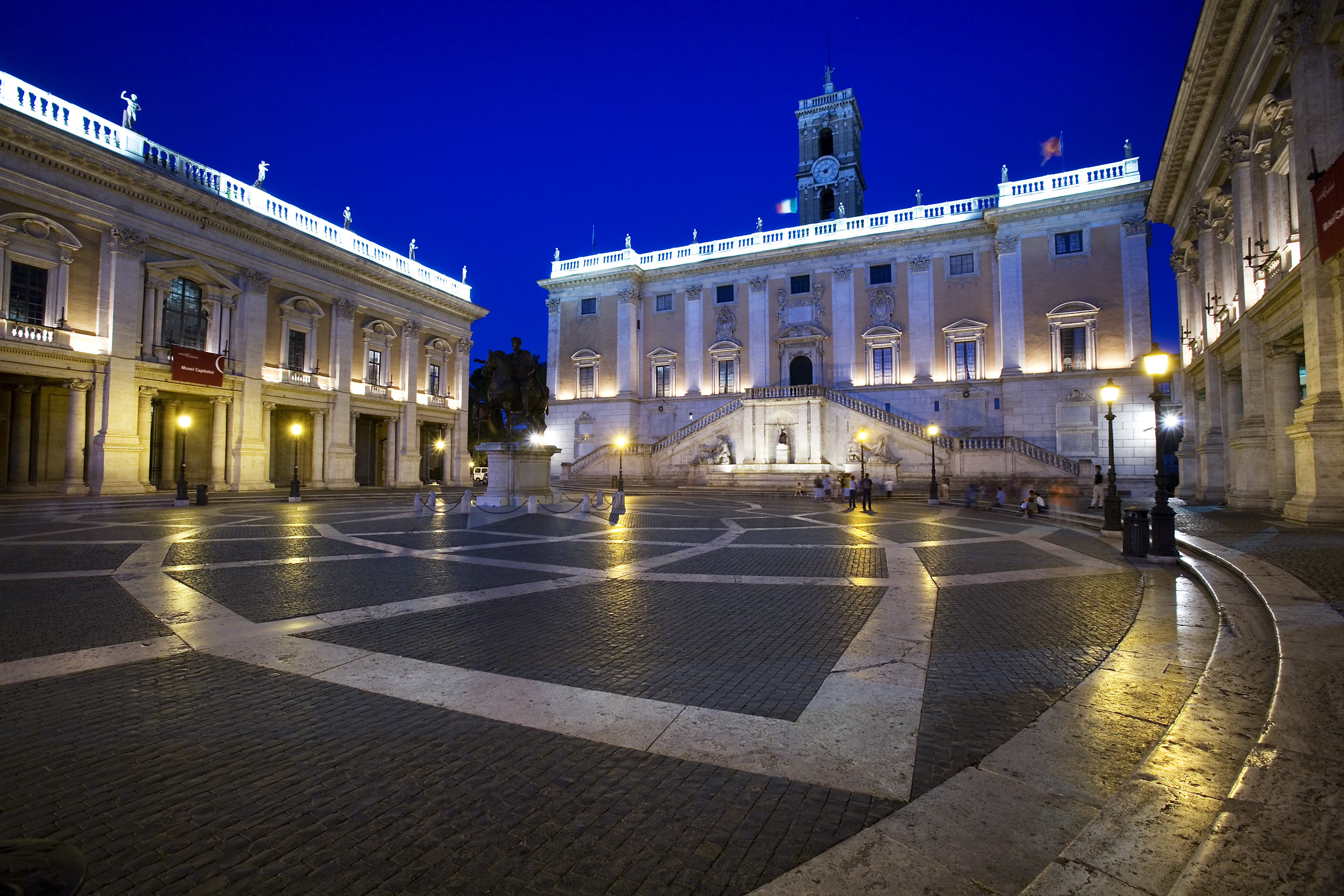
Sede actual del alcalde de Roma, Palazzo Senatorio en la colina Capitolina.

Roma constituye una comuna especial, denominada "Roma Capitale", y es la más grande tanto en términos de superficie como de población entre las 8.101 comunas de Italia. La ciudad está gobernada mediante un sistema de ayuntamiento-alcalde. El actual alcalde es el demócrata Roberto Gualtieri. La sede de la comuna es el Palazzo Senatorio en la Colina Capitolina, la sede histórica del gobierno de la ciudad. La administración local de Roma se conoce comúnmente como "Campidoglio", el nombre italiano de la colina.

### División administrativa
Roma está dividida en 15 municipios, creados en la reorganización administrativa de 2013.
| Municipio Roma I  | Municipio Roma II  | Municipio Roma III  | Municipio Roma IV  | Municipio Roma V  |
| Municipio Roma VI | Municipio Roma VII | Municipio Roma VIII | Municipio Roma IX  | Municipio Roma X  |
| Municipio Roma XI | Municipio Roma XII | Municipio Roma XIII | Municipio Roma XIV | Municipio Roma XV |

## Demografía

### Evolución demográfica
Con sus más de 2 870 000 habitantes, Roma es el municipio más poblado de Italia. En el contexto de la Unión Europea, el municipio de Roma ocupa el tercer puesto en términos de población, después de Berlín y Madrid. También incluye a quienes viven en poblaciones limítrofes pero trabajan en Roma, a los militares, estudiantes, residentes del Vaticano y parlamentarios, el total de los habitantes de Roma alcanza la cifra de casi 4 000 000 de personas.
| Gráfica de evolución demográfica de Roma entre -270 y actualidad |
|                                                                  |
| Fuente ISTAT - elaboración gráfica de Wikipedia                  |

### Composición étnica y minorías extranjeras
Roma es el municipio italiano con el mayor número de residentes extranjeros: al 31 de diciembre de 2009 eran en total 268 996, provenientes de 182 países distintos (entre los cuales nueve de esos países se refieren a ciudadanos de la Ciudad del Vaticano), casi el 10 % del total de la población. Los inmigrantes más numerosos en Roma son: los rumanos (65 099), los filipinos (26 933), los polacos (12 679), los bangladesíes (12 154), los peruanos (10 530), los chinos (10 283), los ucranianos (9622), los ecuatorianos (7279), los egipcios (6679) y los ceilandeses (5788).

### Idiomas y dialectos

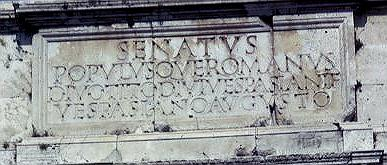
SENATVS•POPVLVSQUE•ROMANVS, en el arco de Tito

El latín fue la primera lengua de Roma; sufrió la misma evolución y trasformación que la ciudad: primero solo era hablado en la Urbe (con pocas variedades dialectales, por ejemplo, en Falerii y Palestrina), y sufrió la influencia fonética y léxica del etrusco y, sobre todo, la léxica y gramatical del griego. Sucesivamente el latín siguió la expansión de Roma por la península italiana y en todo el Imperio, hasta sufrir, junto con la institución política, una fase de decadencia. En la época medieval se confirmó como lengua oficial de la Iglesia de Roma y como «la lengua culta e internacional de la Europa occidental».
El idioma utilizado comúnmente por la población, además del italiano que es la lengua oficial de Italia, es el romanesco, considerado un dialecto en la tradición filológica italiana, que, como la mayor parte de los dialectos italianos, no tiene ningún carácter oficial. Se formó en la Edad Media, originalmente era afín a los dialectos meridionales, para luego sufrir una influencia del florentino durante el Renacimiento, que lo hizo más similar al modo de hablar propio de la Toscana.
El romanesco, como todas las lenguas, ha evolucionado con el tiempo (Giuseppe Gioachino Belli, en la primera mitad del siglo XIX, usa formas lingüísticas que no eran utilizadas por Trilussa a principios del siglo XX), y desde comienzo del siglo XX se ha difundido también en otras zonas del Lacio, como consecuencia del crecimiento demográfico.
Entre las mayores creaciones literarias en dialecto romanesco son notables los poetas ya citados Gioachino Belli y Trilussa, aunque también Cesare Pascarella. Muchos actores han contribuido y contribuyen a la expresión teatral y cinematográfica del romanesco moderno: entre estos, Aldo Fabrizi, Alberto Sordi, Nino Manfredi, Gina Lollobrigida, Anna Magnani, Gigi Proietti, Gabriella Ferri, Enrico Montesano y Carlo Verdone.

### Religión
Virgilio deja [aquí] entrever una percepción de Roma como espacio «eternamente» sagrado, elegido ya por los dioses en aquella era mítica casi impensable, «antes de que Roma fuese Roma».
Mary Beard, «Los espacios de los dioses, las fiestas» en Roma antigua

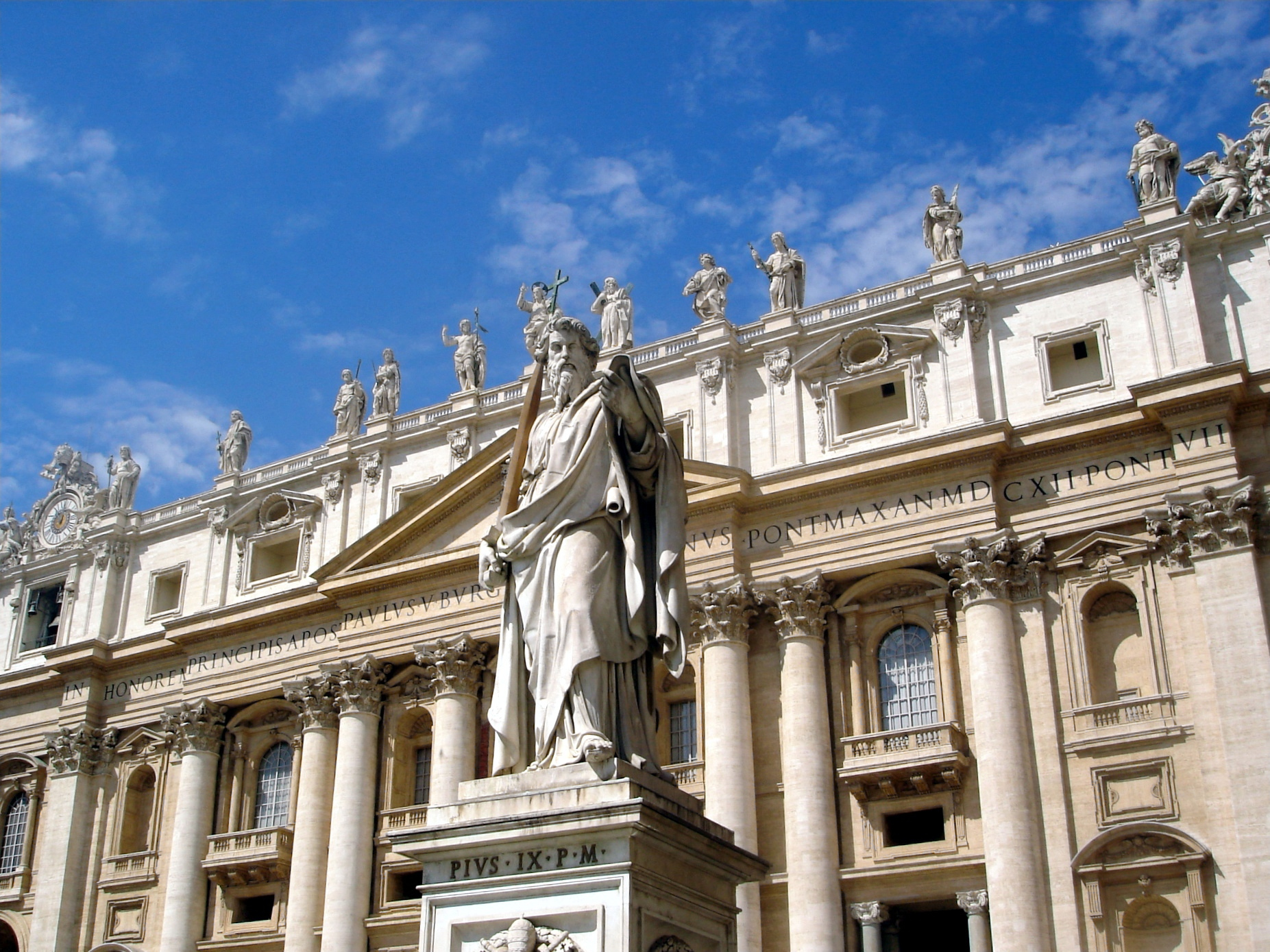
La estatua de San Pablo, copatrono de Roma, de frente a la basílica de San Pedro de la Ciudad del Vaticano

No obstante los orígenes indoeuropeos, la religión romana, ligada a la historia y a las tradiciones de la ciudad desde sus orígenes, presenta características propias, debidas a la mentalidad histórica, jurídica y política típica de la sociedad romana.
Las divinidades, a diferencia de las griegas, no tenían una existencia autónoma; la religio no estaba circunscrita a los mitos o las reflexiones teológicas, sino que era un instrumentum regni: ya desde la fase arcaica de la historia romana, de hecho, las instituciones religiosas no eran distintas de las políticas.
Al lado de las divinidades principales (Júpiter, Juno, Minerva, Vesta, Marte), había algunos espíritus protectores antropomorfizados. La religión romana se caracterizaba también por un ciclo de fiestas anuales, ligado exclusivamente a la ciudad de Roma; sin embargo, con la expansión del Imperio, se difundieron en Roma numerosas nuevas religiones y cultos mistéricos, provenientes sobre todo de Oriente.
En el siglo I, como sucede en los centros más importantes del Imperio, se difunde rápidamente también el cristianismo: inicialmente considerado una secta judaica, los cristianos, pertenecientes a todos los estratos de la sociedad, tenían su propia organización (la Iglesia, asamblea de Dios), con un obispo como jefe (posteriormente llamado «papa»), de los cuales se considera fue el primero el apóstol Pedro.
Luego del Edicto de Milán del año 313 y del edicto de Tesalónica del año 380, el cristianismo se confirmó como la religión del estado y la Iglesia de Roma estableció una relación con las instituciones políticas que caracterizó a los siglos sucesivos.
Roma, durante siglos destino de peregrinaje de numerosos fieles que seguían alguna de las vías romeas, es sede de la diócesis homónima y alberga en su interior al estado de la Ciudad del Vaticano, gobernado por el obispo de Roma, que por tradiciones de la misma iglesia es siempre el obispo reinante. Más allá del catolicismo, en Roma están difundidas el islamismo y algunos otros cultos cristianos; en la ciudad, además, desde la tardía edad republicana se halla una abundante comunidad hebraica.

### Calidad de vida

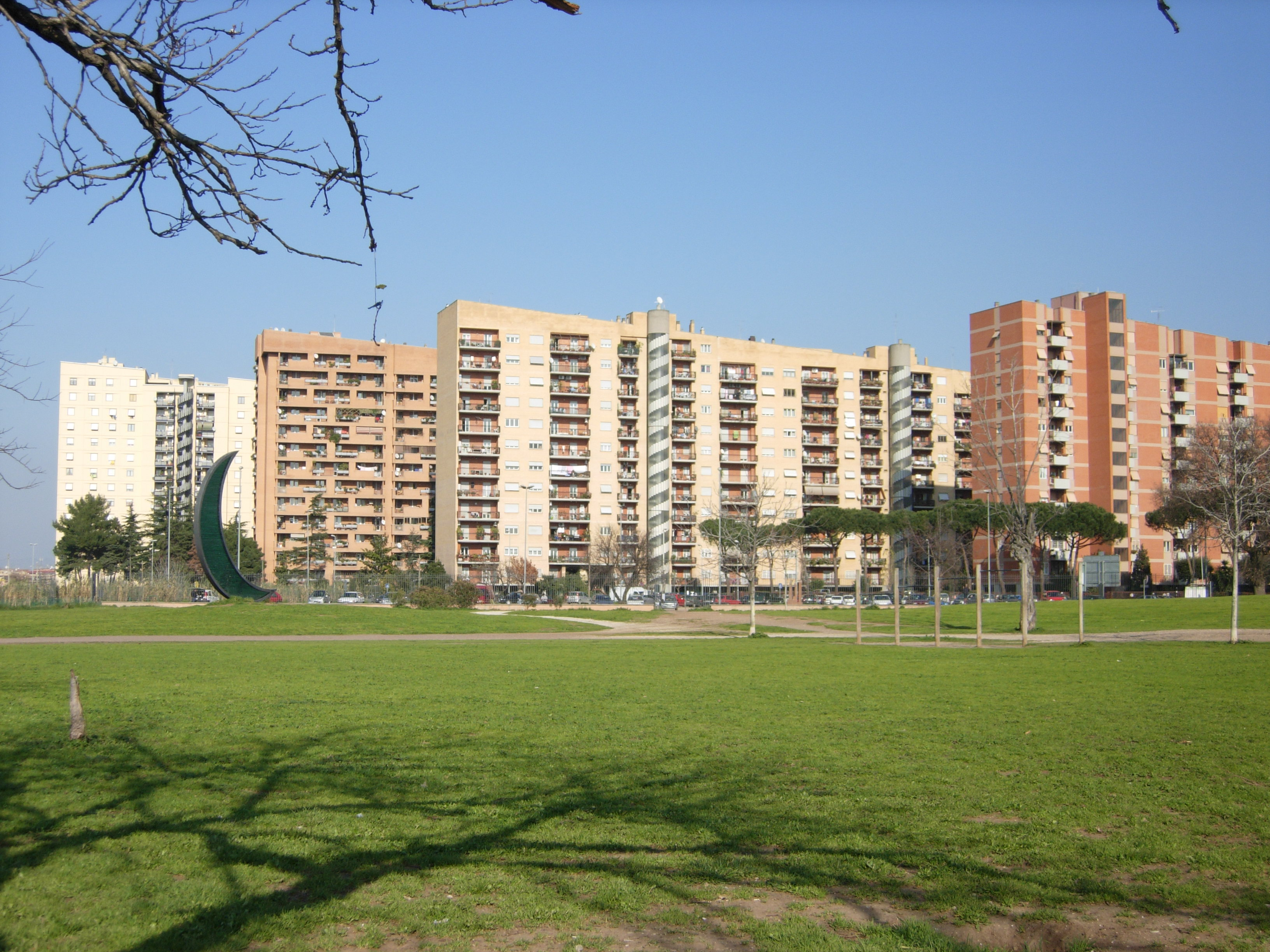
Villa De Sanctis en el Casilino

De acuerdo con una encuesta realizada por el Departamento de Estadística de la municipalidad de Roma en 2007, la calidad de vida de los ciudadanos romanos en general es muy buena: no obstante, la capital muestra varios puntos débiles. Entre ellos, emergen los problemas de tráfico, de contaminación ambiental y acústica, causados por el creciente uso de medios de transporte privados; el entorno urbano padece la presencia de la colocación abusiva de carteles publicitarios además de la presencia de grafitis vandálicos. Otro problema está relacionado con los servicios municipales, a veces difícilmente accesibles, sobre todo para los ancianos. Entre los aspectos positivos, emerge la satisfacción de los ciudadanos de vivir en Roma, gozando cotidianamente del patrimonio histórico y arqueológico de la ciudad, de su belleza monumental, artística y cultural, del clima agradable, de la cercanía al mar y con el centro de la cristiandad, de las muchas oportunidades de estudio y formación, de los varios complejos deportivos y de los grandes espacios verdes.

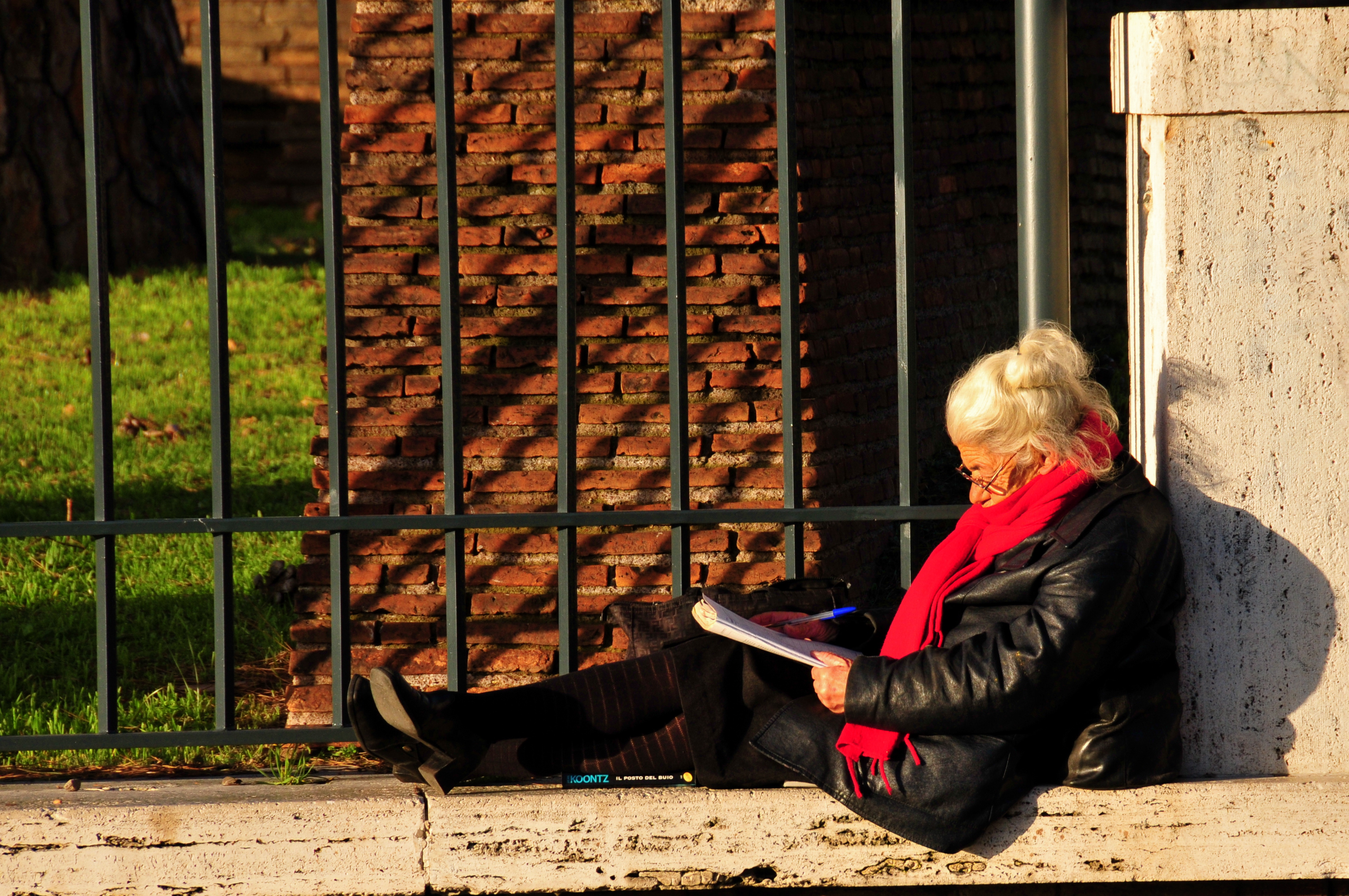
Persona leyendo en Roma

De acuerdo con un estudio sobre la calidad de vida realizado en 2010 por la sociedad de consejería Mercer, Roma ocupa el puesto 54 en la clasificación de las ciudades más ecológicas juzgada sobre la base de la disponibilidad y potabilidad del agua, al manejo de los residuos, a la calidad de la red de cañerías, a la contaminación atmosférica y al tráfico.
De acuerdo con un estudio sobre la Inseguridad y degradación de las periferias urbanas realizada en 2009 por el Departamento de Innovación y Sociedad de la Universidad La Sapienza para el Observatorio Regional para la Seguridad y la Legalidad, un romano de cada dos considera que la periferia es peligrosa, preocupados sobre todo por la criminalidad y los accidentes de tránsito. La mayoría de los romanos entrevistados, además, resalta que en la ciudad hay zonas inseguras, «a las que es mejor no ir».

## Economía

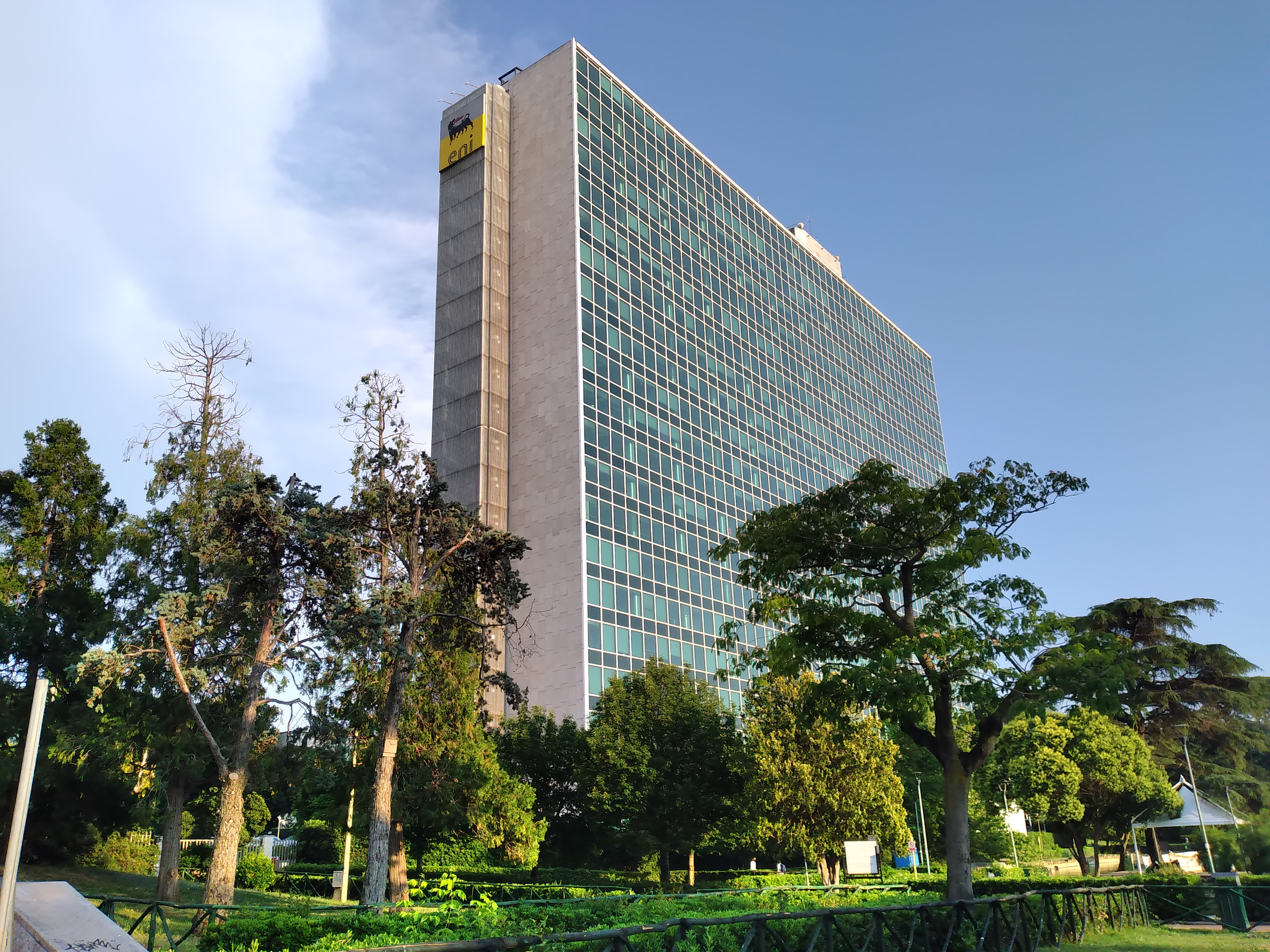
Sede de Eni en EUR, Roma.

Roma es un importante centro financiero, cultural y económico a nivel europeo y mundial. Con un PIB de 163 243  millones de dólares en 2014, la ciudad produce el 7,6% del PIB nacional y es la segunda área metropolitana de Italia que más riqueza genera, tras Milán. Esto significa que si Roma fuera un país, sería el 58.º más rico del mundo por PIB, con una economía similar a la de Vietnam y cercana a la Ucrania. En 2014 Roma tenía un PIB per cápita de 38 025 dólares, más del 118% del PIB per cápita medio de la Unión Europea. Además, Roma alberga las sedes de la mayor parte de las empresas más importantes de Italia, así como la sede de tres de las trescientas empresas más grandes del mundo: Enel, Eni y Telecom Italia.

## Transporte

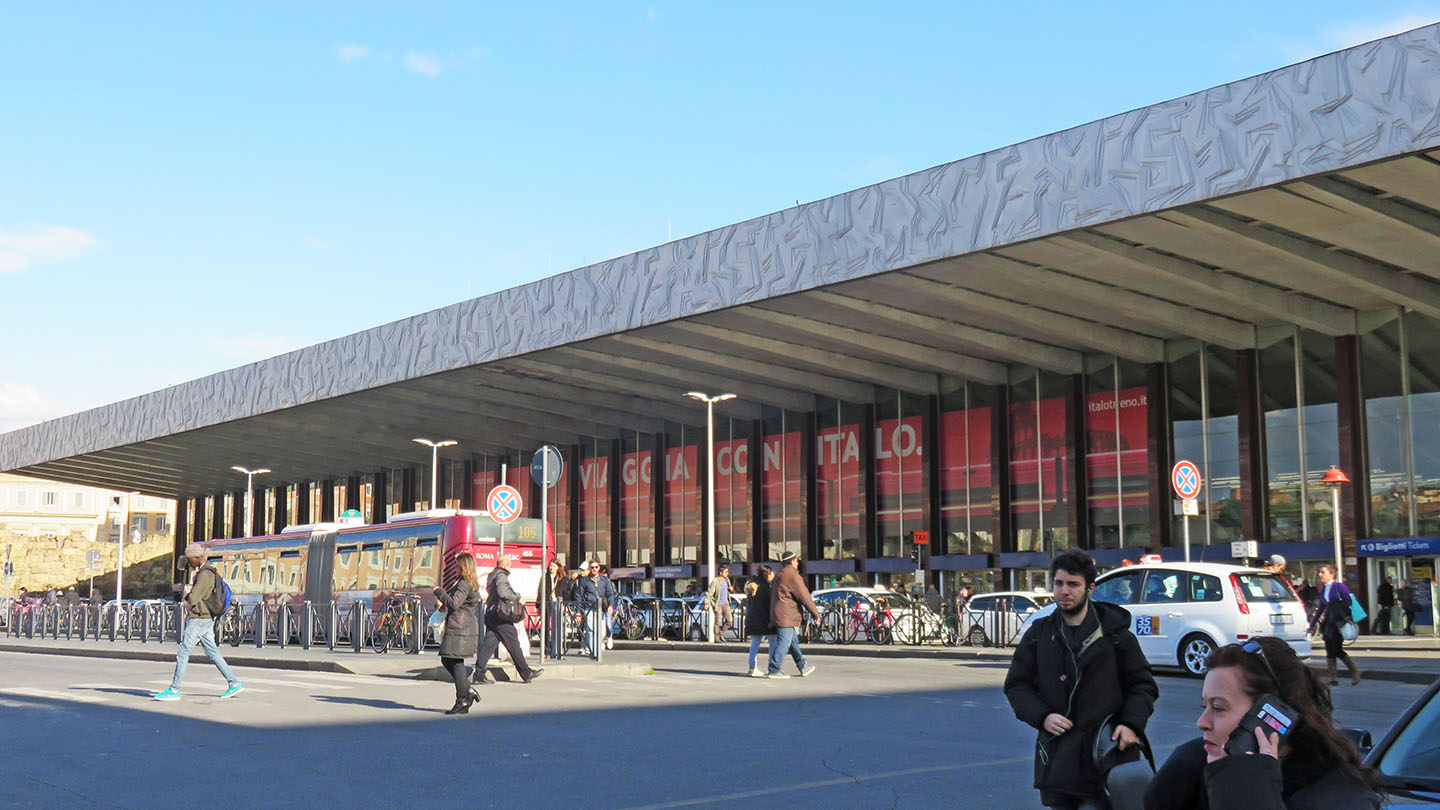
La estación de Roma Termini, es la más concurrida de Italia y una de las estaciones más grandes de Europa.

La red radial de comunicaciones de Italia converge en Roma con las autopistas Milán-Roma-Nápoles (Autostrada A1), Roma-Civitavecchia (A12) y Roma-L'Aquila-Teramo (A24). La ciudad es también el centro de la red de ferrocarriles nacionales e incluye en su área urbana numerosas estaciones, como la estación Termini, Tiburtina, Ostiense, Trastévere, Quattroventi, San Pietro, Tuscolana, etc.
La ciudad tiene dos aeropuertos internacionales, el Aeroporto Intercontinentale Leonardo da Vinci en Fiumicino y el Aeroporto Giovanni Battista Pastine en Ciampino, un helipuerto y aeropuerto menor para vuelos turísticos, el Aeroporto dell'Urbe.
La navegación fluvial del río Tíber es posible en el centro de la ciudad, por medio de un servicio regular de navegación que tiene varios puntos de embarque alrededor de la isla Tiberina. El puerto fluvial, al que solo tienen acceso embarcaciones de muy pequeño calado, no reviste importancia económica.
El Metro de Roma (Metropolitana di Roma) operado por ATAC se compone de tres líneas de metro propiamente dicho (A, B y C) de una longitud total de 60 km, además de otras dos líneas suburbanas y de una línea de metro ligero. El servicio ferroviario suburbano de Roma conecta los suburbios de Roma y varias otras ciudades de Lacio.
|  | Aeropuerto                   | Código IATA | Código OACI |
|  | ---------------------------- | ----------- | ----------- |
|  | Aeropuerto de Roma-Fiumicino | FCO         | LIRF        |
|  | Aeropuerto de Roma-Ciampino  | CIA         | LIRA        |

## Patrimonio
¡Roma es la capital del mundo! En este lugar se renueva toda la historia del mundo, y siento haber nacido por segunda vez, y haber verdaderamente resurgido, el día que puse pie en Roma. Sus bellezas me han alzado poco a poco a lo alto
Johann Wolfgang von Goethe, Italienische Reise, 1813-1817

Roma se presenta como el resultado del continuo sobreponerse de testimonios arquitectónicos y urbanísticos de diversos siglos, en una compenetración única y sugestiva que muestra la compleja relación que la ciudad ha sostenido con su pasado, en un alternarse de desarrollos caóticos, periodos de decadencia, renacimientos y tentativas, en la Edad Contemporánea, de modernización del tejido urbano. Una gran cantidad de los bienes culturales del mundo se encuentra en Roma.

### Arquitectura religiosa

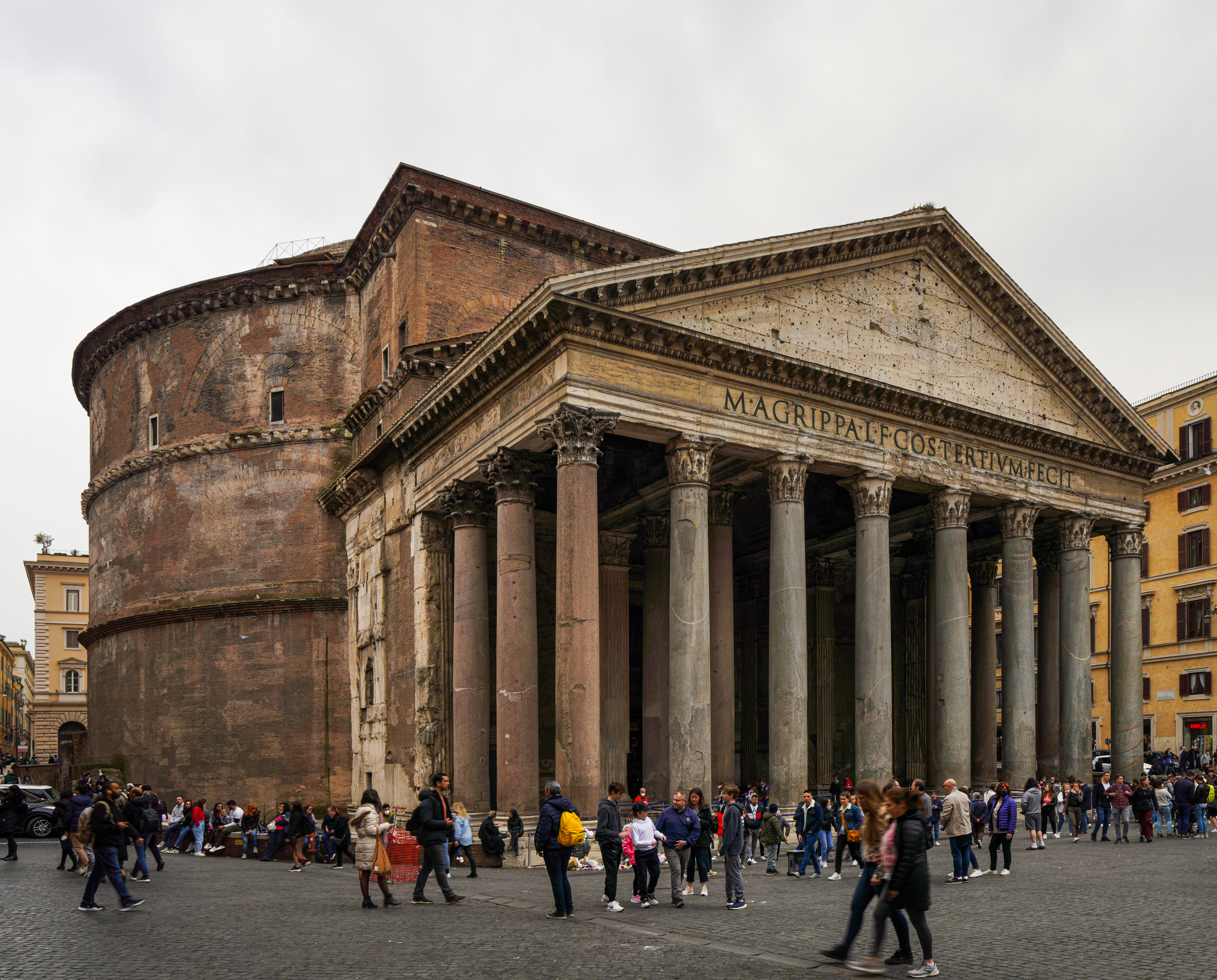
Panteón de Agripa, actual iglesia de Santa María de los Mártires

Los edificios religiosos de Roma constituyen una parte fundamental del patrimonio monumental de la ciudad capitolina: estos son el símbolo de la importancia cultural, social y artística del componente religioso durante todos los periodos de la historia romana.
Los más importantes edificios sagrados de la Antigüedad fueron los templos: no eran lugares de congregación de los fieles, sino que albergaban únicamente la imagen de la divinidad a la que estaban dedicados. Se estima que en la tardía edad republicana de Roma habría cerca de un centenar de templos.

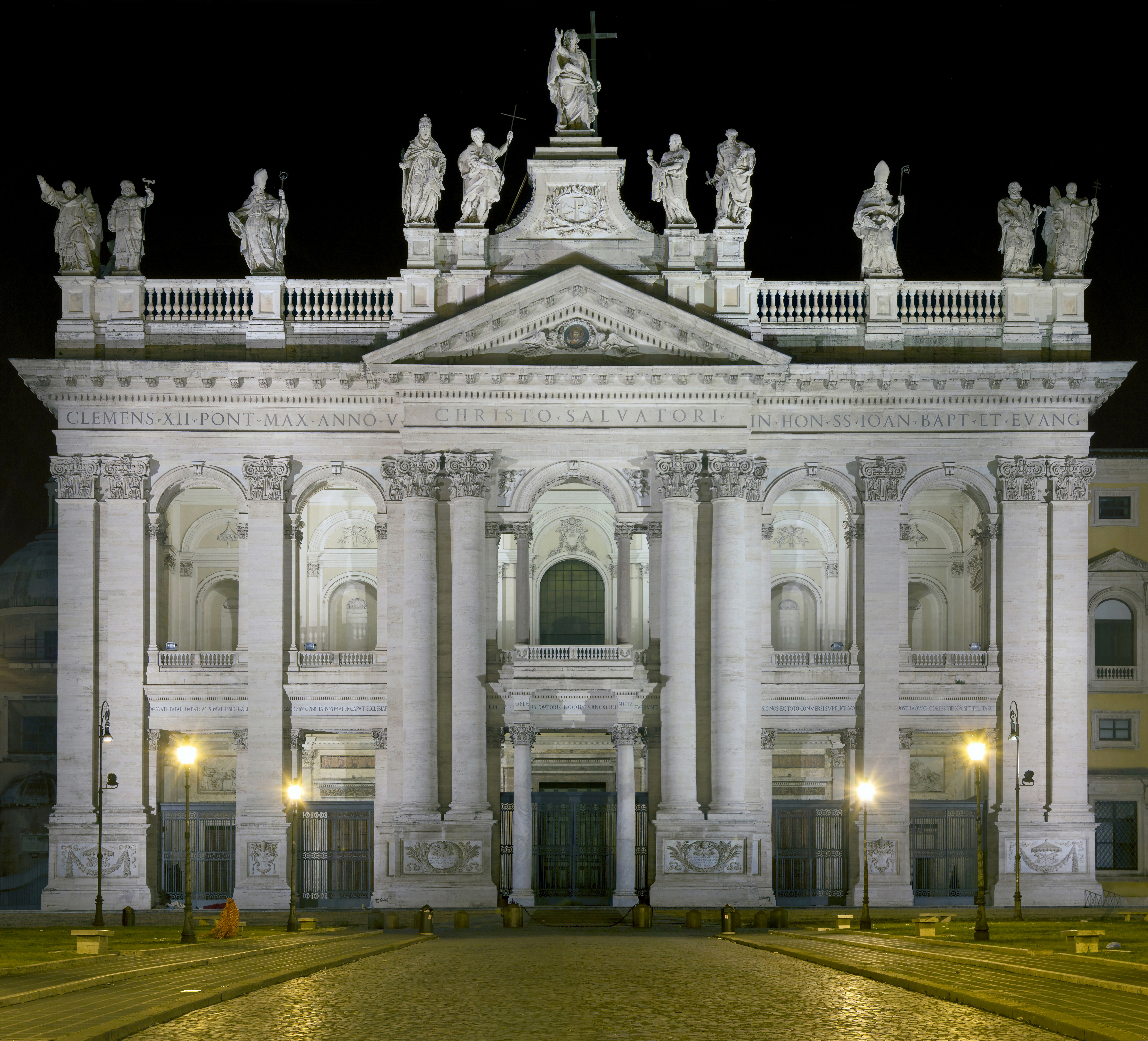
Archibasílica de San Juan de Letrán.

En Roma hay varios centenares de iglesias cristianas y su historia se entrelaza con la historia religiosa, social y artística de la ciudad. La catedral es la basílica de San Giovanni in Laterano, una de las cuatro basílicas patriarcales o papales junto con la basílica de San Pedro en la Ciudad del Vaticano, la Basílica de San Pablo Extramuros y la Basílica de Santa María la Mayor.

Las cuatro basílicas formaban parte del así llamado "paseo de las siete iglesias" que los peregrinos debían recorrer a pie y en un único día. Las otras tres iglesias que formaban parte de ese itinerario son la Basílica de San Lorenzo Extramuros, la Basílica de la Santa Cruz de Jerusalén y la Basílica de San Sebastián de las Catacumbas. Es de destacar igualmente la Basílica de San Andrés della Valle, sede central de la orden de los Teatinos. Roma es la ciudad con el mayor número de iglesias en el mundo, considerando también el importante número de lugares de culto protestantes, ortodoxos y de otras confesiones cristianas.

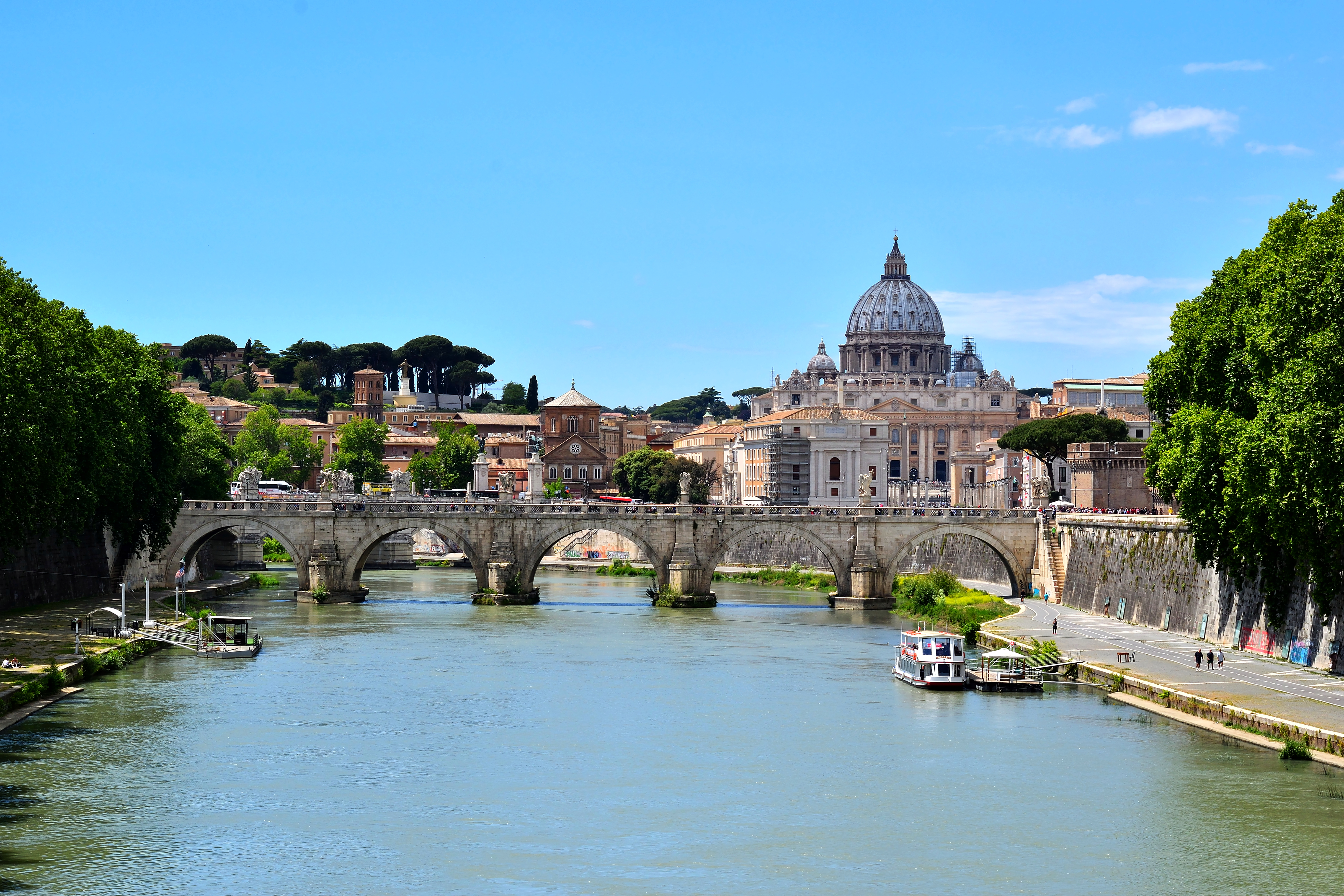
San Pedro en la Ciudad del Vaticano.

 En el barrio judío se encuentra la Gran Sinagoga de Roma, edificio completado a principios del siglo XX.
También son muy numerosas las construcciones religiosas funerarias: en Roma están presentes alrededor de sesenta catacumbas, los cementerios subterráneos cristianos del primer siglo después de Cristo; los mausoleos, tumbas de excepcional monumentalidad, adornaban las vías consulares (especialmente la famosa Vía Appia). No faltaban los sepulcros, hipogeos, necrópolis y tumbas en forma de pirámides, basadas en el modelo egipcio.
Los principales cementerios romanos son el cementerio del verano, el cementerio comunal y monumental de la ciudad; el cementerio Flaminio, el más grande de Italia; y el cementerio acatólico de Roma (o de los protestantes), establecido en la primera mitad del siglo XVIII para la sepultura de los extranjeros practicantes de otras religiones.

### Arquitectura civil

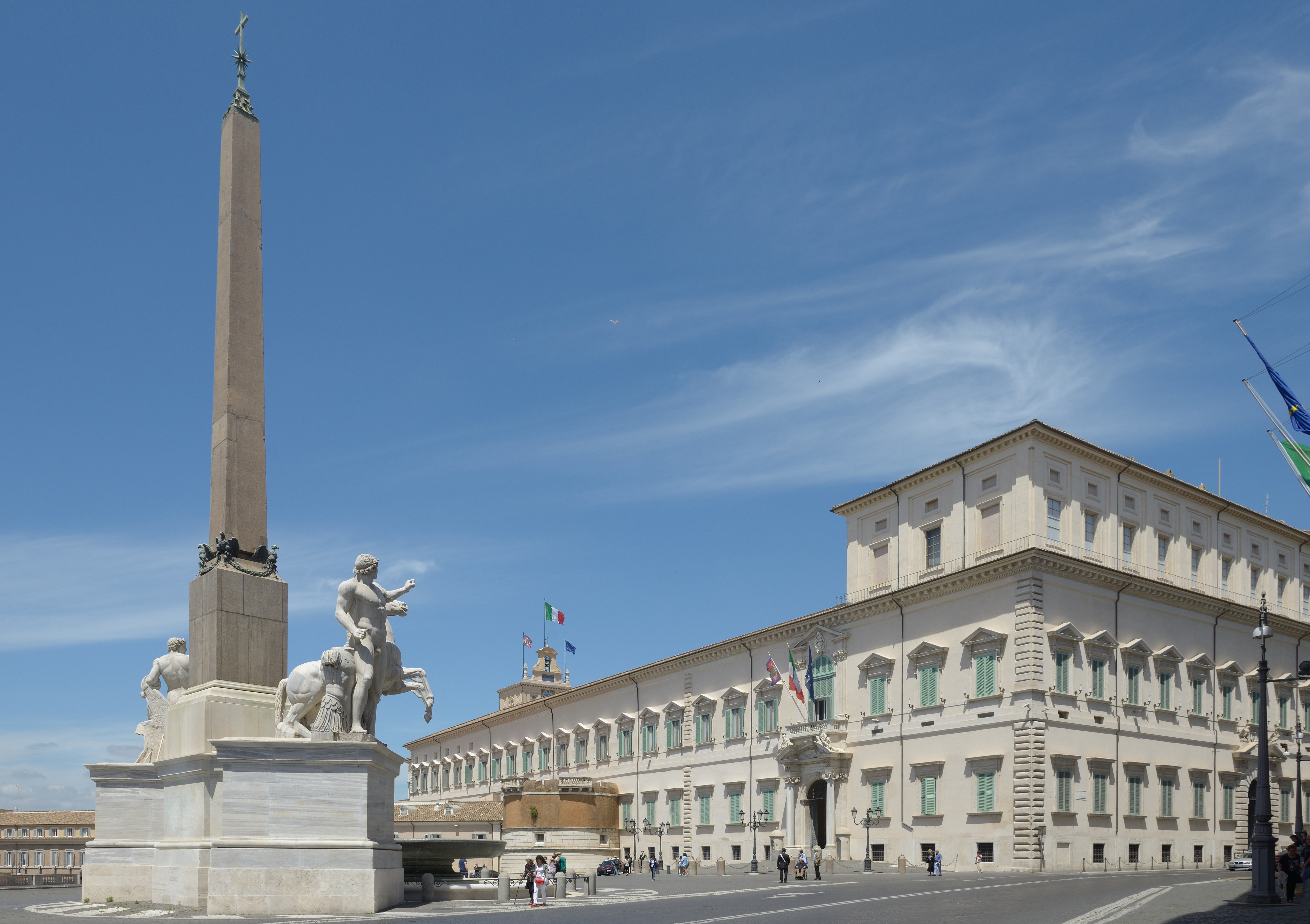
El Quirinal.

Los edificios civiles de Roma consisten en varios centenares de edificios y otros monumentos que acompañan a la historia de la ciudad durante sus 28 siglos: de la 'arx Capitolina y las domus (casas) de la antigua Roma a los edificios señoriales de la Edad Media, desde las lujosas villas de la Roma pontificia a las edificaciones modernas que caracterizan la zona EUR y los barrios más recientes. La plaza del Campidoglio alberga el edificio Senatorial, sede de representación de la municipalidad de Roma, y el edificio de los Conservadores así como el edificio Nuevo, sede de los Museos Capitolinos. Múltiples son los edificios históricos de la ciudad, sede de las familias nobles, cardenalicias y papales que ejercitaron su poder en Roma: entre estos, el palazzo Venezia, el palacio Farnesio, el palacio Colonna y el palacio Barberini.

El Coliseo.

Después de la anexión de Roma al Reino de Italia, muchos edificios fueron utilizados como sedes de varios órganos del gobierno provincial, regional y nacional, como el palacio del Quirinal, sede de la Presidencia de la República; el palazzo Madama, sede del Senado de la República; el palazzo Montecitorio, sede de la Cámara de los Diputados; el palazzo Chigi es sede del Gobierno Italiano; el palazzo Valentini, sede de la provincia de Roma; el palazzo Koch, sede del Banco de Italia; el palazzo della Consulta, sede de la Corte Constitucional; el Palacio Spada, sede del Consejo de Estado; el Palacio de Justicia (conocido como el Palazzaccio), sede de la Corte Suprema de Casación, y los varios palacios ministeriales.

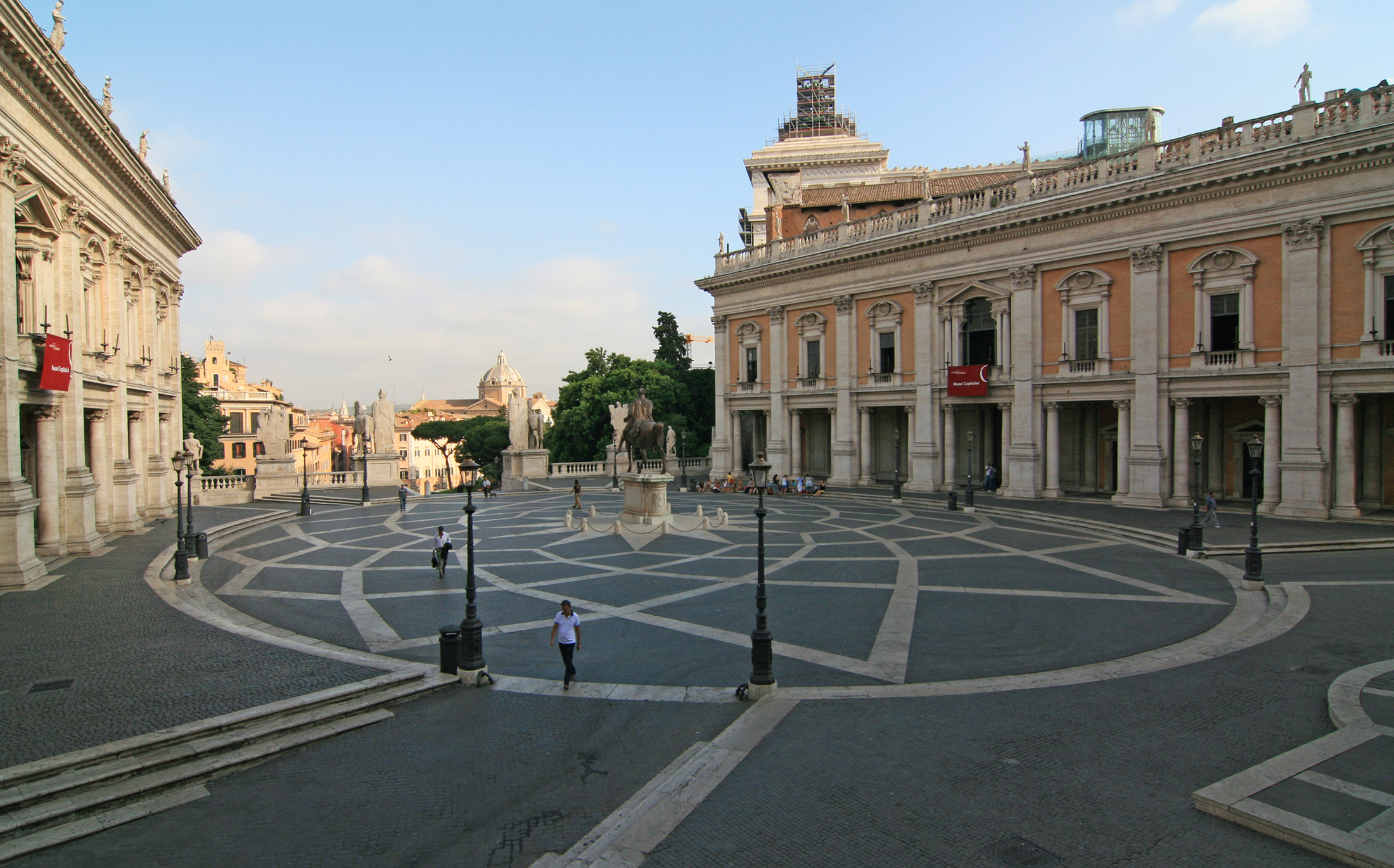
El Campidoglio.

También son numerosas las villas y jardines que formaban parte en el pasado de las moradas de los nobles, construidos o arreglados a partir de los jardines urbanos que pertenecían a los personajes sobresalientes de la Roma antigua (las huertas). Las villas urbanas más grandes son la Villa Doria Pamphili, y la Villa Borghese, la Villa Ada, la Villa Giulia y la Villa Torlonia.

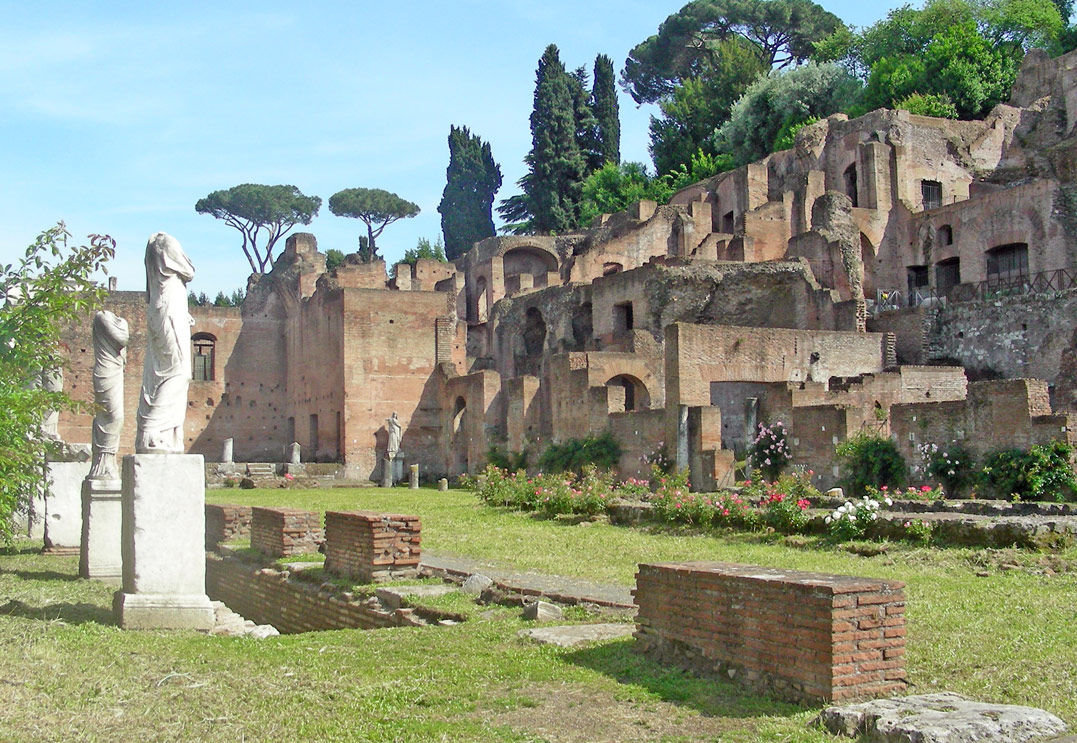
Casa de las Vestales.

En el transcurrir de su historia plurisecular, Roma fue sede de centenares de teatros y otros edificios dedicados al entretenimiento, como los circos (el circo más célebre fue el Circo Massimo, capaz de albergar alrededor de 250 000 espectadores, récord aún hoy no superado) y los anfiteatros (el mayor de los cuales, el Coliseo, se ha convertido en símbolo de la ciudad y emblema cultural mundial).
Roma, además, es abundante en fuentes y acueductos: entre las fuentes monumentales, la mayor parte de las cuales fueron construidas por orden de los papas al comienzo de la Edad Moderna, están la fontana de Trevi, la Fontana dell'Acqua Felice (o del Moisés), las Quattro Fontane, la Fontana della Barcaccia, la fuente de los Cuatro Ríos, la fuente de Neptuno y la fuente de las Náyades.

Los acueductos se construyeron en la Antigüedad: su longitud llegó a medir alrededor de 350 km; en la modernidad los papas se ocuparon de su restauración y construyeron algunos otros; los últimos fueron construidos en el transcurso del siglo XX.

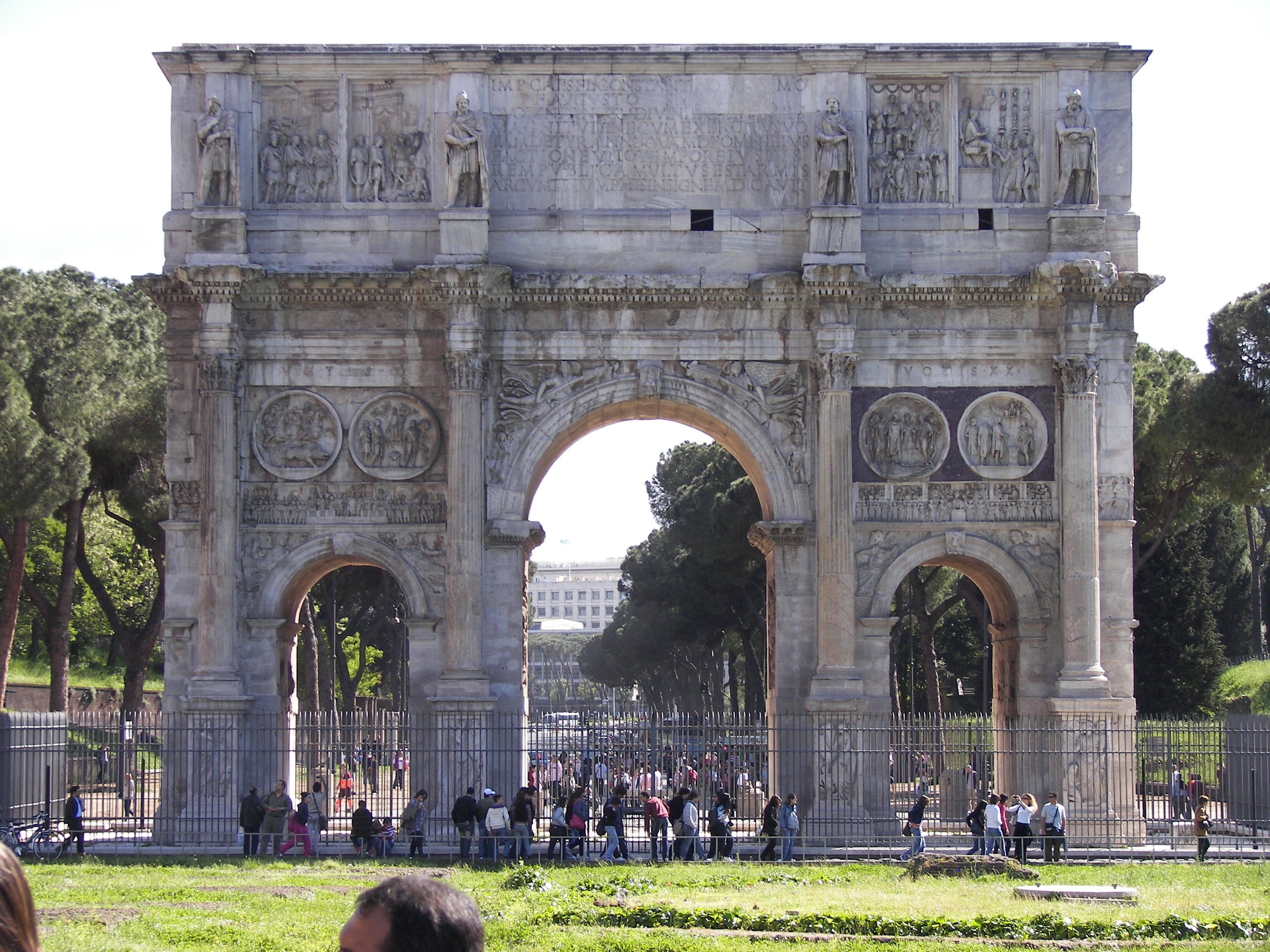
Arco de Constantino.

El centro de la ciudad también está caracterizado por algunos arcos triunfales antiguos (el arco de Tito, el arco de Septimio Severo, el arco de Constantino) y los restos de varias termas, uno de los principales lugares de reunión durante la Antigüedad (entre estas, las principales son las termas de Caracalla, las termas de Diocleciano y las termas de Tito).
El Tíber y el Aniene, los ríos que atraviesan la ciudad, están atravesados por más de treinta puentes: en el área urbana, veintiocho atraviesan el Tíber (entre ellos el puente Milvio, el puente Sant'Angelo y el puente Sisto), mientras que cinco se han construido para atravesar el Aniene, entre los cuales está el puente Nomentano.

### Arquitectura militar
Los edificios militares de Roma se remontan a los orígenes míticos de la ciudad, cuando Rómulo habría alzado las murallas de la Roma cuadrada, y han jugado un papel importante en todo el transcurrir de la historia de la ciudad, determinando su desarrollo y su defensa.
Roma es la única capital europea que ha conservado casi completamente el circuito de sus murallas, que pueden dividirse en seis sistemas defensivos distintos (las murallas romuleanas, las murallas servianas, las murallas aurelianas, las murallas leoninas, las murallas Vaticanas y las murallas gianicolenses). La principal muralla de la ciudad, construida por orden de Aureliano en el 275 d. C. a causa de las invasiones bárbaras que habían empezado en el 271, presentaba dieciséis puertas, la mayor parte de las cuales coincidía con una vía consular: entre ellas, la puerta San Sebastiano, la puerta San Paolo, la porta del Popolo y la puerta Pía.
Otras imágenes características de Roma, sobre todo en la época medieval, eran las torres y los castillos, residencias de las poderosas familias baronales que apadronaron la ciudad entre el siglo X y el XIV: Gregorovius afirmó que, en la Edad Media, Roma contaba con alrededor de 900 torres, pero la mayor parte de ellas fueron destruidas en la segunda mitad del siglo XIII; en cambio, numerosos castillos han sobrevivido y caracterizan el paisaje de la campiña romana.
Después de la unificación de Italia, la ciudad pasó a estar protegida por un campo atrincherado compuesto por quince fuertes que formaban un anillo defensivo de alrededor de 40 km.

### Otras edificaciones

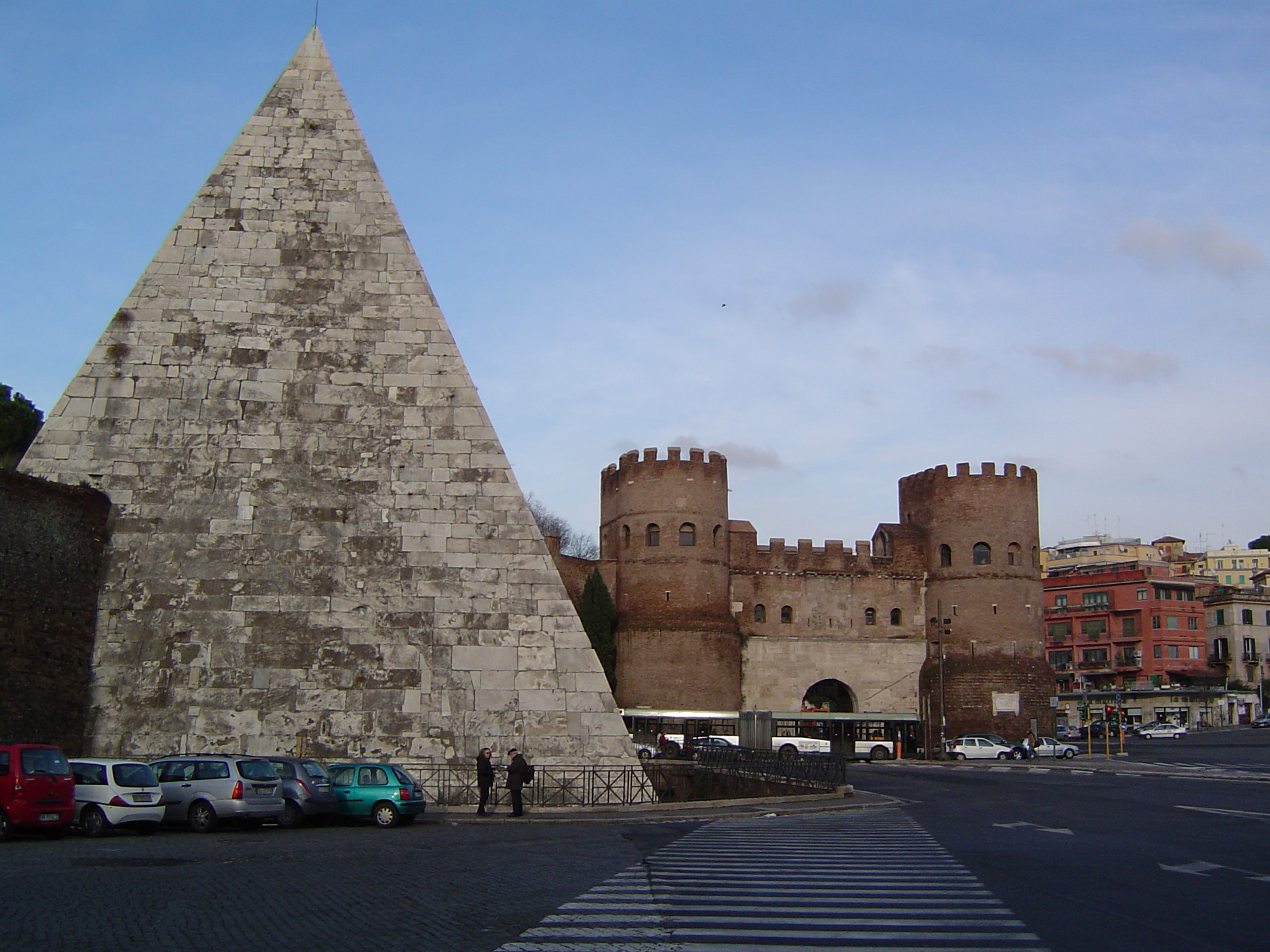
La pirámide Cestia y la puerta de San Pablo.

Las principales plazas de Roma, nacidas durante el Renacimiento o el periodo barroco, tienden a dar testimonio de la capacidad creativa de un ideal de vida armonioso entre la exaltación humanística y las concesiones sobrenaturales. Entre las más célebres plazas romanas, se encuentran la plaza de España, la plaza Navona, la Piazza del Popolo, la plaza de la República, la plaza Venezia, la plaza Colonna, la plaza Farnese, el largo di Torre Argentina, el Campo de' Fiori y la Plaza de San Pedro.
Entre las principales vías del centro de la ciudad, están via del Corso, via del Babuino y via di Ripetta, que forman el llamado Tridente de Roma; la via dei Fori Imperiali, también llamada via del Imperio; la via Veneto, muy célebre en los años sesenta; la via Condotti, la principal calle de compras; la via Margutta, la calle de los artistas; la via Nazionale, inaugurada luego de la unificación; la via della Conciliazione, que conecta al Estado italiano con la Ciudad del Vaticano.

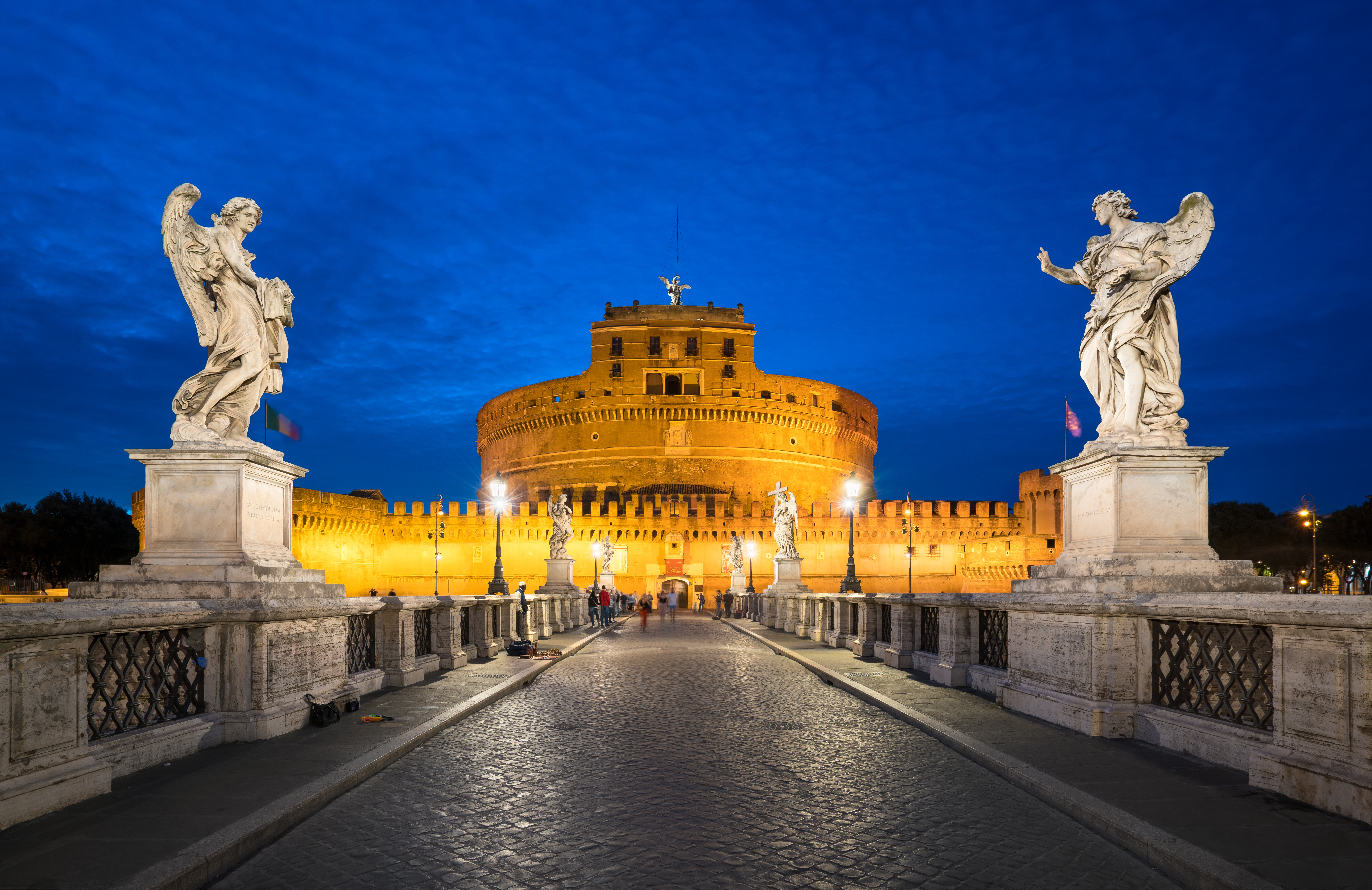
El puente Sant'Angelo lleva al castillo del mismo nombre

Roma es la ciudad que conserva el mayor número de obeliscos: muchos se remontan a la Edad Imperial, cuando los obeliscos eran transportados directamente de Egipto; otras fueron realizados por los romanos, que usaban el mismo granito de los obeliscos egipcios. La mayor parte de estos fue restaurada por orden del papa Sixto V.
Desde la Antigüedad, las calles, las plazas y los edificios de Roma se adornan con estatuas de distintos tipos (ecuestres, estatuas en pie, estatuas sentadas o bustos, por ejemplo). Antiguamente se les atribuía un poder casi místico, para proteger al pueblo romano y representar la concesión de los dioses. Particulares y características son las «estatuas que hablan» (entre ellas Pasquino y la estatua del Babuino), a través de las cuales el pueblo, con sátiras y escritos cínicos que colocaba anónimamente en sus pedestales, expresaba su malestar ante aquel que tenía el poder en la ciudad.
En Roma, en el transcurso de sus siglos, se han erigido numerosas columnas con intención conmemorativa; entre las catorce que todavía existen se encuentran la columna de Marco Aurelio y la columna de Trajano. Entre las principales columnatas de la ciudad, la más conocida es probablemente la que realizó Bernini en el siglo XVII.

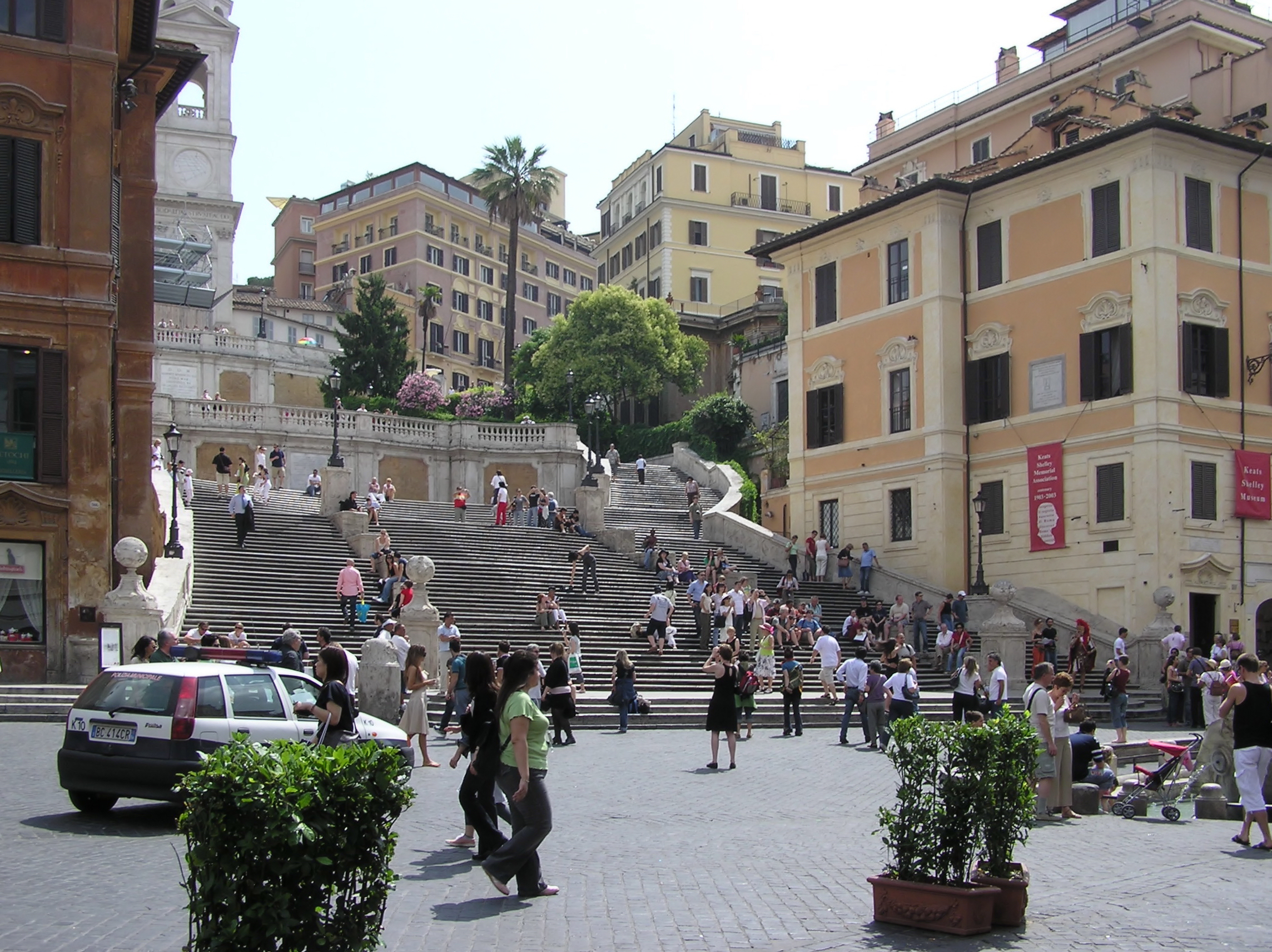
Plaza de España
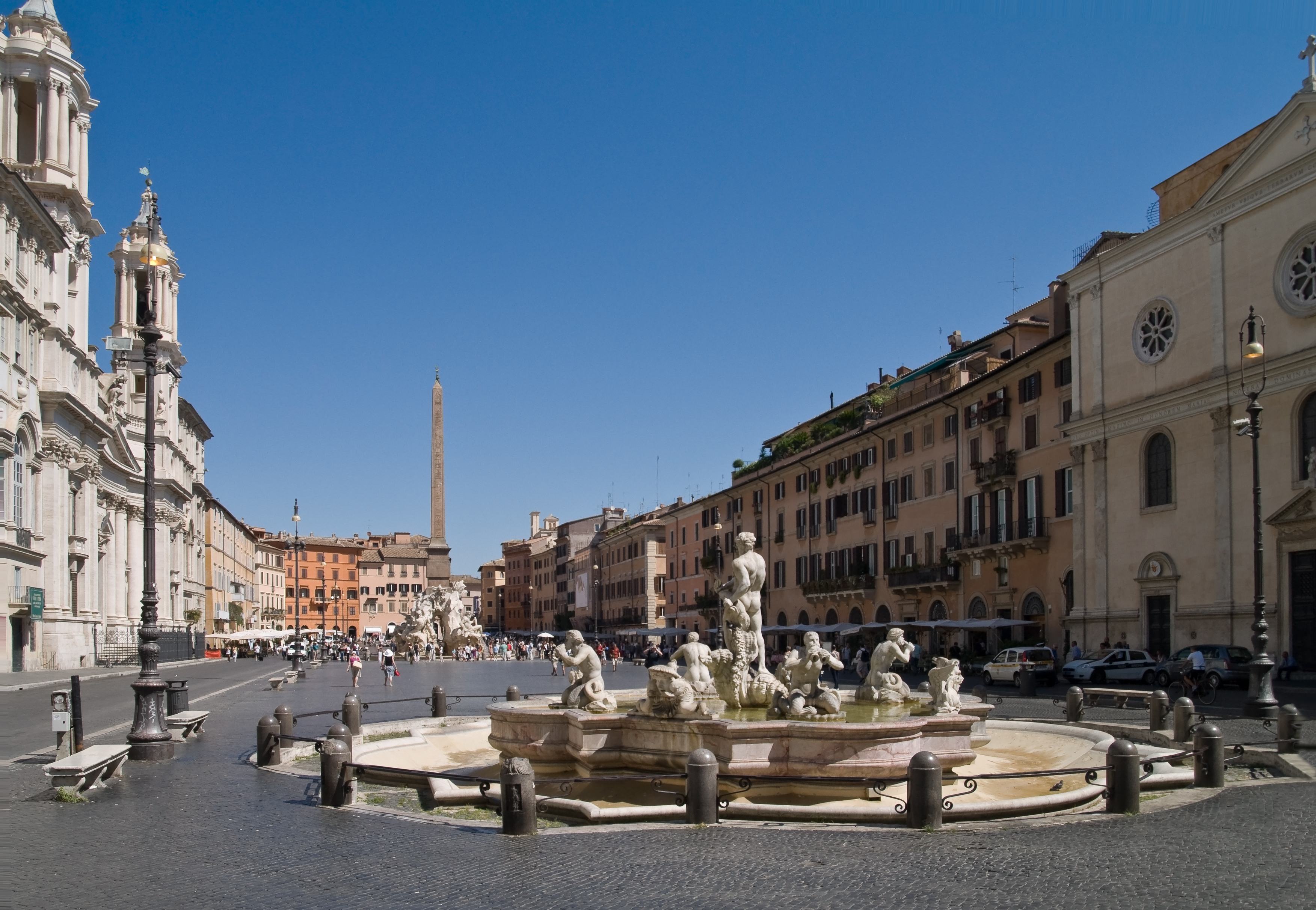
Plaza Navona
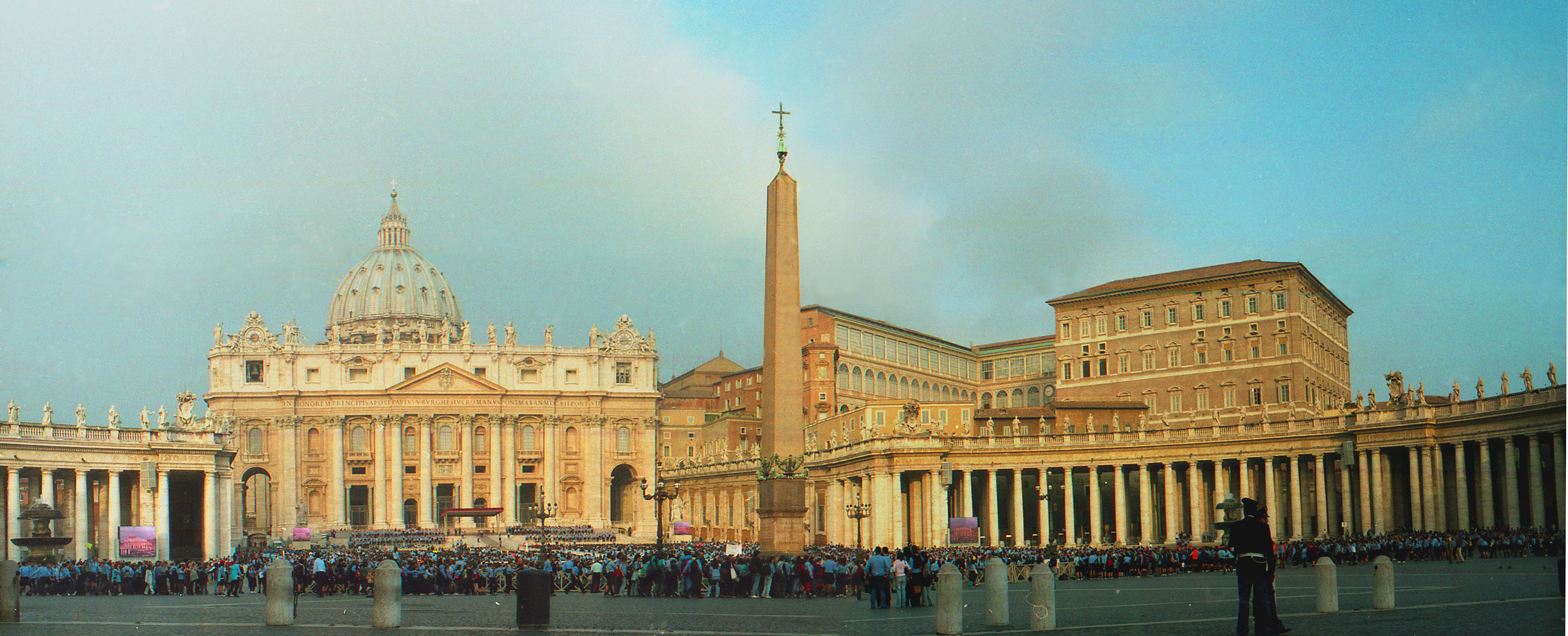
Plaza de San Pedro y la columnata de Bernini
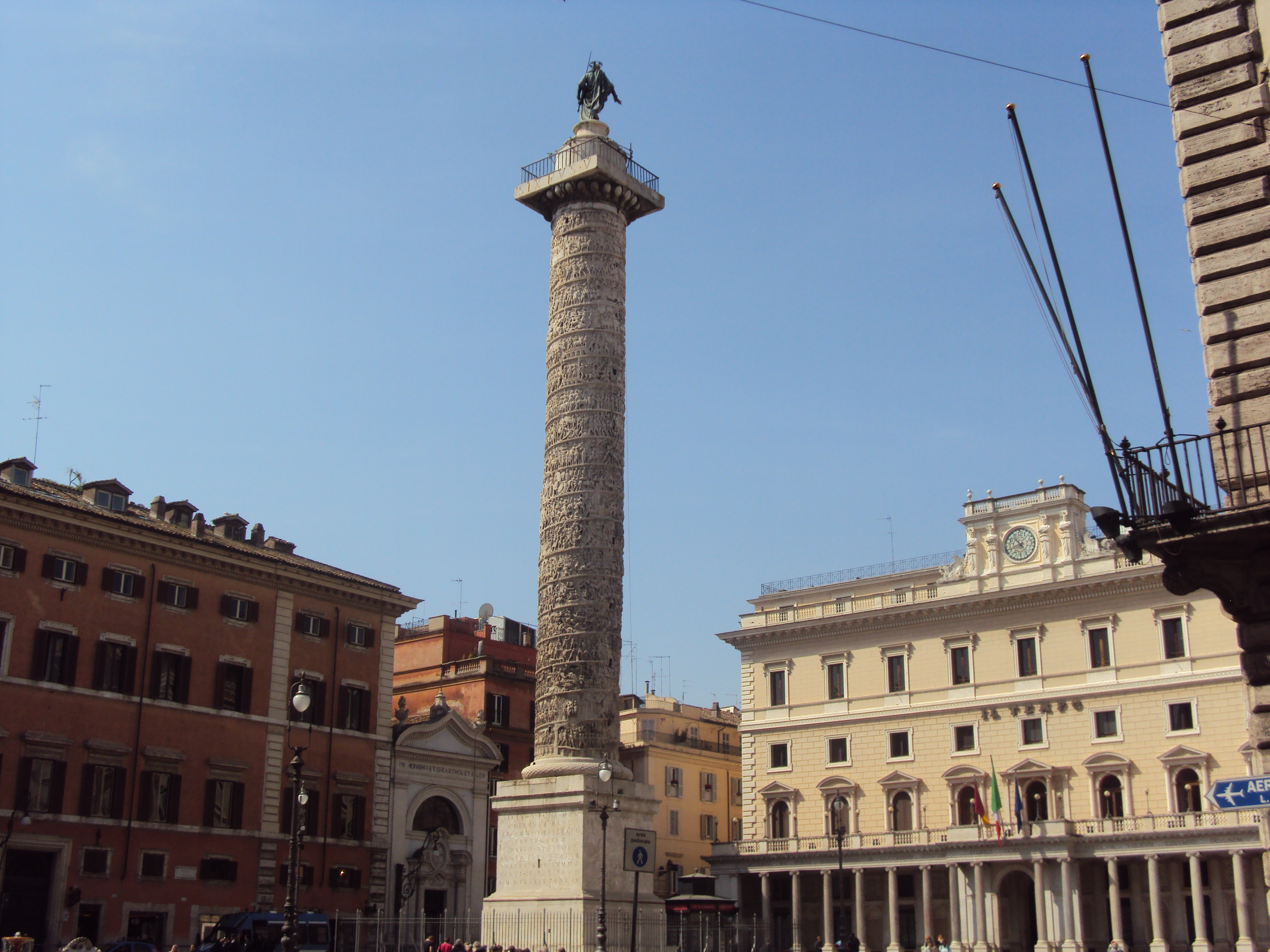
Columna aureliana

### Sitios arqueológicos
Por su abundancia de sitios y restos arqueológicos, Roma es un verdadero «museo al aire libre». La cuna de la historia de Roma es el Palatino, debajo del cual se encuentran el Foro Romano, los Foros imperiales y el Mercado de Trajano, los centros de la vida política, económica, religiosa y social del mundo antiguo. A poca distancia se encuentra el Coliseo, el monumento que sirve de símbolo a la Antigua Roma; sobre la cercana colina Oppio se encuentran los restos de la Domus Aurea, la «casa de oro» de Nerón. Caminando de la Piazza Venezia hacia el río Tíber se encuentran la Cripta Balbi (parte del antiguo teatro de Balbo), el Teatro de Marcelo con los templos del área de Sant'Omobono y el área sagrada de Largo di Torre Argentina (donde asesinaron a César).
Otros sitios arqueológicos presentes en la ciudad son la basílica subterránea de Porta Maggiore, las termas de Caracalla, los restos de San Clemente, el auditorio de Mecenas y las casas romanas del Celio, debajo de la basílica de San Juan y San Pablo.
Fuera del centro urbano se encuentran las excavaciones de Ostia; el mausoleo de Cecilia Metela, el Castrum Caetani, la Tumba de los Escipiones y la villa de los Quintili sobre la vía Appia Antica; la villa de Livia en Prima Porta; el área arqueológica de Veyes, con el santuario etrusco del Apolo y el Parque de las Tumbas de la Via Latina.

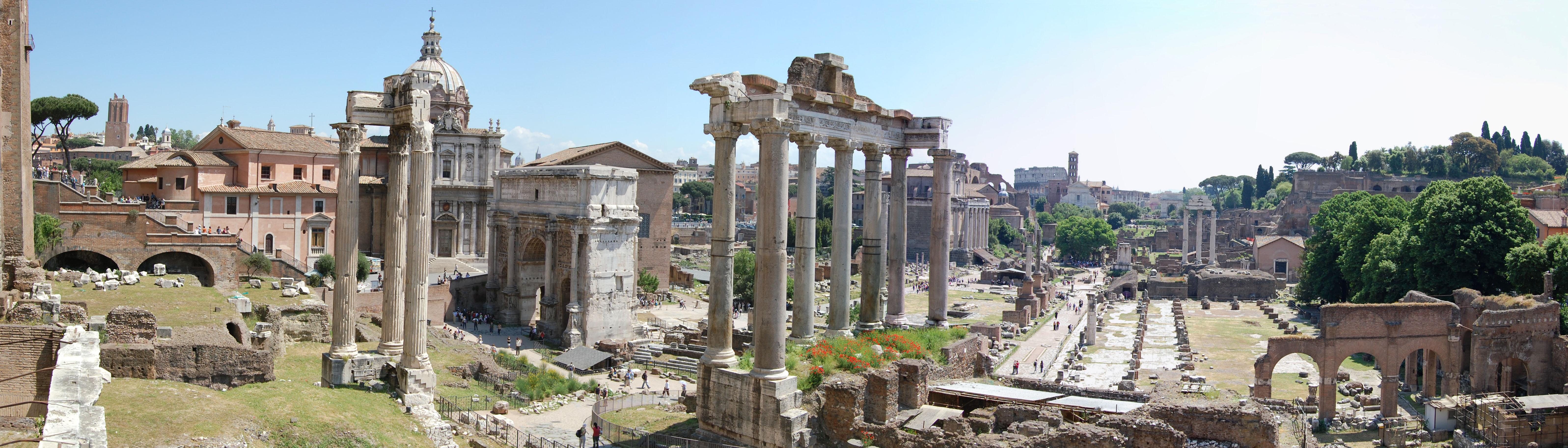
El foro romano

### Áreas naturales

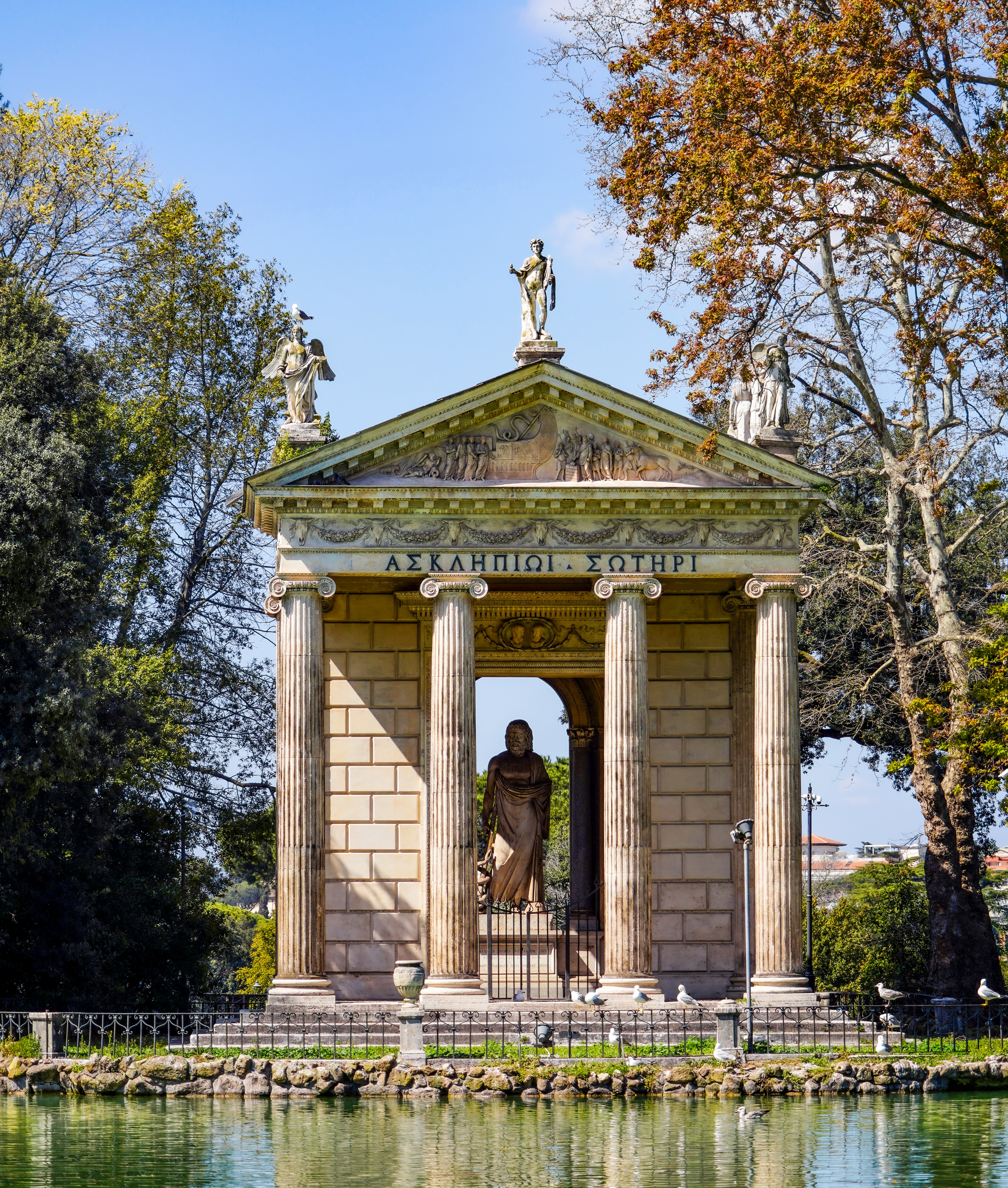
El Jardín del Lago y el Templo de Esculapio en Villa Borghese.

Con alrededor de 52 000 hectáreas de área agrícola, Roma es la ciudad más verde de Europa. Más allá de las villas históricas hay otras muchas áreas verdes, sin contar los terrenos dedicados a la agricultura en las zonas más periféricas.
Las áreas protegidas cubren un total de 40 000 hectáreas y son una realidad reciente, comenzada con la institución del parque regional urbano del Pineto en 1987 y del parque natural regional Appia Antica el año siguiente; en 1997 nace el ente regional Romanatura, que aumentó notablemente el número de zonas protegidas.
La inmensa área rural, en parte llana y en parte plena de colinas, que se extiende alrededor de la ciudad de Roma se llama agro romano, que se diferencia del campo italiano por cuanto está contenido en el territorio municipal.
Se hallan en el interior del territorio municipal de Roma algunos parques regionales y reservas naturales, entre las cuales están el parque natural regional Appia Antica, la reserva natural de la Marcigliana, la reserva natural de Décima-Malafede, la reserva natural del litoral romano y el área marítima protegida de las Secche di Tor Paterno.
Con el nuevo plan regulador, Roma tiende a aumentar el territorio total destinado a las áreas verdes hasta llevarlo a dos tercios de la ciudad. Áreas verdes específicas están destinadas al Jardín Botánico de Roma y a la Rosaleda Municipal de Roma.

### Patrimonio de la Humanidad
Bienes inscritos por la Unesco
| Código | Nombre                                                                                           | País     | Año  | Coordenadas                                      |
| ------ | ------------------------------------------------------------------------------------------------ | -------- | ---- | ------------------------------------------------ |
| 91-001 | Centro histórico de Roma                                                                         | Italia   | 1980 | 41°53′24.8″N 12°29′32.3″E / 41.890222, 12.492306 |
| 91-002 | Complejo de San Juan de Letrán (Basílica, Palacio Apostólico, edificios anejos, Escalera Santa). | Italia   | 1990 | 41°53′9.4″N 12°30′24.1″E / 41.885944, 12.506694  |
| 91-003 | Complejo de Santa María la Mayor (Basílica y edificios anejos).                                  | Italia   | 1990 | 41°53′50.2″N 12°29′56.7″E / 41.897278, 12.499083 |
| 91-004 | Palacio de San Calixto, en el Trastévere                                                         | Italia   | 1990 | 41°53′22.5″N 12°28′12.7″E / 41.889583, 12.470194 |
| 91-005 | Palacio de la Cancillería                                                                        | Italia   | 1990 | 41°53′48.4″N 12°28′18.5″E / 41.896778, 12.471806 |
| 91-006 | Palazzo di Propaganda Fide, en la Plaza de España                                                | Italia   | 1990 | 41°54′14.6″N 12°29′1.6″E / 41.904056, 12.483778  |
| 91-007 | Palazzo Maffei (Palacio de la Piña).                                                             | Italia   | 1990 | 41°53′49″N 12°28′39.9″E / 41.89694, 12.477750    |
| 91-008 | Palazzo dei Convertendi                                                                          | Italia   | 1990 | 41°54′10.7″N 12°27′38.5″E / 41.902972, 12.460694 |
| 91-009 | Palazzo detto dei Propilei                                                                       | Italia   | 1990 | 41°54′9.7″N 12°27′32.5″E / 41.902694, 12.459028  |
| 91-010 | Palacio Pío                                                                                      | Italia   | 1990 | 41°54′10.4″N 12°27′49.8″E / 41.902889, 12.463833 |
| 91-011 | Edificios en el Janículo                                                                         | Italia   | 1990 | 41°54′53.1″N 12°27′29.6″E / 41.914750, 12.458222 |
| 91-012 | Palacio del Santo Oficio                                                                         | Vaticano | 1990 | 41°54′3.7″N 12°27′21.9″E / 41.901028, 12.456083  |
| 91-013 | Basílica de San Pablo Extramuros                                                                 | Italia   | 1990 | 41°51′31.6″N 12°28′34.6″E / 41.858778, 12.476278 |

### Urbanismo
Durante la Edad Media, el papado trasladó su sede de la capital del Antiguo Imperio a Aviñón. Durante este periodo la ciudad decayó tanto que una vez que Eugenio IV restauró la sede papal en Roma en el año de 1443, la encontró convertida en una campiña donde el ganado transitaba libremente entre ruinas y monumentos de lo que antiguamente había sido el esplendor de la ciudad. La mancha urbana había crecido de manera irregular sin una planificación, las casas habían sido construidas una luego de la otra dejando el tránsito por pequeñas calles y callejones sin nociones del orden urbano público. Durante este periodo la ciudad no perdió su importancia capital debido a las basílicas que albergaba dentro de sus muros, y que cada año eran visitadas por las oleadas de peregrinos que venían de toda Europa, principalmente del Camino de Santiago de Compostela y que hacían escala en su viaje hasta Jerusalén.
Durante el siglo XV bajo el papado de Nicolás V, Roma dejó de ser únicamente una capital de peregrinaje para convertirse en capital artística de toda Italia. Durante el Alto Renacimiento en el siglo XVI con los papas Julio II y sus sucesores los papas Medici, la capital cobró aún más importancia estética con las obras maestras de Bramante, Sangallo, Rafael Sanzio y Miguel Ángel. En tiempos de Paulo III se intentó abordar un programa urbanístico que afectaría tanto a las fortificaciones y a la estructura viaria interna, como a la sistematización arquitectónica del Capitolio y del Vaticano. Para ello el programa sería proyectado y coordinado por Juvenal Manetti y Miguel Ángel Sin embargo este no fue el único proyecto que se hizo. La urbanización moderna de la sede papal se concretó después de muchos planes parciales entre los que vale la pena mencionar el de León Battista Alberti bajo órdenes de Nicolás V (1447-55); la dell'ansa del Tevere bajo Sixto IV (1471-84); el de León X de Medici (1513-21) y de Clemente VII de Medici (1523-34); y finalmente el de Domenico Fontana por orden de Sixto V.
Las dos épocas más importantes en la transformación urbana de Roma fueron las de Julio II y Sixto V. Con Julio II fue renovada la ciudad baja a orillas del río Tíber. En el lado externo del río el papa no se contentó solo con la construcción de la Basílica de San Pedro, sino que también llevó a cabo la renovación del Palacio Vaticano. En la hondada entre la construcción vieja y la villa de Inocencio III, el Belvedere, colocó las logias. A él también se debió la terminación de la Cancillería, además de la traza de la Via della Lungara y por supuesto la Via Giulia.
Pío V había planeado construir en las colinas abandonadas con intenciones de repartir la población que cada vez se amontonaba más en el centro, sin embargo todos sus esfuerzos fueron inútiles debido a la escasez de agua que había en aquellas tierras. El papa Sixto V fue quien finalmente puso remedio a esta situación mediante las obras de colosales acueductos. Tras la solución las colinas empezaron a poblarse poco a poco. Esta obra benefició de manera importante a la ciudad, L'acua Felice como se le llamó, suministraba 20.537 metros cúbicos de agua al día y alimentaba veintisiete fuentes. Con el inicio de la construcción de la Roma alta mandó a construir nuevas obras de infraestructura. Puso los cimientos de la escalera de la plaza de España en el terreno de Trinità dei Monti para conectar de manera directa la parte baja y la parte alta de la Ciudad Eterna. Ahí mismo construyó la Via Felice y el Bordo Felice, y abrió las calles de sistema radial que conducen a Santa Maria Maggiore. La Strada Felice unía el Popolo y San Juan de Letrán pasando por Santa María Maggiore y la conectó en línea recta con los templos de la Trinità dei Monti y la Santa Croce. Este plano, conocido como el trazo sixtino, unió con ejes rectilíneos dos a dos las sedes y los núcleos sacros y seculares de la ciudad: las basílicas mayores, el Capitolio, el Coliseo, el Quirinal, la Porta Pia y el Vaticano. A su vez se usaron las nuevas vías para la colocación de obeliscos y la protección de plazas populares.
Partiendo de las ideas de León X de rescatar las antigüedades de la Roma Imperial para devolver a la ciudad su monumentalidad, Sixto V emprendió una empresa similar. Sin embargo a diferencia de su antecesor, el pontífice buscó someter a las obras paganas al cristianismo. Rescató las columnas de Trajano y Antonino y las dedicó a san Pedro y a san Pablo respectivamente, colocó sobre ambas estatuas de los santos representando el triunfo del credo cristiano sobre las monumentales obras de la Antigüedad pagana. Con la ayuda del arquitecto papal Domenico Fontana se aventuró en la empresa de trasladar el obelisco egipcio que estaba en el centro del Circo Máximo hacia el frente de la Basílica de San Pedro. El 30 de abril de 1586 el monolito fue arrancado de su pedestal original, siete días después lo reclinaron y lo transportaron con rodillos por las nuevas vías hasta su nueva sede, finalmente el 10 de septiembre del mismo año se erigió enfrente de la Basílica.
La obra sixtina en Roma fue el cimiento para las transformaciones que se ejecutarían en el siglo XVII por los grandes arquitectos barrocos como Bernini y Borromini. En ese siglo se proyectarían las plazas basilicales como la plaza de San Pedro, así como muchas otras de corte civil y algunas fuentes importantes alimentadas con L'acua Felice de los acueductos como es el caso de la Fontana di Trevi.

## Educación

### Universidades
Roma posee el mayor número de universidades y estudiantes universitarios en Italia; en su territorio se encuentran 22 universidades públicas y privadas, y 24 universidades e institutos pontificios, por un total de 46 universidades.
Universidades públicas:
- Universidad de Roma La Sapienza
- Universidad de Roma Tor Vergata
- Universidad de Roma III
- Universidad de Roma Foro Italico

Universidades privadas:

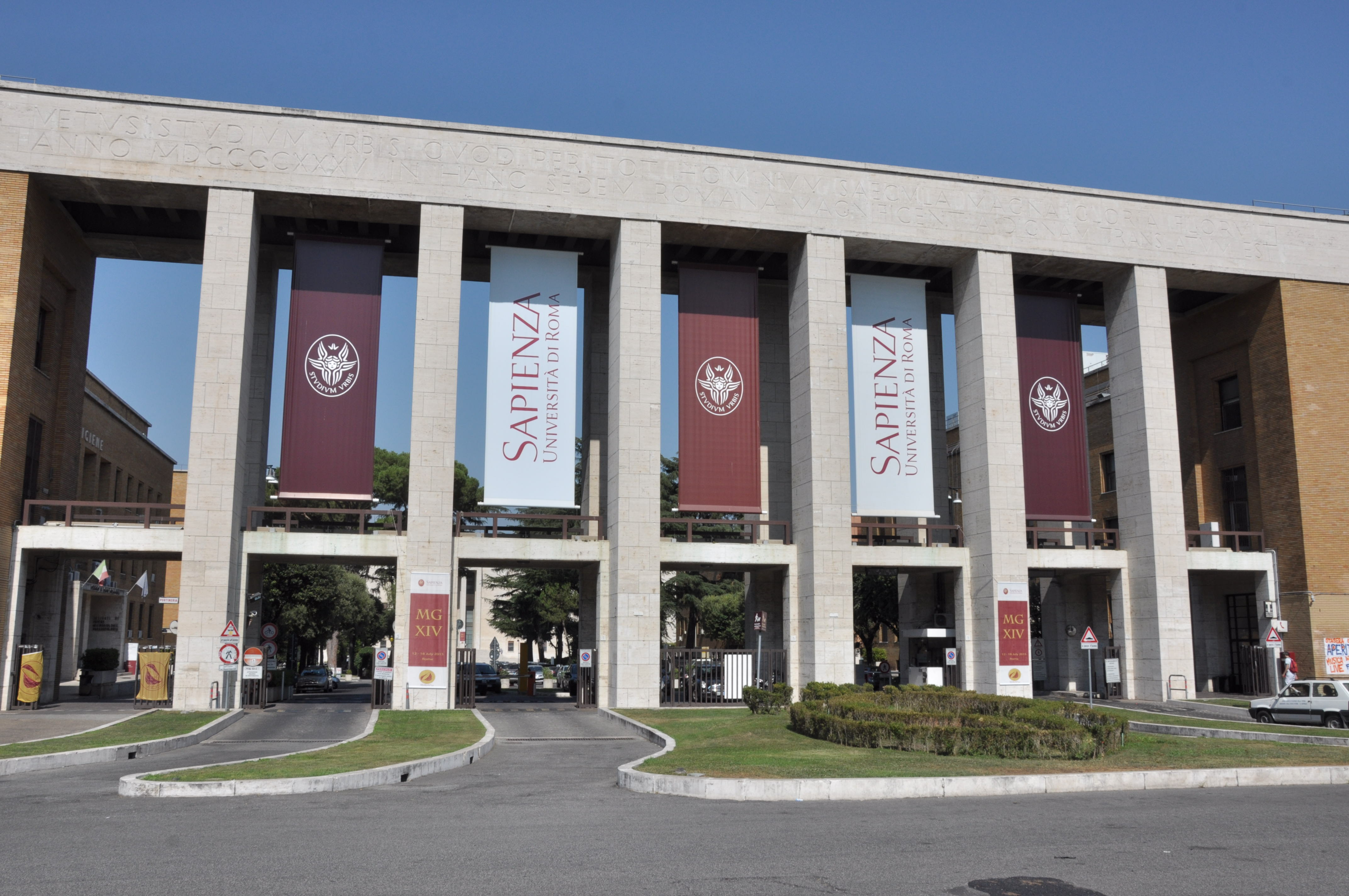
Universidad de Roma La Sapienza, entrada principal de la sede central

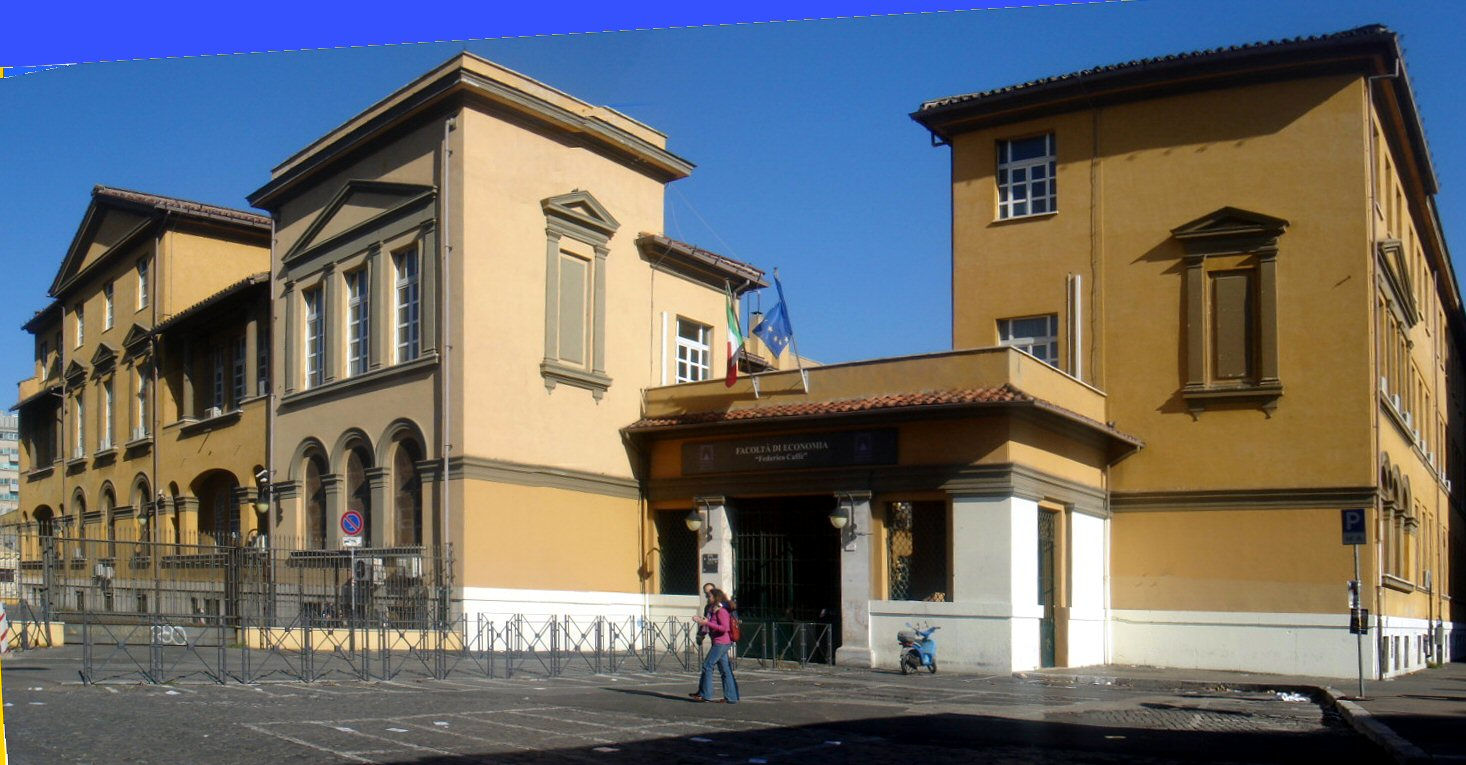
Universidad de Roma III, Palacio Tommaseo

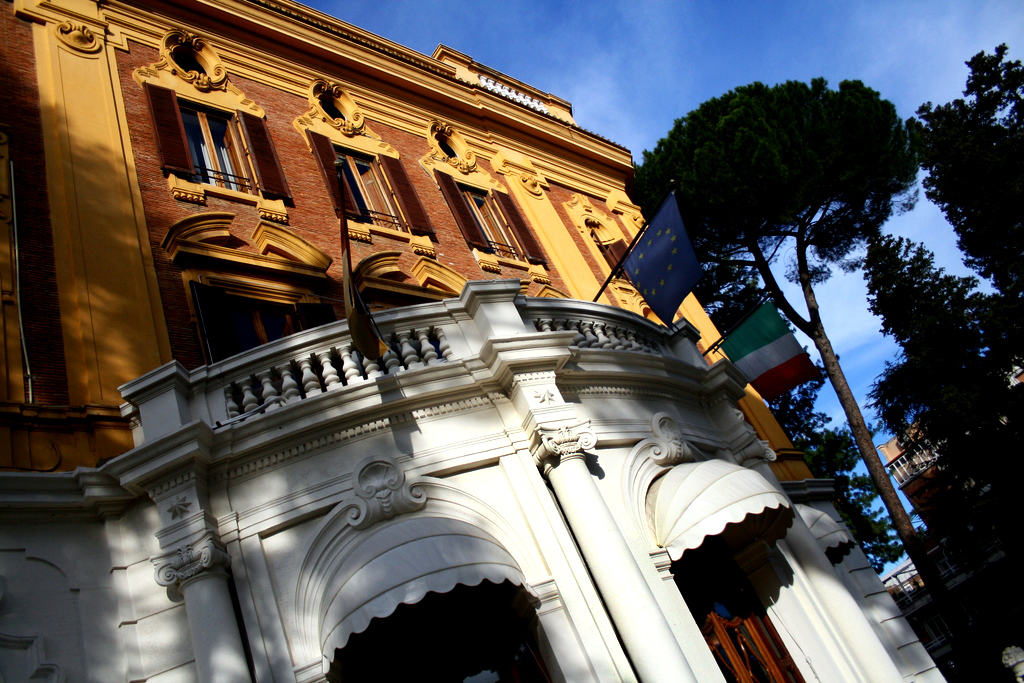
LUISS "Guido Carli", sede del rectorado

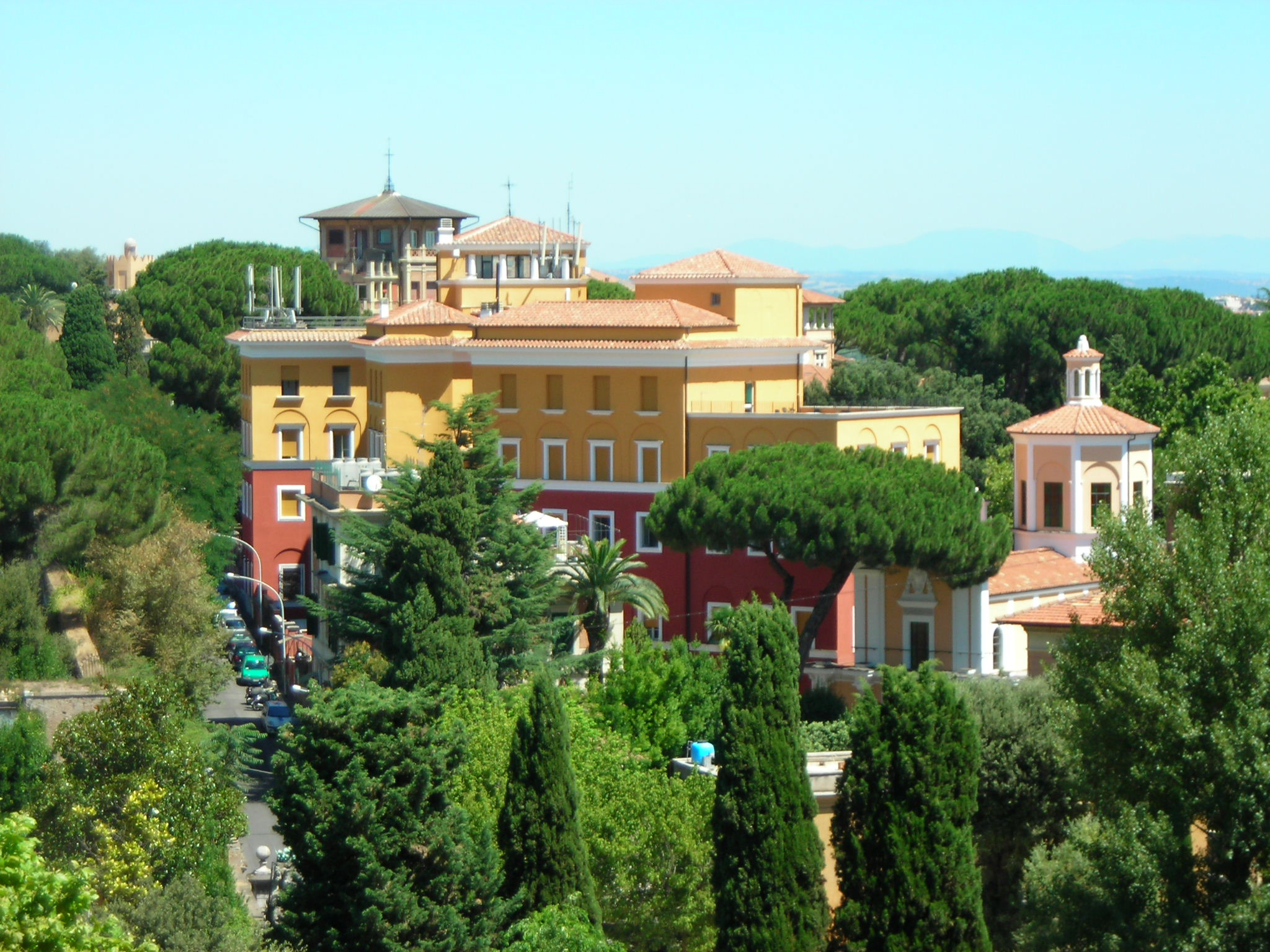
American University of Rome, campus

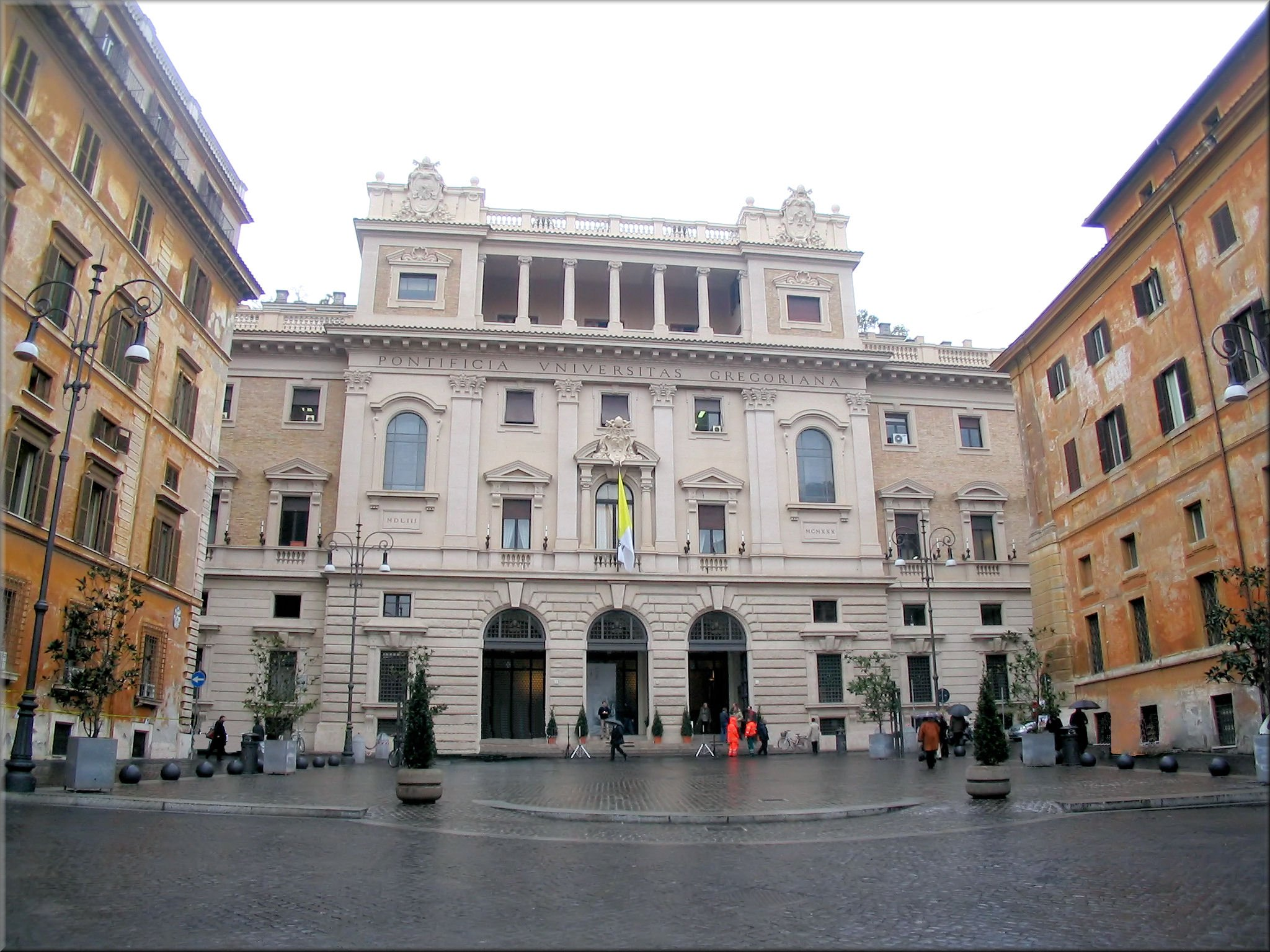
Pontificia Universidad Gregoriana, fachada

- Libera Università Internazionale degli Studi Sociali "Guido Carli" - LUISS
- Link Campus University
- Universidad Católica del Sagrado Corazón
- American University of Rome
- Universidad Campus Bio-Médico
- Universidad Europea de Roma
- John Cabot University
- Libera Universidad Maria Santissima Assunta - LUMSA
- Facultad valdense de teología
- Libera Universidad Leonardo da Vinci - LULV
- Universidad de los Estudios Internacionales de Roma - UNINT
- Universidad Popular – UPTER
- Universidad I.S.S.A.S.
- Instituto Lorenzo de' Medici
- John Felice Rome Center
- Quasar Design University
- Touro College Rome

Universidad privadas telemáticas:
- Universidad de Roma " Unitelma Sapienza"
- Università degli Studi "Guglielmo Marconi";
- Universidad Nicolás de Cusa

Universidades e institutos pontificios:
- Pontificia Universidad Antonianum
- Pontificia Universidad Gregoriana
- Pontificia Universidad Lateranense
- Universidad Pontificia Salesiana;
- Pontificia Universidad de la Santa Cruz
- Universidad Pontificia de Santo Tomás de Aquino
- Pontificia Universidad Urbaniana
- Academia Pontificia Alfonsiana
- Pontificio Ateneo Sant'Anselmo
- Pontificio Ateneo Regina Apostolorum;
- Pontificia Facultad de Ciencias de la Educación Auxilium
- Pontificia Facultad Teológica Marianum
- Pontificia Facultad Teológica San Bonaventura
- Pontificia Facultad Teológica Teresianum
- Instituto Patrístico Augustinianum
- Pontificio Instituto Bíblico
- Pontificio Instituto Juan Pablo II
- Pontificio Instituto Oriental
- Pontificio Instituto de Estudios Árabes e Islámicos

Academias:
- Academia de Bellas Artes de Roma
- Instituto Superior para las Industrias Artísticas - ISIA
- Rome University of Fine Arts - RUFA

## Cultura

### Tradiciones y folclore

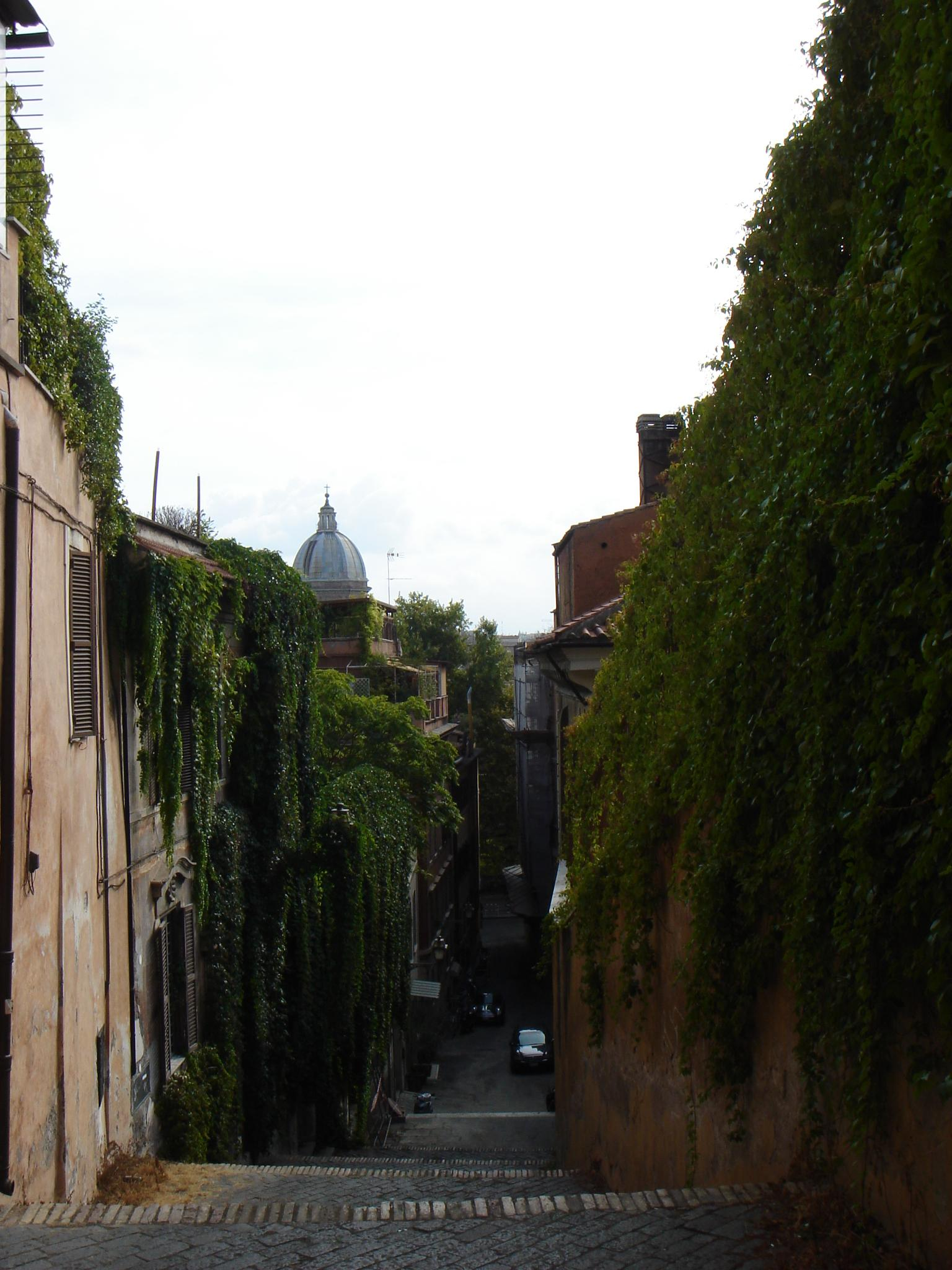
Trastévere, subida de Sant'Onofrio.

Una de las principales celebraciones de la tradición popular romanesca fue, del siglo XV al siglo XIX, el carnaval, reinsertado por la municipalidad de Roma, si bien en forma muy distinta, en 2010. Sus orígenes se remontan a los Saturnales de la Antigua Roma, caracterizados por divertimientos públicos, bailes y el uso de máscaras. Los juegos carnavalescos se desarrollaron a partir del siglo X sobre el monte Testaccio; un siglo después, el papa Paulo III decidió que el carnaval se desarrollara en via Lata, que es la actual Via del Corso. Entre las máscaras típicas del carnaval romano se encuentran la de Rugantino, Meo Patacca y el General Mannaggia La Rocca.
Roma es una ciudad rica en tradiciones, mitos, leyendas, disfraces y folclore, ya desde la Antigüedad y a lo largo de toda la Edad Media, edad en la cual florecieron múltiples relatos populares, en los que la esfera religiosa se unía al mundo mágico, lo sagrado se combinaba con lo profano.
Una costumbre folclórica romana actual son las inmersiones en el Tíber durante las celebraciones de Año Nuevo. Osados clavadistas se sumergen en sus frías aguas, costumbre difundida internacionalmente por los medios de comunicación.
Por sus características peculiares, una de las zonas de Roma en la que todavía es posible rastrear fragmentos y estímulos de la cultura popular es el pintoresco barrio de Trastévere, con sus caminos estrechos, sus trattorias, sus iglesias medievales y su colina llamada Gianicolo; es justamente en Trastévere que surge el Museo del Folklore y de los Poetas Romanescos, que alberga documentos de la vida cotidiana y de las tradiciones romanas, entre los cuales están las acuarelas de Ettore Roesler Franz sobre la Roma desaparecida.
En el barrio Europa, además, se encuentra el Museo Nacional de las Artes y las Tradiciones Populares, que recoge material tradicional y folclorístico-popular proveniente de toda Italia.

### Gastronomía de Roma

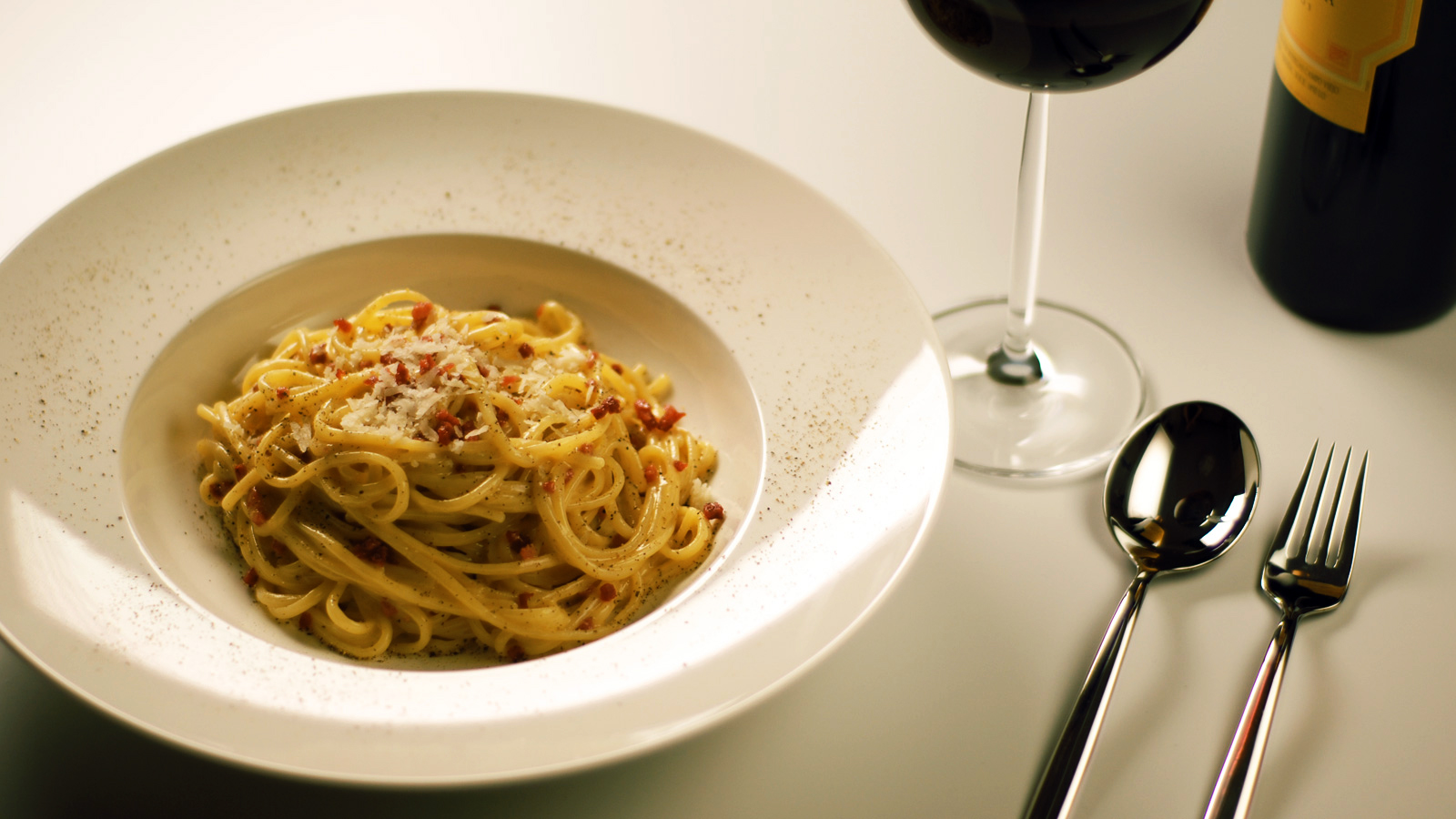
Spaghetti alla Carbonara, un plato típico romano

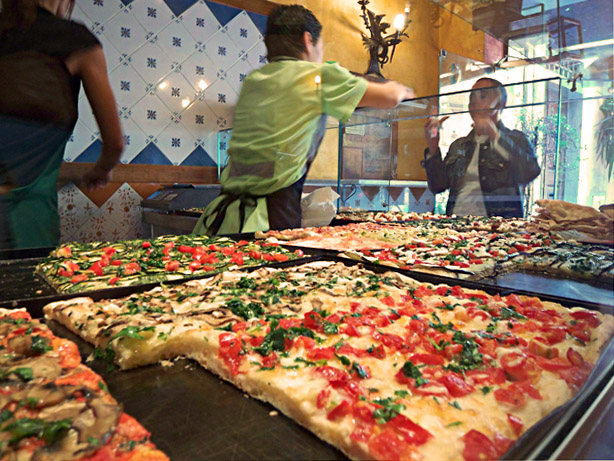
Pizza al taglio en el barrio de Trastévere

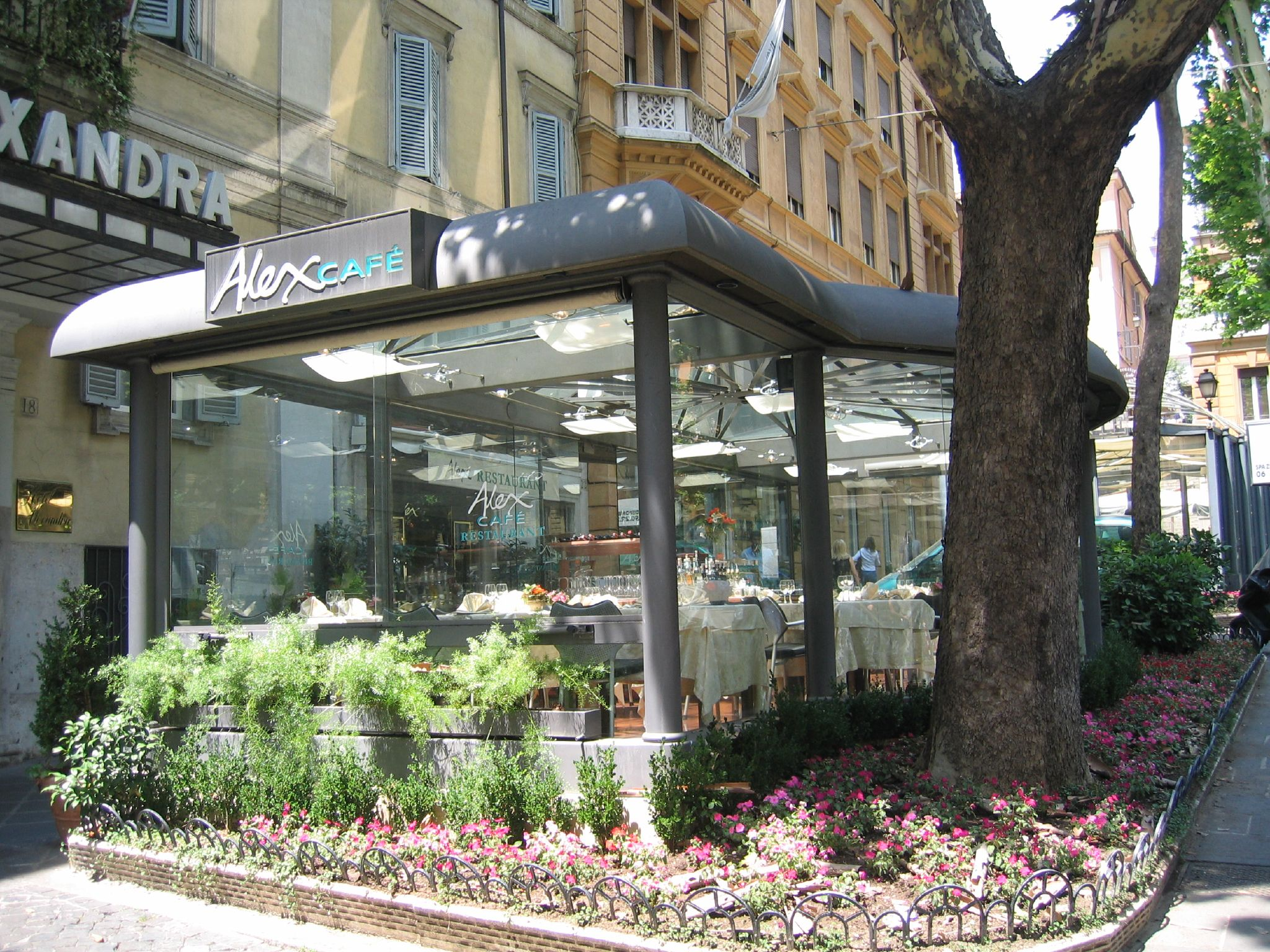
Un café típico en Via Veneto

La cocina de Roma ha evolucionado a través de siglos y períodos de cambios sociales, culturales y políticos. Roma se convirtió en un importante centro gastronómico durante la Antigua Roma. La cocina de la Antigua Roma estuvo muy influenciada por la cultura de la Antigua Grecia y, después, la enorme expansión del imperio expuso a los romanos a muchos nuevos hábitos culinarios y técnicas de cocina provinciales. Al principio, las diferencias entre las clases sociales no eran muy grandes, pero las disparidades se desarrollaron con el crecimiento del imperio. Más tarde, durante el Renacimiento, Roma se hizo conocida como un centro de alta cocina, ya que algunos de los mejores chefs de la época trabajaban para los papas. Un ejemplo de esto podría ser Bartolomeo Scappi, quien fue chef, trabajando para Pío IV en la cocina del Vaticano, y adquirió fama en 1570 cuando se publicó su libro de cocina “Opera dell'arte del cucinare”. En el libro enumera aproximadamente 1000 recetas de la cocina del Renacimiento y describe técnicas y herramientas de cocina, dando la primera imagen conocida de un tenedor. Hoy en día, la ciudad alberga numerosos platos italianos formidables y tradicionales. Se puede ver una influencia judía, ya que los judíos han vivido en Roma desde el siglo I a. Las verduras, especialmente las alcachofas, son comunes. Ejemplos de estos incluyen "Saltimbocca alla Romana", una chuleta de ternera al estilo romano; cubierto con jamón crudo y salvia y cocido a fuego lento con vino blanco y mantequilla; "Carciofi alla giudia" - alcachofas fritas en aceite de oliva, típicas de la cocina judía romana; "Carciofi alla romana" - alcachofas a la romana; sin hojas exteriores, relleno de menta, ajo, pan rallado y estofado; "Spaghetti alla carbonara": espaguetis con tocino, huevos y pecorino, y "Gnocchi di semolino alla romana": bola de masa de sémola al estilo romano, por nombrar solo algunos.

### Museos
Entre los museos romanos pueden citarse:
- Museos Vaticanos, que incluyen los famosos frescos de la Capilla Sixtina.

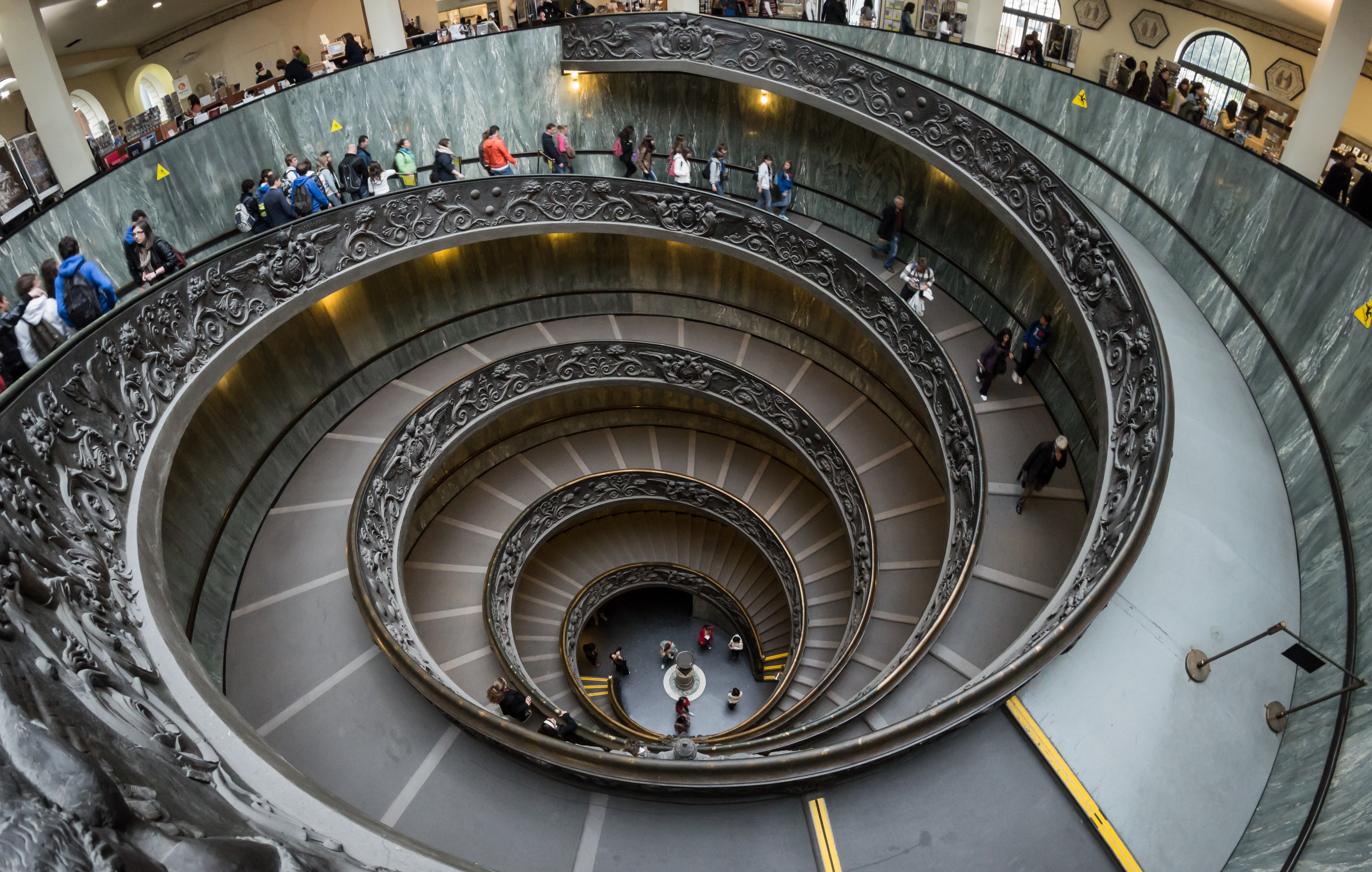
Los Museos Vaticanos son el octavo museo de arte más visitado del mundo (2021).

- Galería Nacional de Arte Antiguo, con obras de Piero della Francesca, Fra Angelico y Rafael, entre otros.
- Galería Borghese, dentro de la Villa Borghese (edificio del siglo XV) con gran colección de pintura y escultura.
- Palazzo Doria-Pamphili, de cuya colección destaca el retrato de Inocencio X de Velázquez.
- Museos Capitolinos, que conservan la colección de arte más antigua de Europa. En ellos se encuentra, entre otras notables piezas, la loba capitolina.
- Museo Nacional Etrusco, en Villa Giulia, en el que destacan los sarcófagos etruscos.
- Galería Nacional de Arte Moderno, donde se conserva una importantísima colección de arte contemporáneo.
- Museo Nacional de las Termas, donde se conserva una importantísima colección de antigüedades romanas.
- Museo Nacional Romano, con las colecciones nacionales de arte romano, famosas en el mundo entero.
- Museo de Arte Contemporáneo de Roma, también conocido como MACRO.
- Museo Nacional del Palacio Venezia, con piezas desde la época paleocristiana hasta el gótico final.
- Museo Napoleónico, museo histórico dedicado a objetos de interés relacionados con Napoleón.
- Museo de la Civilización Romana, que presenta diversos aspectos de la civilización romana, incluyendo sus costumbres y tradiciones.

### Instituciones, entes y asociaciones
La ciudad es el centro de muchas instituciones financieras (bancos y aseguradoras), de centros de producción televisiva, de empresas de moda y de publicidad pero sobre todo de la industria cinematográfica.

La sede de la FAO en la vía de las Termas de Caracalla

Roma es también la sede de algunas agencias internacionales de las Naciones Unidas, como el Programa Mundial de Alimentos (PMA), la Organización de las Naciones Unidas para la Alimentación y la Agricultura (FAO), y el Fondo Internacional de Desarrollo Agrícola (FIDA); en la ciudad tiene sede el colegio de defensa de la OTAN. La capital italiana, además de los tratados que en 1957 han establecido la CEE y la Euratom, ha albergado también la firma oficial del tratado para la constitución europea (29 de octubre de 2004) y la estipulación de los estatutos de la Corte Penal Internacional.
Siendo capital de la provincia de Roma, de la región de Lacio y capital de la República Italiana, Roma alberga, más allá de las sedes comunales, las varias sedes del gobierno provincial, regional y nacional, sin contar con el Estado Mayor del Ejército, el Estado Mayor de la Marina, el Estado Mayor de la Aeronáutica Militar y el Estado Mayor de la Defensa.
En el barrio llamado Tiburtino tiene su sede el Instituto Superior de Sanidad, que opera al servicio del Ministerio de la Salud; entre los principales hospitales romanos se encuentran el archihospital del Santo Espíritu en Saxia, el hospital pediátrico Bambino Gesù (perteneciente a la Santa Sede), el hospital San Filippo Neri, el hospital Sant’Andrea, el hospital Universitario Gemelli (de la Universidad Católica) y el policlínico Humberto I, el hospital público más grande de Italia.

### Festividades
- El nacimiento de Roma, el 21 de abril; es la fecha en la cual, de acuerdo con la tradición, Rómulo habría fundado la ciudad (753 a. C.).[140]

El 21 de abril se festeja con representaciones en disfraces, eventos musicales y manifestaciones lúdicas;
- El 1 de mayo, la fiesta de los trabajadores: los sindicatos unidos organizan un concierto gratuito en la plaza Porta San Giovanni in Laterano, al cual asisten centenares de miles de espectadores (alrededor de un millón en 2008);
- La Fiesta de la República, el 2 de junio; se desarrolla el tradicional desfile militar a lo largo de la vía dei Fori Imperiali que termina en piazza Venezia, frente al Altar de la Patria;
- La Fiesta de Noantri, se lleva a cabo en Trastévere. Se festeja el primer sábado después del 16 de julio con ocasión del culto de la Virgen del Carmelo.

## Deportes
Roma fue la sede de los Juegos Olímpicos de 1960 y la sede de la Copa Mundial de fútbol de 1934 y Copa Mundial de fútbol de 1990 organizadas por la FIFA, de la Eurocopa 1968, la Eurocopa 1980 y la Eurocopa 2020 organizadas por la UEFA y también del Campeonato Mundial de Natación de 2009, organizado por FINA.
Roma es el centro de muchos eventos y competiciones deportivas internacionales, que incluyen:
- Masters de Roma Internazionali d'Italia, que tiene lugar entre abril y mayo de cada año en el Foro Italico;
- e-Prix de Roma, el campeonato de Fórmula E, se lleva a cabo en el Circuito callejero del EUR desde 2018;
- Torneo de las Seis Naciones: los partidos en casa de la selección italiana de rugby;
- Espectáculo ecuestre internacional "Piazza di Siena", competencia ecuestre celebrada desde 1922 en piazza di Diogo, dentro de villa Borghese;
- Golden Gala Pietro Mennea, evento internacional de atletismo que tiene lugar anualmente en el Estadio Olímpico;
- Maratón de Roma, organizado en primavera con salida y llegada en via dei Fori Imperiali.

| Equipo                    | Deporte    | Estadio                  | Creación |
| ------------------------- | ---------- | ------------------------ | -------- |
| AS Roma                   | Fútbol     | Estadio Olímpico de Roma | 1927     |
| Società Sportiva Lazio    | Fútbol     | Estadio Olímpico de Roma | 1900     |
| Rugby Roma Olimpic        | Rugby      | Stadio Tre Fontane       | 1930     |
| SS Lazio Rugby            | Rugby      | Acquacetosa Roma         | 1927     |
| Pallacanestro Virtus Roma | Baloncesto | PalaLottomatica          | 1960     |

| Predecesor: Melbourne | Ciudad Olímpica 1960 | Sucesor: Tokio |
| Predecesor: Moscú     | Universiadas 1975    | Sucesor: Sofía |

## Ciudades hermanadas y acuerdos de amistad
Roma está hermanada de modo exclusivo y recíproco con:
- París (desde 1956). (fr) «Seule Paris est digne de Rome; seule Rome est digne de Paris» (it) «Solo Parigi è degna di Roma; solo Roma è degna di Parigi». En español: «Solo París es digna de Roma; solo Roma es digna de París».

Roma también ha firmado pactos de amistad y cooperación con otras ciudades del mundo:
- Achacachi
- Argel
- Belgrado
- Brasília
- Calgary
- Caracas
- Ciudad de México
- Kiev
- Londres
- Nueva York
- Madrid
- Medellín
- Montréal
- Pekín
- Plovdiv
- Seúl
- Tokio
- Tirana
- Toronto
- Túnez
- Sídney
- El Cairo